# ドラゴンクエストシリーズのモンスター一覧
ドラゴンクエストシリーズのモンスター一覧（ドラゴンクエストのモンスターいちらん）では、スクウェア・エニックスのコンピュータゲーム『ドラゴンクエストシリーズ』に登場する架空のモンスターについて解説する。個別記事のある竜王、カンダタの詳細はリンク先を参照。

## 分類について
ドラゴンクエストシリーズに登場するモンスターは基本的に敵キャラクターとして登場し、『ドラゴンクエストIV 導かれし者たち』以降は一部のモンスターが仲間のキャラクターになっている。また、仲間モンスターをメインとした外伝『ドラゴンクエストモンスターズ』もシリーズ化されている。
シリーズ3作目の『ドラゴンクエストIII そして伝説へ…』にドラゴンキラー、ゾンビキラーという、系統に高い効果を持つ武器が登場したことで、ドラゴン系、ゾンビ系という概念が登場。『ドラゴンクエストモンスターズ テリーのワンダーランド』において配合のためにモンスターの系統が分類されるようになり、ナンバリングタイトルでも『ドラゴンクエストVIII 空と海と大地と呪われし姫君』において14種類の系統に分類されるようになった。『ドラゴンクエストXI 過ぎ去りし時を求めて』においては12種類（虫系・植物系・水系が自然系にまとめられた）。
- スライム系
- けもの系
- ドラゴン系
- 虫系
- 鳥系
- 植物系
- 物質系
- マシン系
- ゾンビ系
- あくま系
- エレメント系
- 怪人系
- 水系
- ???系

外伝作品における分類は、以下のように簡略化されているため、本項目での分類は基本的に『VIII』以降のナンバリングタイトルにおける分類に従う。
テリーのワンダーランド（10系統）
スライム系、ドラゴン系、獣系、鳥系、植物系、虫系、悪魔系、ゾンビ系、物質系、???系
マルタのふしぎな鍵（11系統）
スライム系、ドラゴン系、獣系、鳥系、植物系、虫系、悪魔系、ゾンビ系、物質系、水系、???系
キャラバンハート（7系統）
スライム系、動物系、魔獣系、自然系、物質系、悪魔系、エレメント系
少年ヤンガスと不思議のダンジョン（11系統）
スライム系、獣系、ドラゴン系、虫系、鳥系、植物系、物質系、悪魔系、ゾンビ系、水系、???系
ジョーカー以降（8系統）
スライム系、ドラゴン系、自然系、魔獣系、物質系、悪魔系、ゾンビ系、???系（『ジョーカー』のみ神獣系）、ブレイク系（『ジョーカー3』のみ）

## スライム系
ドラゴンクエストシリーズにおけるスライムは水滴状の体に目と口が描かれた可愛らしいデザインで人気となり、シリーズが進むにつれ一系統に分類されるほどの様々な亜種が登場している。

## けもの系
現実世界におけるほ乳類をモチーフとしたモンスター。
アームライオン
黄色の体、青いたてがみに前足4、後足4、合計8本の手足を持つ直立型のライオンのようなモンスター。『ドラゴンクエストIV 導かれし者たち』（以下『IV』）で初登場。
やつざきアニマル
灰色の体、赤紫のたてがみの上位種。
キングレオ
『IV』の中ボス、『ドラゴンクエストX 目覚めし五つの種族 オンライン』（以下『X』）では魔法の迷宮のボスとして登場。青い体で黒いたてがみ。
1000年前の世界では獣将キングレオとして戦うことになる。
グレイブディガー
『X』ピラミッド大扉の間のボス。紫色の体、ブルーグレーのたてがみ。激しく切り裂くやジバルンバを使う。
魔獣イーギュア
白い身体で青いたてがみ。『X』Ver.3.2のストーリーボス。
凶暴化した 大魔獣イーギュアがフィールドを徘徊するようになった。
ミュシャド
緑の身体で茶色いたてがみ。『ドラゴンクエストヒーローズII 双子の王と予言の終わり』（以下『DQMH2』）のボス敵。
ファラオ・レオ
『星のドラゴンクエスト』（以下『星ドラ』）の特定イベントに登場。黒い体色で、ネメス（頭巾）を被っている。
キングニャオ
キングレオと似たような見た目をしている。イベントに登場する。
ライオンズレオ
『ドラゴンクエストウォーク』（以下『ウォーク』）パ・リーグコラボで登場。埼玉西武ライオンズの帽子を被りユニフォームを着たキングレオ。
コーヒーライオン
『ウォーク』「Coke on」コラボに登場。「ジョージア」のコーヒーを4本の腕に持っている。
アカリリス
直立したリスのようなモンスターで、本体より大きな着脱可能の尻尾を持つ。
アカリリス
茶色い身体に赤い縞。『X』Ver.2で初登場。
ブルーミンクス
黒い身体に青い縞の上位種。
まいまいテイル
赤系の体に白い縞の上位種。
スターレミング
紫系の体で、腹に星の模様がある上位種。
グリングリン
『X』Ver.6.0で登場。緑色の上位種。
クルミンクス
『X』Ver.6.5のクエストボス。全身黄色。
アバランチャー
大柄な体格で、カバのような顔と獅子のようなタテガミを持つ人型の獣人。
アバランチャー
青白い体色。『X』Ver.3.2に登場。
魔天獅ヒッポルコ
『X』の不思議の魔塔のボス敵。
メガトンチャンプ
薄い桃色の体色。『X』Ver.3.5に登場。
千夜ライジン
『X』4.0の天地雷鳴士クエストで、千夜フウジンとセットで登場。
シシカバブ団長
『X』5.0のメインストーリーに登場。ファラザードで幅をきかせるシシカバブ盗賊団の団長。黄色い体色。
あばれこまいぬ
狛犬のような容姿を持つ、四本足で獰猛なモンスター。
あばれこまいぬ
白い体。『IV』で初登場。
サブナック
ピンク色の上位種。バギマを使う。
フレイムドック
炎を吐く上位種。
ヘルシーサー
インディゴブルーの上位種。『X』で初登場。
デモンシーサー
『X』神話篇に登場する黒い中ボス。
あっぱれこまいぬ
『星ドラ』に登場。獅子舞のような姿をしている。
てんどうしし
『ウォーク』で登場。赤い隈取りが混ざった白い体で金色のたてがみ。
アマカムシカ
大きな角を持つ鹿。
アマカムシカ
『X』では嵐の領界の神獣として登場し、戦うことは無いが『ドラゴンクエストモンスターズ スーパーライト』（以下『DQMSL』）ではプレイヤーが入手および使用できる。
暴走したコウリン
『X』Ver.6.0のメインストーリーで登場。紫の体色で、角には眼球の意匠が見られる。
あらくれチャッピー
NPCである「あらくれ」のような扮装をしたウサギのモンスター。
あらくれチャッピー
赤いマスク。『X』で初登場。
ぬすっとウサギ
黄色いマスクの下位種。
ふくめんバニー
覆面がタイガーマスクとなっているピンク色の体の上位種。
ダーティラビッツ
全身黒の上位種。ミサイルキックを使う。
いたずらジャーミィ&いたずらバーティ
『X』ラバニの穴に登場する中ボス。赤いジャーミィと黄色いバーティのコンビ。
ジャーミィはキック、バーティはパンチを使うほか、ジャム&バター型の爆弾（黄色は眠り、赤は猛毒の効果）を設置する。
強ボスモードではやるきのジャーミィ&やるきのバーティとして登場。
アルダララ
人型の上半身と蛇の下半身に翼をもつモンスター。
アルダララ
『ドラゴンクエストモンスターズ ジョーカー3 プロフェッショナル』（以下『DQMJ3P』）で初登場。緑色の体に白い翼。ジャンガル大陸のボス。
バルザーリ
『星ドラ』で初登場。赤色の体に黒い翼の上位種。
デスアルダララ
全身モノクロの上位種。ザバルア大陸のボス。
ジゴダララ
濁った灰色の上位種。古代の厄災と蘇る不死鳥ラーミアで登場。
アルミラージ
頭に一本角を生やしたウサギに似たモンスター。
アルミラージ
紫色の体。ラリホーやテンションアップ系の技を使う。『ドラゴンクエストIII そして伝説へ…』（以下『III』）で初登場。
いっかくうさぎ
灰色の下位種。企画段階では「ユニコンラット」という名称であった。
ゴールデンコーン
金色の体で真っ赤な眼をした上位種。『X』、『ドラゴンクエストXI 過ぎ去りし時を求めて』（以下『XI』、『ドラゴンクエストモンスターズ2 イルとルカの不思議なふしぎな鍵』（以下『イルルカ』）で、アルミラージの転生モンスターとして登場。
ブラバニクイーン
黒い上位種。BBQスティンガーをはじめとした強力な技を使う。『X』で初登場。
メタルバニー
『DQMSL』に登場。全身がメタルボディに変化した奇跡のアルミラージ。
アロードッグ
コウモリの羽を生やしたイヌのモンスターで、ボウガンを持っている。
アロードッグ
灰色の体。『ドラゴンクエストVI 幻の大地』（以下『VI』）で初登場。
ドッグスナイパー
青系の上位種。『ドラゴンクエスト・キャラクターズ トルネコの大冒険2 不思議のダンジョン』（以下『トルネコ2』）、『ドラゴンクエスト・キャラクターズ トルネコの大冒険3 不思議のダンジョン』（以下『トルネコ3』）では遠距離から鉄の矢を射てくる。
イエティ
全身毛むくじゃらで巨体の魔物。
イエティ
雪山に住む。『IV』で初登場。吹雪を吐く。『ドラゴンクエストV 天空の花嫁』（以下『V』）では仲間モンスターになるほか、トルネコシリーズでは4体セットで登場する。
デザートゴースト
砂漠や荒れ地に住む。
ビッグスロース
青または紫系の色違いモンスター。
ユキだる魔
『ドラゴンクエスト モンスターパレード』（以下『モンパレ』）に登場。真っ白の上位種。イエティと同色。
ベロリンマン
『IV』では武術大会5回戦の対戦相手として、『X』では格闘場のボスとして登場する。
モテモテ
デザートゴーストの転生モンスターとして『X』に登場。黄色い体。
極辛炎獣ラーベ
『X』ハロウィンイベントクエストに登場。手足が赤く、体は下に行くほど茶色くなっている。
カニティ
『星ドラ』に登場する北海道のご当地モンスターで、カニの被りものをしたイエティ。
フローラルダンディ
『X』バージョン4.0  ラウラリエの丘のボス。エテーネの歌姫シャンテの歌が好きな平和主義者。
おおありくい
アリクイをモチーフとしたモンスター。
おおありくい
茶色い体。『III』に登場。
おばけありくい
灰色の上位種。
アントベア
青色の上位種。
いたずらもぐら
直立歩行でスコップを持ったモグラのようなモンスター。
いたずらもぐら
『IV』で初登場。
キラースコップ
「ためる」を使う上位種。
ブランマトック
白い上位種。マトックを持つ。『X』で初登場。
モグラの子分
ドン・モグーラのお供として登場する上位種。3DS版では追憶のモグーラの取り巻きとして強化版の追憶のモグラの子分が登場。
キラーピッケル
安全ヘルメットを被りピッケルを持ったモグラ。『ドラゴンクエストモンスターズ ジョーカー2』（以下『DQMJ2』）では中ボスとして、『X』ではキラースコップの転生モンスターとして登場する。
キラキラーピッケル
『モンパレ』の連盟指令に登場。
イノブタマン
直立で棍棒を持ったイノブタのモンスター。
イノブタマン
『ドラゴンクエストVII エデンの戦士たち』（以下『VII』）で初登場。
イノップ
外見はイノブタマンに近い。
オークデビル
紫色の上位種。
ボアソルジャー
オレンジ色の上位種。
エアラット
両耳が発達して空を飛ぶネズミのモンスター。
エアラット
水色。『IV』に登場。
エビルハムスター
肌色でクリーム色の毛の上位種。『IV』に登場。
みみとびねずみ
『IV』に登場する灰色の上位種。
『VII』のみみとびねずみはフェアリーラットの色違い。
オーク
槍をもったイノシシに似たモンスター。
オーク
茶色い毛で緑色の服を着ている。『ドラゴンクエストII 悪霊の神々』（以下『II』）で初登場。
『V』には中ボスとして'''{{Anchors|オークLv20}}オークLv20'''が登場（悪魔系）。
ゴールドオーク
金色の毛の上位種。
オークキング
ベホイミ、ザオラル（『V』以降）を使う上位種。
オークィーン
桃色の毛と白い服の上位種。『X』ver.3.2で登場。
巨獣の主
『モンパレ』に登場する巨獣の巣のボス。赤い毛と青い服。
大食王ボーショック
『ドラゴンクエストモンスターズ ジョーカー3』（以下『DQMJ3』）で登場。目元が黒く、左眼が赤い大柄な個体。
おおねずみ
大きなネズミのモンスター。
おおねずみ
ブルーグレーの体色。『II』で初登場。
やまねずみ
灰色の下位種。
おばけねずみ
赤紫色の上位種。
オックスベア
牛と熊が混ざったようなモンスター。
オックスベア
オレンジ色。『IV』に登場。
ハンババ
青い上位種。
ビースト
ピンク色の上位種。
バルザック
『IV』第四章の中ボス。
モンスターズ（『イルルカ』など）では第五章の形態（おにこんぼうタイプ）と区別するため、バルザックビーストと呼ばれる。
かくとうパンサー
両手に爪を装備した獣人。
かくとうパンサー
『VI』で初登場。
タイガークロー
『VI』に登場する青い上位種。
マッスルアニマル
『VI』に登場する上位種。まわしげりを使う。
キマイラロード
さまざまな生物をかけあわせたモンスター。テンションバーンを使う。
キマイラロード
紫色のたてがみに緑の羽と尾。『ドラゴンクエストIX 星空の守り人』（以下『IX』）で初登場。他のシリーズではアルマトラと同色。
じごくのヌエ
『IX』で初登場。『X』では魔法の迷宮のレアボスとして登場。
赤いたてがみに黒系の体。
アルマトラ
『IX』のクエストボスとして登場。
ハヌマーン
『IX』では宝の地図の洞窟のボスとして、『X』では魔法の迷宮のボスとして登場。
白系の体で、いかずち落としや光のブレスを使う。
1000年前の世界では、幻将ハヌマーンとして戦うことになる。
ブランドンビースト
『X』バトルマスタークエストのボスとして登場。ハヌマーンと同色。
アークキマイラ
『X』神話篇の中ボスとして登場。金色のたてがみ。
コーラルディモス
『X』Ver.3.4で登場。赤紫色の体色。
鬼門のヌエ
『X』Ver.4.0の天地雷鳴士クエストで登場。虎のような毛皮に真っ赤な顔。
超心覚の練獣
『X』レベル114解放クエストで女神ルティアナにより遣わされた神獣。白い体色に黄色いたてがみと背中。
双蛮王ゴズール
『星ドラ』シーズン3第5話のダンジョンゴズの塔のラストボス。
ハヌヴァーン
『星ドラ』イベント星盤の迷宮の敵魔神獣の一体。
ジア・ロダ
『X』Ver.6.3のストーリーボス。メタル色の体色で白いたてがみ。
ジア・ルダ
『X』Ver.6.3のストーリーボス。メタル色の体色で黒いたてがみ。
キャット・リベリオ
巨猫族のモンスター。
キャット・リベリオ
『X』のバージョン1のジャレットの町のストーリーボス猫島の奥でバトル。
デビルニャン
『X』でリーネクエスト第3話のボス。元々は富と財産に対する善神であったが富、財産による喧嘩を見て悪霊となってしまった猫神様。
キャットフライ
コウモリの翼を持ったネコのモンスター。
キャットフライ
オレンジ系の体色。『III』『X』、『DQM』に登場。
『X』ピラミッドの秘宝の守護者として秘宝の妖獣が登場。
キャットバット
青い色違いモンスター。『III』『X』に登場。不思議な踊りを使う。
ナイトキャット
紫色の上位種。バギ系の呪文を使う。『X』で初登場。
プリティフライ
キャットフライの転生モンスターで、セクシーキャットと同時に現れる。クリーム色で、紫色のコサージュをつけている。『X』Ver.4.4から登場。
セクシーキャット
キャットフライの転生モンスターで、プリティフライと同時に現れる。ピンク色で、赤色のコサージュをつけている。『X』Ver.4.4から登場。
サーバルスカイ
『X』Ver.6.0から登場。黄色い体色に紫の羽。
メルム・ノクス
黒色の上位種。イオ系などの呪文を使う。『モンパレ』で初登場。
ギュメイ将軍
豹の獣人剣士。
ギュメイ将軍
『IX』に登場した魔帝国ガナンの三将のひとり。
クリア後のクエストで、名をうばわれし王を止めて欲しいと頼んでくる。
名をうばわれし王を成仏させた後、彼も成仏する。
魔剣神レパルド
宝の地図の洞窟のボス。白い体色。
ネズス
「モンパレ」Ver.2のストーリーボス。剣の神で、レパルドと同色。
キラーエイプ
気性の荒いゴリラのモンスター。
キラーエイプ
紫の体色。『III』で初登場。モンスターズシリーズにも登場する。
あばれザル
茶色い下位種。
コング
緑色の上位種。他2種は仲間呼びを行った際には同種が現れるが、コングが仲間呼びを行った際にはごくらくちょうが回復役として現れる。
キラーパンサー
獰猛なヒョウのモンスター。
キラーパンサー
黄色い体に赤いたてがみ。『V』で初登場。
『V』では仲間モンスター、『VIII』ではスカウトモンスターや移動手段になる。『X』ではドルボードの見た目をキラーパンサーに変更して擬似的に乗ることができる。
シャドウパンサー
『VIII』、『XI』で登場する黒い上位種。
ベビーパンサー
キラーパンサーの幼生。
ベビータイガー
キラータイガーの幼生。『DQMJ3』で登場。
シャドウベビー
シャドウパンサーの幼生。『XI』、『モンパレ』で登場。
ホワイトパンサー
『XI』、『星ドラ』で登場する白い上位種。
スノーベビー
ホワイトパンサーの幼生。『XI』で登場。
ピンキーパンサー
『X』Ver.4.1に登場。キラーパンサーの転生モンスターで、ハート柄の桃色の毛皮。
ストームライガー
『ドラゴンクエスト トレジャーズ　蒼き瞳と大空の羅針盤』（以下『トレジャーズ』）に登場。グレーの毛皮に薄緑のたてがみ。
レッドパンサー
『ウォーク』「Coke on」コラボに登場。赤い毛皮に黒いたてがみ。しっぽでコカ・コーラを巻いている。
キラータイガー
大きな牙を持つ猛獣。
キラータイガー
『II』で登場。デルコンダル闘技場ではイベント戦闘になる。ピンク色。
『ドラゴンクエスト モンスターバトルロードIIレジェンド』（以下『DQMB2』）、『DQMJ3』ではキラーパンサーの色違いモンスター。
サーベルウルフ
下位種。
ギリメカラ
巨大な棍棒を持った魔獣。
ギリメカラ
『IX』に登場。黒い体色。
ヘルガーディアン
『VIII』に登場するヘルガーディアンはデュラハーンの色違いモンスター。赤い体色。
大怪像ガドンゴ
『IX』魔獣の洞くつのボス。青い体色。
闇朱の破砕将ボーガ
『X』アストルティア防衛軍に登場。闇朱の獣牙兵団の大将。
デモンズゲイト
『X』Ver.5.0に登場。デモンマウンテンで大魔王候補者を試す存在。ピンク色。
くびなが大師
棍を持った首の長い行者の魔物。竜なのか麒麟なのかは不明。
くびなが大師
クリーム色の衣に青い体色。『X』Ver.3.2で登場。
ジラフマスター
黒い衣に茶色い体色。『X』Ver.3.4で登場。
ジラフシスター
青白い衣に紫の体色。ジラフマスターの転生モンスター。『X』Ver.3.4で登場。
闇のキリンジ
赤い衣に紫の体色。『X』Ver.5.0のジャリムバハ砂漠に住む強敵。
グリズリー
巨大な熊のモンスター。
グリズリー
灰色熊。『III』で初登場。痛恨の一撃を使ってくる。
ごうけつぐま
茶色い上位種。『III』で初登場。『VII』3DS版ではトクベツなモンスターとして登場する。
ダースリカント
ブルーグレーの上位種。『III』に登場。グリズリー同様、痛恨の一撃を使う。
シルバーベア
『III』GBC版に登場する上位種。
あらくれパンダ
『XI』に登場。ごうけつぐまの転生モンスター。
グリフィンクス
スフィンクスのような格好をした金色のグリフォン。『ドラゴンクエストモンスターズ キャラバンハート』（以下『DQMCH』）で物質系として初登場。『イルルカ』では魔獣系、『星ドラ』ではけもの系と、作品によって系統が異なる。
グレイトホーン
グレイトホーン
黄土色。直立してフレイルを持ったオオツノシカのモンスター。『VII』で初登場。
レノファイター
緑色の上位種。
ボルンガ
『VII』ルーメンの村のボス。
ゲリュオン
ネコ科の猛獣が翼を持ったようなモンスター。
ゲリュオン
黄色い体。『VII』で初登場。
ウイングタイガー
赤紫色の上位種。
ダークパンサー
青紫色の上位種。
リベリオン
『VII』（3DS版）に配信限定のトクベツなモンスターとして登場。ライオンのような紫色のたてがみ。
キラーファング
たてがみと翼が無い下位種。『X』で初登場。
ブロンドボーイ
赤銅色の体で、金色のタテガミを持つ上位種。ウイングタイガーの転生モンスターとして『X』に登場。
魔獣ビュブロス
体の上半分が黒、下半分が赤で、金色のタテガミを持つ。『X』アグラニ外伝クエストの中ボスとして登場。
陰獣
黒と紫のカラーリング。
陽獣
銀と緋色のカラーリング。

『X』Ver.6.0で登場するボス敵。水色の体色に金のタテガミ。
双蛮王メズール
『星ドラ』シーズン3第5話のダンジョン、メズの砦のラストボス。体色は青。
ケルベロス
双頭のイヌのモンスター。
ケルベロス
『VII』に登場。
じごくの番犬
赤い上位種。
バスカービル
焦げ茶色の上位種。
ケンタラウス
直立した馬のモンスター。
ケンタラウス
『V』に登場。
ラムポーン
下位種。
ジャミ
『V』の中ボス。
黄牛鬼タウラダイン
鉄球を抱えた人型の牛。
黄牛鬼タウラダイン
『X』ver.3のボスモンスター。黒い肌に黄色い毛皮。
魔獣サルファバル
『X』ver.3のボスモンスター。黒い肌に緑の毛皮。
剛獣鬼ガルドドン
竜の角と翼、尻尾を生やしたゴリラ。
剛獣鬼ガルドドン
『X』聖守護者の闘戦記のボスの一種。黄色い毛皮と水色の肌。
ギガントモンキー
『X』Ver.6.0のザコ敵。青紫の毛皮と水色の肌。
キサゴール
『X』源世庫パニガルムのボスの一種。白い毛皮と紫色の肌。
ブラッドエイプス
『X』Ver.7.0で登場。赤い毛皮と緑色の肌。
黒竜丸
炎をまとった馬のモンスター。
黒竜丸
闇の炎をまとった黒い馬。
『IX』では宝の地図の洞窟のボス、『X』では魔法の迷宮のボスとして登場。
1000年前の世界では暴将黒竜丸という名で死闘の間で戦うことになる。
れんごく天馬
『IX』では宝の地図の洞窟のボス、『X』では魔法の迷宮のレアボスとして登場。
レジェンドホース
『IX』で宝の地図の洞窟のボスとして登場。
聖獣ダイキリン
『X』の賢者クエストに登場。レジェンドホースと同色。
砂塵の幻馬
『X』配信クエスト「失われた時を探して」の中ボスとして登場。黄色い体色。
白輝丸
『X』王家の迷宮・地下1階のボス。
ヒッポカンバー
『X』Ver.3.4登場。青紫色。
森羅蛮獣
『X』Ver.3.5でスイのやしろの神鏡の間のボス。
神馬アルシオン
『ドラゴンクエスト モンスターバトルスキャナー』（以下『DQMBS』）『DQMJ3P』に登場。青い体色で、銀色の装具を身にまとっており、頭部には刃状の角を生やしている。
配信限定モンスターで、敵としては登場しない（『星ドラ』を除く）。
ケルーノス
『モンパレ』に登場する狩猟の神。
ゴートドン
毛皮に包まれたヤギのモンスター。
ゴートドン
青い体で、ボミオスを使う。『III』で初登場。
マッドオックス
茶色い下位種。
ビッグホーン
緑色の上位種。あまい息を使う。
護宝獣
『トレジャーズ』のお宝ダンジョンの最深部に登場するボス敵。四足歩行で胸に宝石が着いており、そこが弱点。
クリア後は仮面を被った「邪面の○○」が登場する。
護宝獣ヴァルホーン
長い角を生やした猛牛のような姿。
護宝獣アーグジンハ
赤い体毛を生やした狛犬のような姿。
護宝獣ベレニュスク
青いトカゲのような姿。
ゴレオン将軍
イノシシの獣人モンスター。
ゴレオン将軍
『IX』に登場した魔帝国ガナンの三将のひとり。
怪力軍曹イボイノス
『IX』宝の地図の洞窟のボス。濃い茶色。
ダダダダス
『星ドラ』のボス。緑色。
コングヘッド
棍棒を持った一頭身のゴリラのようなモンスター。
コングヘッド
『VIII』で初登場。
マッスルウータン
ピンク色の上位種。
スノーエイプ
白い上位種。
ゴンズ
牛のような顔の獣人。巨大なサーベルを持つ。
ゴンズ
『V』に登場する中ボス。紫色の肌。
『VII』に登場するゴンズはワータイガーと同じ外見。
グレンデル
『V』に登場。青い肌（悪魔系）。
護門将ゴウシルシャ
『X』のバージョン3.2のいざないの間のボス。グレンデルと同色。
ソルジャーブル
『V』で初登場。灰色の肌。10ではバージョン3.4の最初のフィールドに出現。
千夜フウジン
『X』バージョン4.0の天地雷鳴士クエストで登場。緑の体色で、風神の盾を持つ。千夜ライジンと共に千夜嵐の原因となる荒ぶる神。
ゼネル
『星ドラ』に登場。フードをかぶったゴンズ。
サーベルきつね
貴族のような衣装を着て、細身の剣を持ったキツネのモンスター。
サーベルきつね
『VIII』で初登場。
ナイトフォックス
夜のみ登場する青い上位種（怪人系）。
バロンジャッカル
ハッスルダンスを踊る上位種。
サイおとこ
直立したサイのようなモンスター。甲冑を来て大きな斧を持っている。
サイおとこ
青い体で緑の鎧。『IV』で初登場。
ライノソルジャー
赤い鎧の上位種。
グルクフ
『モンパレ』に登場。闇の王の城に初めて到着した際に現れる。
ライノソルジャーと同じ見た目だが、強さは若干違う。
ライノスキング
系統の最上位種。
ライノスローネ
『X』神話篇の中ボス。黒い鎧で、両側に刃の付いた斧を持つ。
ライノス・ルージュ
『X』ver.3.1の中ボス。赤黒い身体で桃色の鎧。ハート柄。
サイコロン
面を被った六つ目の魔獣。
サイコロン
『VIII』で初登場。
イーブルアイズ
金色で笑顔の仮面を被った上位種。
ダイス・ド・デビル
藍色で怒りの仮面を被った上位種。
さんぞくウルフ
アイパッチをした直立のオオカミのようなモンスター。
さんぞくウルフ
灰色の体で緑のシャツを着ている。『V』で初登場。
『スライム冒険記』では主人公の仲間ウルフとして登場。
シードッグ
茶系の体で緑と黄色のボーダーシャツを着ている。『V』では上位種だが、『X』では さんぞくウルフと同レベル。
サマーウルフ
紫色の体でオレンジのシャツを着ている上位種。『X』で初登場。
サードンの手下
『X』ジュレットの町外伝クエストの中ボス。シードッグの強化版。
サンダーラット
ハリネズミのモンスター。
サンダーラット
黄色。『VII』で初登場。
はりせんもぐら
茶色い下位種。
プラズママウス
青い上位種。
シールドヒッポ
鎧を着て両手に一枚ずつ丸い盾をもったカバの獣人。
シールドヒッポ
『V』ではカンダタのお供としても登場。『DQMB2』では盾を投げる攻撃をする。
ビヒーモス
アストロンを使う上位種。
しっぽ団
ドン・モジャール、ゴレムス、ドラハルトJr.、バットン、ヒエール&モエール、多数のギャング風ももんじゃで構成された軍団。『スライムもりもりドラゴンクエスト 衝撃のしっぽ団』（以下『スラもり1』）で初登場。
ももんじゃが多く、スラもりシリーズでは敵の組織となる。
紫獅鬼バイロゼオ
大振りのサーベルを持った人型の獅子。『X』Ver.3で登場。
紫獅鬼バイロゼオ
黒い肌で紫色のたてがみ。
ファラオ・ニビス
ピラミッドの第八霊廟のボス。アヌビスのような容姿で、斧を持っている。
剣王ガルドリオン
薄い緑色の肌で白のたてがみ。『X』魔法の迷宮のボスで、召喚符を使うと戦える。
ギャノン弟
『X』バージョン5.2のストーリーに登場。紫の肌に狐色のたてがみ。バルディスタ出身の残忍な兄弟で、トポルの村の問題の解決のため戦うボス。
獣魔将ガルレイ
牙を生やしたゴリラのような獣人。
獣魔将ガルレイ
濃い青色の肌に黄色い体毛。突撃やジゴデインを使う。『X』Ver.2の中ボス。
牙王ゴースネル
淡いピンクの肌に白い体毛。『X』魔法の迷宮のボスで、召喚符を使うと戦える。ジゴデインのかわりにバギムーチョや紫雲のたつまきを使う。
悪鬼ゾンガロン
『X』をオーガで始めた際の序盤の黒幕だが、封印されている。ガルレイはゾンガロンのいとこの孫にあたる。翼や肩に角が生えている。Ver.4.2で戦える。
喪心獣ゾンテドール
『X』Ver.4.2のストーリーボス。プレゴーグに身体を乗っ取られたゾンガロンの成れの果て。
心眼たぬき
杖の形した仕込み刀を持つ着流しのたぬきのモンスター。
心眼たぬき
『DQM3』で初登場。
スカルガルー
人間の頭蓋骨をお腹に抱えている屍肉食性のカンガルーのモンスター。
スカルガルー
初登場の『VI』ではメダパニ攻撃、『X』ではメダパニの呪文を使う。
どくろあらい
赤い下位種。『X』では呪い攻撃を使う。
ホタテワラビー
青い上位種で、帆立貝をお腹に抱えている。『X』で初登場。
ホタテおやぶん
ホタテワラビーの上位種。
聖銀のどくろあらい
どくろあらいの転生モンスターとして『X』に登場する、メタルボディのモンスター。
ストローマウス
アリクイのように長い舌を持ったモンスター。
ストローマウス
黄色。『VII』で初登場。
ちゅうまじゅう
ピンク色の下位種。
あめふらし
『VII』でグリンフレークのボスとして登場。ピンク色。『トルネコ3』では雑魚モンスターとして登場。
ストロングアニマル
巨体でかみつき攻撃が強力なモンスター。
ストロングアニマル
緑色。『VI』で初登場。

黒い上位種。
スケアリードッグ
赤い上位種。
モンストラー
『VI』で夜になるとモンストルの町に現れる紫色のモンスター。
正体は街に住む戦士アモスが無意識の内に変身してしまった姿。
ギャングアニマル
『IX』配信クエストで登場。ヘルジャッカルと同色。
古代文明の凶獣
『星ドラ』期間限定イベントで登場。白い体色に青いラインが入っている。
青狼鬼グルバレイダ
四つん這いの人型の狼。『X』ver.3で登場。
青狼鬼グルバレイダ
黒い体色に青いたてがみ。
獣魔ローガスト
紫の体色に赤いたてがみ。
魔想念ローガスト
一度倒されたローガストがレギルラッゾの力で復活したもの。全身紫色。
ダークホーン
ツノが異常発達して闇の力を得たヒツジのモンスター。
ダークホーン
黄色い体。『VI』で初登場。
ちんもくのひつじ
白い下位種。マホトーンを得意とする。
ラリホーン
茶色い下位種。ラリホーとラリホーマを使う。
しれんその2
ホルストックの洗礼の儀式のための試練ボス。
ダースウルフェン
『VIII』に登場する、魔犬レオパルドに操られた狼。
タイガーランス
下半身が馬、上半身がトラで翼を持った獣人。
タイガーランス
『IX』で初登場。
ホワイトランサー
寒冷地に生息する白い上位種。
キマライガー
上半身が緑、下半身が紫の上位種。
タウラス
巨大の斧を持った二足歩行の牛のモンスター。
タウラス
『DQMJ2P』に登場。ブランパレスの門番ボス。
ブレイズホーン
『DQMSL』で登場。体毛が黒色で赤い肌の上位種。
サシーラ
『星ドラ』で初登場。体毛が紫色で黒い肌。
デンタザウルス
表皮がトゲで覆われた恐竜のようなモンスター。モンスターズシリーズではドラゴン系に分類される。『X』ではカメのように殻に籠る（やいばのぼうぎょ）ことがある。
デンタザウルス
灰色系。『V』で初登場。
サウルスロード
緑の体、青い甲羅の上位種。やけつくいきを吐く。
バザックス
金色の体、赤い甲羅の上位種。激しい炎を吐く。
トリカトラプス
赤い体、緑の甲羅の上位種。強力なサンドブレスを吐く。『X』で初登場。
スナノサウルス
『ウォーク』で登場。薄い茶色の体、金色の甲羅。
突げきホーン
サイをモチーフとした四足歩行のモンスター。
突げきホーン
『VII』で初登場。
ライノキング
赤い上位種。
トドマン
トドをモチーフとした二足歩行のモンスター。二本のキバを持つ。
トドマン
『IV』で初登場。体の色は黄色。
シーライオン
薄紫色の体を持つ上位種。
グレートオーラス
水色のの体を持つ上位種。
凶トドマン
『DQMJ3』に登場。マ素の影響により体の半分が黒い鉱物に覆われたトドマン。
凶シーライオン
『DQMJ3』に登場。マ素の影響により体の半分が黒い鉱物に覆われたシーライオン。
凶グレートオーラス
『DQMJ3』に登場。マ素の影響により体の半分が黒い鉱物に覆われたグレートオーラス。
とらおとこ
トラの毛皮に身を包んだ怪人。
とらおとこ
『IV』で初登場。
『VII』ではゴンズとして登場する。
『V』に登場するゴンズはグレンデルの色違い。
ベンガル
白い上位種でマホトーンを使う。
とうだいタイガー
『IV』大灯台のボス。
森の番人
虎柄のない緑色の毛皮に身を包む。『VII』で初登場。
ワータイガー
『VII』で初登場。外見はとらおとこと同じ。炎も吐く。
ブラックキーパー
『VII』3DS版の配信石版で登場する直立の黒い虎で、口の中に顔が無い。
ラッコアーミー
『XI』で初登場。ラッコの毛皮に身を包む。
トンブレロ
鍔のおおきな帽子を被ったブタのようなモンスター。
トンブレロ
黄色い帽子を被った青緑のブタ。『X』で初登場。
ビッグハット
白い帽子の下位種。
マジカルハット
魔導士の帽子（紫）に操られたブタ（物質系）。
アルケミストン
『X』ではマジカルハットの、『イルとルカ』ではトンブレロの転生モンスターとして登場。
ベニーシャ
『トレジャーズ』に登場。ギンギーラ空賊団の一員。黒い体色。
ドン・モグーラ
サングラスをかけ、ちょんまげを結った大柄のモグラ。ハープを持つ。
ドン・モグーラ
茶色い体色。『VIII』で初登場。敵味方全体を混乱させる「芸術スペシャル」を使用する。『VIII』ではモグラのアジトのボスとして登場。3DS版では追憶の回廊のボスとして強化版の追憶のモグーラが登場。『X』では魔法の迷宮のコインボスとして登場。
スーパーモグーラ
灰色の体色。3DS版『VIII』でいたずらもぐらの合体モンスターとして初登場。
神獣パチャティカ
白い体色で糸目。『X』ver.3.3のボス敵。
主人公を鍛えると称して戦うことになる。普段は協力的で、その後のクエストにも関わってくる。
輝晶獣ボイボゥ
『X』新コンテンツ輝晶獣のモンスター闇に包まれたドンモグーラ。
トロピカキング
『DQM3』で登場。黄色の体色。
ナウマンボーグ
直立した三つ目ゾウのモンスターで、六本の腕にそれぞれ異なる武器を持つ。
ナウマンボーグ
ブルーグレー。『X』で初登場。
ガネーシャエビル
白い上位種。
キングエレファント
ガネーシャエビルの転生モンスターとして『X』に登場。全身が金色。
ファラオ・エレフ
『X』ピラミッド第2の霊廟のボス。黒い体で牙や武器が金。
邪教祖サダク
『X』セレドの町のボス。緑色。
ナウマンムーア
3DS版『XI』に登場。デスタムーアのような色。Switch版では代わりにセルゲイムーアが登場した。
ヌーデビル
巨大な体躯をもつ四足歩行のモンスター。
ヌーデビル
緑色。『VII』で初登場。
まかいじゅう
赤い上位種。
デスゴーゴン
紫色の上位種。『VII』ではザラキなどの呪文を、『X』では闇のブレスなどを使う。
『X』ピラミッドの秘宝の守護者として秘宝の魔象兵が登場。
太古のぬし
大きな角、牙が無く、体のトゲも少ない黄色い下位種。『X』で初登場。
最強商品
『X』魔法戦士クエストで魔物商人の切り札として登場する。ヌーデビルの改造モンスターで強力なブレスを吐く。
トガスのぬし
『X』まもの使いクエストの中ボス。はげしい炎を吐く。デスゴーゴンと同色。
巨影の獣
『X』王家の迷宮・地下8階のボス。
震王ジュノーガ
『X』召喚符ボスの一種。牛のような色と模様。
湖の魔獣ボルゲルグ
『X』Ver.5.0の魔界のゼクレス魔導国のストーリーで戦うボスモンスター。銀翼竜の家族のためにベルヴァイン湖で戦うことになる。黒い体色に青い模様。角は額に一本生えており、頭部と背中にヒレがある。
ねこまどう
ネコ型の魔法使い系モンスター。
ねこまどう
黄色い衣。『VII』で初登場。
ジャガーメイジ
赤い衣の上位種。
ベンガルクーン
青い衣の上位種。
ダークペルシャ
白い衣（黒猫）の上位種で錫杖を持っている。『X』で初登場。
にくきゅうまどう
『VII』3DS版のトクベツなモンスター。肉球付きの杖を持つ。
ミケまどう
白地に裾と袖が茶色い衣（三毛猫）。肉球付きの杖を持ったねこまどうの転生モンスター。『X』バージョン3で登場。
おおねこまどう
『モンパレ』に登場。
先祖代々闇の王に仕えてきた執事。一人称は「吾輩」。素敵な毛並みをしている。闇の王の不在中に反乱した魔物を鎮めるために邪悪の風を解放し、役目を終えて封印して邪悪の風に憑依されてしまったが、主人公に敗北して元通りになる。
ねこもんどう
本『ドラゴンクエストなぞなぞブック なぞなぞーマからの挑戦状』に登場したオリジナルキャラクター。
ねこまどうに似たモンスター。杖と首飾りが「?」の形になっているのが特徴。
パオーム
三つ目のゾウのモンスター。
パオーム
『V』で初登場。
ダークマンモス
下位種。
ガネーシャ
上位種。
バッファロン
バッファローのような角を生やした直立の魔獣。モヒカント系と対をなすことが多い。
バッファロン
金色。『VIII』で初登場。
『X』では通常モンスターのほか、強化版が試練の門（ジャイラ密林の入口）において登場する。
レッドオーガ
赤い上位種。『VIII』では竜骨の迷宮ボスとして登場する。
ゴリウスの怨霊
『X』アラハギーロ王国外伝クエストのボス。怨霊であるためゾンビ系で、体も黒くなっている。
戦闘後は息子ら兵士の説得により正気に戻り、天へ昇っていった。
ブルジャックル
『X』Ver.3.4で登場。青い上位種。
バブーン
ヒヒのモンスター。
バブーン
緑色。『II』で初登場。
マンドリル
茶色い下位種。
ヒババンゴ
紫色の上位種。
ビッグアイ
一つ目で毛むくじゃらの大柄なモンスターだが、草食でおとなしい。
ビッグアイ
茶色。『V』で初登場。
ケムケムベス
緑色の上位種。
ムーンフェイス
紫色の上位種。
ヒポせんし
直立したカバのようなモンスターで、甲冑を来て大きな斧を持っている。
ヒポせんし
オレンジの甲冑。『X』で初登場。
カバリアー
緑の甲冑を着た下位種。
ヒッポキング
上位種。
ヒポポ・サードン
『X』ジュレットの町外伝クエストのボス。
アタゴン教官
『モンパレ』に登場。新人から訓練だと騙して金貨を取っていく。
デン・ダイン
『モンパレ』に登場。武者の世界を司る武の神。
ファーラット
全身を毛で覆った丸っこいモンスターで、眼が3つある。『VI』で初登場。
ファーラット
黄緑色。
モコモコじゅう
白い上位種。
ケダモン
オレンジ色の上位種。
ピンクボンボン
『X』ではケダモンの、『イルとルカ』ではファーラットの転生モンスターとして登場。
邪菌ピロリアン
『X』Ver.3.4のブオーンの体内ギアラの間のボスモンスター。水色。初回5匹で現れる。あくま系に分類。
変異ケダモン
『X』キャラクターファイルパクレ編第2話で戦うボス、アストルティア以外の異世界から来たモンスター。
さくらボンボン
『ウォーク』桜イベントに登場。
フェアリーラット
ハチのようなしっぽを持ち、両耳で空を飛ぶネズミのモンスター。
フェアリーラット
『VII』で初登場。
みみとびねずみ
『VII』のみみとびねずみは エアラットの色違い。
ブオーン
山のような巨体を持つ牛顔の悪魔。
ブオーン
『V』で初登場。
ブオーンJr.
『DQMJ2』で初登場。見た目はブオーンと全く同じ。
凶ブオーン
『DQMSL』で登場。マ素の影響で凶暴化したブオーン
プオーン
リメイク版『V』で初登場。ブオーンが縮んでしまった姿。
凶プオーン
『DQMSL』で登場。マ素の影響で凶暴化したプオーン
プリズニャン
囚人服のような縞模様を持つ寸胴なネコ型モンスター。
プリズニャン
白地に青い縞。『VIII』で初登場。
『X』ジュレットの町 外伝クエストではキャット・リベリオの子分・ミャルジがNPCとして登場。
しましまキャット
茶色い縞の下位種。
ベロニャーゴ
黄色地に紺縞の上位種。
マーブルン
ビー玉（Marble）のようにカラフルな縞模様を持つ。しましまキャットの転生モンスターとして『X』に登場。
ボスプリズニャン
『VII』3DS版のトクベツなモンスターとして登場する黒い上位種。
エビルニャン
『モンパレ』に登場。真っ青の体色で、眼が黒い上位種。
ゴールドニャン
『VIII』3DS版に登場する金色の上位種。
デスニャーゴ
『ドラゴンクエスト 少年ヤンガスと不思議のダンジョン』（以下『少年ヤンガス』）に登場する夢幻の宝物庫のボス。緑色の縞の上位種。『星ドラ』にも登場する。
ニャゴス
『トレジャーズ』に登場。ギンギーラ空賊団に所属。二足歩行で、服を着ている。
デカプリズニャン
『ウォーク』に登場。「デッカの実」を食し巨大に成長したプリズニャン。
ブルドーガ
厚い表皮と大きなツノを持つ水牛のようなモンスター。
ブルドーガ
『IX』で最初に登場する中ボス。
アイアンブルドー
宝の地図ダンジョンに登場する上位種。
暴君バサグランデ
翼を持ち角や牙を生やした巨大な獅子のモンスター。闇のいなずまを放つ。
暴君バサグランデ
紫の体に白いたてがみと翼。『X』ヴェリナードのシナリオボス。
レオン・ビュブロ
黒い体に金のたてがみ。『X』アグラニ外伝クエストのボス。
凶レオン・ビュブロ
『DQMJ3』に登場。マ素の影響で凶暴化し、黒い体に結晶化した紫のたてがみをもつレオン・ビュブロ。
漆黒魔獣ナイダーク
レオン・ビュブロと同色。『X』王家の迷宮・地下10階のボス。
紅獣バズレッド
黒い体に赤のたてがみ。『X』夢幻篇6話のボス。
デイジーちゃん
『X』メガルーラストーン拡張クエストのボス。薄紫色。
フレア先生
『X』教練バトルで戦う。何度でも戦える。
覚醒暴君ボーガン
『星ドラ』のギガバトルイベント「魔神獣と絶望の凶星」に登場。紫の体に白いたてがみと翼。身体の一部が結晶化している。
ポンポコだぬき
大きな葉っぱを背負ったタヌキのモンスター。
ポンポコだぬき
『IX』で初登場。
メイジポンポコ
バギを使う上位種。
ブラックタヌー
赤い葉っぱを背負った黒い上位種。
ゴールドタヌ
金色の上位種。
ポンポコあにき
サングラスをかけて大きな団扇を持った上位種。『DQMJ2』で初登場。
マムー
4足歩行の巨獣のモンスター。
マムー
緑色。『V』にて初登場。
グレイトマムー
ピンク色。
カイザーマムー
黒色。『XI』から登場。
ムンババ
白色。『XI』ミルレアンの森のボス。
聖獣で、魔女リーズレットの力を封じている。一度は倒されるが、邪神復活の際眷属として復活する。主人公の光を浴びて正気に戻り、イシの村に移住する。
マンモデウス
身体中、氷で覆われた巨大なマンモスのモンスター。
マンモデウス
『イルルカ』に初登場。雪と氷の世界の主として君臨する。鼻から吸い込まれると体内の中に入ることができ、中はダンジョンのようになっている。もともとは人間で、狭間の闇の王の復活に備えるため魔物になっている。
主人公に協力する。
聖氷獣マンモデウス
『DQMSL』に初登場。マンモデウスが転生した姿で、青色の体色。
山の神ヤマクイ
『DQMSL』に初登場。金色と茶色の体色。
ミノーン
ミノムシのように体を木の枝で覆ったモンスター。
ミノーン
茶色い木の枝で覆われている。『IV』で初登場。
あくまのす
『IV』に登場する青い上位種。
モーモン
ふわふわとした毛並みの小悪魔。愛らしい風貌で空を漂っているが、咬みつくときの顔は恐ろしい。
モーモン
白地に黒い斑がある。漢字表記では「毛紋」。『IX』で初登場。
『X』では仲間モンスターになり、「ひかりモーモン」（回復系）と「やみモーモン」という対照的なスキルラインを持つ。
ジングルモーモン
『X』のクリスマスイベントに登場。三角帽子と蝶ネクタイを付けたモーモン。
舞妓モーモン
『星ドラ』で登場。舞妓さんの格好をしたモーモンで、近畿送り火ツアーのボス。
巫女モーモン
『星ドラ』の年始スペシャルダンジョンで登場。巫女さんの格好をしたモーモン。
ピンクモーモン
モーモンが血を吸って成長したもの。
『X』初期には討伐数ランキングのトップであった。
『モンパレ』では愛玩用に屋台で売られていたが、思ったより大きくなったので野に放たれたという設定。
マポレーナ
黄緑色の上位種。ピンクモーモンがブラッドアーゴンにならずに成長したもの。
キングモーモン
王冠をかぶった巨大なモーモン。『DQMJ2P』で初登場。
モモリオン王
『X』に登場。キングモーモンの色違い。王冠の形も違う。
モーモンロード
『DQMSL』に登場。キングモーモンの下位種。身体が黄色く、王冠をかぶっていない。
スノーモン
寒冷地にいる純白の上位種。『X』に登場。
クイーンモーモン
『X』ではピンクモーモンの、『イルとルカ』ではマポレーナの転生モンスターとして登場。水色で王冠をかぶっている。
ビッグモーモン
『X』試練の門（リンジャの塔）に登場する巨大なモーモン。
ダークモーモン
『モンパレ』に登場する真っ青なモーモン。
クリスマスノーモン
『DQMBS』のクリスマスイベントに登場。サンタの帽子を被り、蝶ネクタイを付けたスノーモン。
サンタモーモン
『DQMSL』のクリスマスイベントで登場。真っ赤な服を着た、立派なヒゲのモーモン。
プリンスモーモン
『DQMSL』に登場。黄色い身体で王冠を被っている。
ツクモモン
『X』天地雷鳴士クエストに登場。黒い体色。
なんもーモン
本『ドラゴンクエストなぞなぞブック なぞなぞーマからの挑戦状』に登場したオリジナルキャラクター。
モーモンに似たモンスター。身体の「?」の模様が特徴。
31スノーモン
『ドラゴンクエストけしケシ！』（以下『けしケシ！』）に登場。サーティワンアイスクリームとのコラボで登場したサーティワンの帽子を被りアイスを持ったスノーモン。
デカモーモン
『ウォーク』に登場。モーモンが「デッカの実」を食し巨大に成長した。
モモンジャガー
『スライムもりもりドラゴンクエスト2 大戦車としっぽ団』（以下『スラもり2』）に登場。ももんじゃを模した戦車。

ダックスビルを模した戦車。
ももんじゃ船
『スライムもりもりドラゴンクエスト3 大海賊としっぽ団』（以下『スラもり3』）に登場。ももんじゃを模した船。

ドン・モジャール用の船。
モヒカント
モヒカン頭で直立の魔獣。バッファロン系と対をなすことが多い。
モヒカント
銀色。『VIII』で初登場。
『X』では冥王の使いマボックや通常モンスターとして登場するほか、強化版が試練の門（ジャイラ密林の入口）において登場する。
ブルファング
青い上位種。『VIII』では竜骨の迷宮ボスとして登場する。
フンガー
『X』Ver.3.4で登場。赤い上位種。
悪魔キェルグ
天魔クァバルナの仮面と羽根を付けたモヒカント系統のモンスター、天魔クァバルナの従僕。
ももんじゃ
毛むくじゃらでクチバシが特長のモンスター。
ももんじゃ
白い体毛と黄色いクチバシ。
ナンバリング作品は『IV』『XI』のみだが、『トルネコの大冒険 不思議のダンジョン』（以下『トルネコ』）や『スラもり』（しっぽ団のボス）での活躍が目立つ。
ダックスビル
茶系の上位種。
メイジももんじゃ
青系の上位種。
怪盗メイジももんじゃ
シルクハットをかぶったメイジももんじゃ。
ビッグももんじゃ
『DQMCH』で登場。
ももいろキング
『DQM3』で登場。ピンク色でビッグももんじゃの上位種。
セージももんじゃ
赤系の上位種。『DQMJ3』で登場。
チョコももんじゃ
『DQMSL』で登場。トサカとクチバシが茶色でハート型に包んだチョコを咥えている。
もじゃらきラクーン
『X』ver.5.1で登場したももんじゃの転生モンスター。信楽焼のたぬきような見た目。
怪盗ももんじゃ
『モンパレ』に登場。シルクハットをかぶったももんじゃ。
怪盗ももんじゃ2世
『モンパレ』に登場。シルクハットをかぶったももんじゃ。
怪盗ももんじゃ3世
『モンパレ』に登場。シルクハットをかぶったももんじゃ。
プレミアムももんじゃ
『モンパレ』に登場。ピンク色に光るももんじゃ。
戦車ももんじゃ
『星ドラ』のみんなで大決戦に登場。戦車に乗ったももんじゃで、砦モンスターの一種。
ゾーマももんじゃ
『星ドラ』に登場。ゾーマのお面をつけたももんじゃ。
ドン・モジャール
『スラもり』に登場。しっぽ団のボス。
アニキ&ブッカ
『スラもり』に登場。ドン・モジャールの部下。
モチャこ
『スラもり』に登場。シドもじゃの恋人。
二度目の戦闘以降は街へ招待できる。
ぎもんももんじゃ
本『ドラゴンクエストなぞなぞブック なぞなぞーマからの挑戦状』に登場したオリジナルキャラクター。
ももんじゃに似たモンスター。しっぽが「?」の形になっているのが特徴。
ユニコーン
聖獣だったが魔王に操られて魔獣と化したもの。
ユニコーン
白い体にオレンジのたてがみ。『VI』で初登場。
レジェンドホーン
金色の上位種。
しれんその3
ホルストックの洗礼の儀式のための試練ボス。
トワイライトメア
緑がかった白い体に紫のたてがみ。『DQMSL』で初登場。
ライオンヘッド
コウモリの羽がついたライオンのようなモンスター。
ライオンヘッド
オレンジ色の体に紫のたてがみ。『III』で初登場。
ラゴンヌ
灰色の体にオレンジ色のたてがみの上位種。マヒャドを使う。
マントゴーア
緑色の上位種。バギクロスを使う。
ホワイトライオン
『III』GBC版の追加ダンジョンに登場する白い上位種。
バクーモス
『XI』ユグノア地下のボス。紫色。
リカント
狼男。『ドラゴンクエスト』（以下『I』）で初登場した後は出番が無かったが、『IX』で再登場してからはモンスターズシリーズや『VII』3DS版にも登場している。
リカント
水色の毛皮。
リカントマムル
茶色い上位種。
キラーリカント
黄色い（設定では黄金色）上位種。
リベリオファミリー
キャット・リベリオ、プリズニャン、ねこまどうで構成されたファミリー。
ワニバーン
空を飛ぶ巨大なワニのモンスター。
ワニバーン
オレンジ色のたてがみを持つ。『VIII』で初登場。
クロコダイモス
黒い上位種。
ビッグファング
隠しダンジョンに登場する上位種。
暴魔アリゲーラ
ワニバーンが魔障に侵され凶暴化した姿。
ワンダーフール
鎧を着た直立のブルドッグ型モンスター。
ワンダーフール
青い鎧。『VIII』で初登場。
マッドドッグ
赤い鎧の上位種。
ダークデーブル
金の鎧を着た黒い上位種。
マキャフデウス
マキャフデウス
魔神獣の一匹で大型の象のようなモンスター

## ドラゴン系
シリーズ名に冠されるドラゴンはさまざまな亜種が登場、爬虫類型のモンスターやリザードマンも同系統に分類されている。

## 虫系
現実世界における虫（陸棲の節足動物）をモチーフとしたモンスター。
アイアンアント
アイアンアント
ぐんたいアリ
ラリホーアント
イーブルフライ
蝶のような羽根を持つドラゴン。
イーブルフライ
紫の体。『VI』で初登場。
フェアリードラゴン
緑の体に紫の羽を生やした下位種（ドラゴン系）。
マジックフライ
黄緑の体の色違いモンスター。
桜蝶鬼メイガ
『X』Ver.3で中ボスとして登場。桃色の体。
プロメテモス
『X』Ver.3で登場。赤色の上位種。
とこよアゲハ
『X』Ver.3で登場。クリーム色の上位種。
イエローシックル
カマキリ型のモンスター。キャノン砲を仕込んだ口を西洋兜風のバイザーで覆っている。
イエローシックル
肉体改造で全身を機械化した黄色いカマキリ。『X』で初登場。閃光弾を放つ。モンスターズシリーズでは『イルルカ』で登場。この作品では羽が付いている。
グリーンシザー
機械化した身体を持った緑色の巨大なカマキリ。これ以降は翅が生えている。キャノン砲で砲弾を撃って攻撃する。モンスターズシリーズでは『DQMJ3』に登場した。
ブラックマンティス
黒い上位種で、猛毒液や腐食液を吐く。
『X』ピラミッドの秘宝の守護者として秘宝の闘虫が登場。
シーザーレインボー
紫色の上位種で、閃光弾やキャノン砲を発射する。
ゼブラマンティス
白黒の縞模様。ブラックマンティスの転生モンスターとして登場。
おおさそり
サソリ型のモンスター。
おおさそり
『I』で初登場。『VIII』では毒攻撃が追加されている。
鉄のさそり
守備が高い上位種。『VIII』ではスクルトを唱えてさらに硬くなる。
死のさそり
守備が非常に高い上位種。『VIII』では「きゅうしょづき」を使う。
ザハルピオン
『X』サブクエスト「ふたつの運命」のボス。闘戦聖母を苦しめている毒の原液をもらうために戦う。
おおなめくじ
なめくじ型のモンスター。『II』で初登場。
おおなめくじ
外伝作品での出番が多い。
うみうし
海上に出現する色違いモンスター。『II』と『少年ヤンガス』に登場。
おおみみず
巨大なみみずのモンスター。
おおみみず
『IV』に登場した、口のある巨大なみみず。『ドラゴンクエストモンスターズ テリーのワンダーランド3D』（以下『テリワン3D』）以降のモンスターズシリーズでは巨大化している。
サンドマスター
『IV』で登場。黄色い上位種。
マリンワーム
『IV』で登場。青色の上位種。
タイラントワーム
『DQMJ2』に登場する密林エリアの主。赤と黒のしましま模様。プロフェッショナル版以降から体色が黒色で緑色の模様になった。
凶おおみみず
『DQMJ3』で登場。体の上半分がマ素に覆われた姿をしている。『DQMJ3P』では追加シナリオのボスとして戦うことになる。
怪蟲アラグネ
巨大な毒蜘蛛のモンスター。死グモのトゲを飛ばして大ダメージを与える。
怪蟲アラグネ
『X』の中ボスとして登場。アグシュナ王妃を殺して彼女に成り済ましている。黄色と黒のストライプ。さまざまな状態変化系呪文や呪縛糸といった技を使う。
妖魔将ゲジュラ
『X』四魔将の一角で、ピラミッド太陽の石室のボス。緑と黒のストライプ。妖毒陣、痺れ糸といった技を使う。
闇蜘蛛マルギト
『X』占い師クエストのボス。赤と青と黒のストライプ。
アラクラトロ
『XI』のボス。赤と黄色のストライプ。かつてグレイグとの戦いに敗れ、グロッタの地下に身を潜んだ。左目の傷はその時につけられたもの。
その後、孤児院の運営に悩ませていたハンフリーを利用し、闘士から搾り取った強者のエキスで徐々に回復していたが、主人公たちに敗れ消滅したが、過ぎ去りし時を求めた後はアラクラトロ・邪として復活した。
覚醒蟲アラッド
『星ドラ』のギガバトルイベント「魔神獣と絶望の凶星」に登場。紫と黒のストライプで、身体の一部が結晶化している。アラッドこぶんを引き連れている。
かっちゅうアリ
甲虫の特性も持つアリ型のモンスター。しっぽ（腹部）を切り離して爆弾にする。
かっちゅうアリ
紫色とオレンジ色の身体色をしたアリの姿をした巨大昆虫。『X』で初登場。HPを吸収する吸血攻撃をする。モンスターズシリーズは『DQMJ3』に登場。
げんじかぶと
球体状の身体を持つ巨大な黄色いアリ。しっぽを爆弾にして攻撃する。モンスターズシリーズでは『イルルカ』で登場。
『X』ピラミッドの秘宝の守護者として秘宝の鋼虫が登場。
アイスボンバー
寒冷地にいる色違いモンスターで、氷おとしを使う。
スカラベキング
体が青く、脚が黄緑色の上位種。岩石落としを使う。
スカラベーダー
体が黒く、脚が赤い上位種。『X』ガタラ外伝クエストのボス。
『DQMCH』に登場する同名のスカラベーダーとは別物。
かぶとこぞう
直立するカブトムシ型のモンスター。
かぶとこぞう
筋肉質の身体を持つ巨大なカブトムシ。『VIII』で初登場。行動不能にするツノ攻撃をする。モンスターズシリーズでは『ドラゴンクエストモンスターズ ジョーカー』（以下『DQMJ』）に登場。
アーマービートル
赤い上位種。
アイアンダッシュ
メタリックな上位種。
ギガントビートル
濃い緑色。『少年ヤンガス』に登場するボスモンスター。
ヘラクレイザー
緑色で、ヘラクレスオオカブトの角を生やした亜種。『DQMJ』以降のドラゴンクエストモンスターズシリーズに登場。
キャタピラー
イモムシ型のモンスター。
キャタピラー
突然変異によって巨大化したイモムシ。『III』で初登場。糸を吐く。
『DQMSL』のCM第2弾「キャタピラー篇」に登場した。
どくイモムシ
毒の息を吐く青緑の上位種。
かえんムカデ
火の息、火炎の息を吐く真っ赤な上位種。
『X』ピラミッドの秘宝の守護者として秘宝の怪虫が登場。
ベノムピード
『X』Ver.4.4で登場した上位種。黄色と黒のツートンカラー。
ヘルワーム
『少年ヤンガス』しゃくねつの大洞くつのボス。赤紫色で、体が大きい。
紅殻魔スコルパイド
紅殻魔スコルパイド
『X』聖守護者第2弾のボス。人型の上半身とサソリの下半身を持つ赤い魔物。武器は杖。
さそりばち
サソリのような縞模様とツメを持つハチ型のモンスター。
さそりばち
黄色い体。『III』で初登場。
ハンターフライ
紫色の上位種。
キラービー
サソリの毒針を持ったハサミを持つ緑色のハチ。『III』ではマヒ攻撃、『X』では即死攻撃を行う。『モンスターズ』では『3』で登場した。
紅蓮のクイーンビー
赤紫と黄色の上位種。『X』ver.3.1の中ボス。
じんめんガエル
背中に邪悪な人の顔を持つカエルのモンスター。攻撃を受けるたびに表裏が入れ替わり、背を向けた時は凶暴化する。
じんめんガエル
赤い体。『VIII』で初登場。
ランドゲーロ
白い体。背を向けた時はヒャダルコなどを使う上位種。
ゲロンガー
青い体。背を向けた時はザキなどを使う上位種。
じんめんちょう
胴体に人の顔を持つチョウ（蛾）のモンスター。
じんめんちょう
マヌーサを使う。『III』で初登場。
ひとくいが
毒も使う上位種。
しびれあげは
マヒ効果のある攻撃を行う上位種。
デスコピオン
六本腕の大型のサソリ。『XI』で初登場。
デスコピオン
カマキリのような両手と四本のハサミを持った砂漠地帯に住み着く巨大なサソリ。サマディー王国のストーリーボス。サンドブレスを吐いたり、背中の紋様で混乱させる。
エビーメタル
銀色の体色。
むつでエビ
緑色の体色。
レッドプレデター
赤色の体色。
ダークペスカトレ
黒色の体色。
デスタランチュラ
巨大な蜘蛛のモンスター。
デスタランチュラ
紫色の体。『IX』に登場。
ボーンスパイダ
ガナン帝国で開発された昆虫兵器。クリーム色の体。閃光弾や粘膜弾を発する。
妖毒虫ズオー
『IX』のサンマロウ北の洞窟のボスとして登場。
デスファレーナ
巨大な蛾のモンスター。
デスファレーナ
突然変異によって巨大化した茶色い蛾。『VI』で初登場。バギを唱える。
デビルパピヨン
もうどくのきりを吐く上位種。
キラーモス
マヒや幻惑系の攻撃も行う上位種。
ブラックモス
『VIII』に登場する黒い上位種。
テンツク
ひょうきんな風貌で口が大きく、触覚が生えたモンスター。
テンツク
さそうおどりが得意。『VI』で初登場。
スーパーテンツク
黄色い上位種。『テリワン3D』では集団で1体の魔物と扱われている（獣系）。
ラストテンツク
オレンジ色の上位種。
デンデンがえる
カタツムリの殻にカエルが入ったようなモンスター。
デンデンがえる
緑色の体。『IX』に登場。モンスターズシリーズでは『ドラゴンクエスト モンスターズ2 イルとルカの不思議な鍵SP』（以下『イルルカSP』）において登場した。
メダパニつむり
オレンジ色（殻は紫）の上位種。
ダークデンデン
灰色の上位種。
はえおとこ
擬人化したハエのモンスター。
はえおとこ
『IV』で初登場。『VIII』以降の表記は「ハエおとこ」。
マヒャドフライ
マヒャドを使う上位種。
ベルザブル
メガザルを唱える。
ヘルホーネット
巨大なハチのモンスター。
ヘルホーネット
するどい毒針のお尻を持った六本の羽の巨大なハチ。『VI』で初登場。マヒ攻撃をする。
ポイズンキラー
灰色の縞の上位種。
メーダ
一つ目で触手が生えたモンスター。
メーダ
『I』で初登場。洞窟やダンジョンを好む一つ目のモンスター。
メーダロード
ギラ（『IX』『X』ではドルマ）やホイミを使う上位種。青系の触手に赤紫の体。
メーダクイン
マヒ効果のある攻撃を行う上位種。ピンクの触手に黄土色の体。『X』で初登場。
コスモアイ
黒っぽい触手に青系の体を持った月世界に住む上位種。『X』で初登場。
コスモマザー
『X』バージョン4.4サブクエスト「昏き彼方からの呼び声」で戦うボス宇宙船の封鎖された研究所に侵入した個体、バトル終了後経緯を確認可能
禁忌の落とし子
『X』Ver.5.4のボス、邪神ヤファギル戒が呼び出す紫色で装飾のあるメーダ。
メーダプリンス
王冠を被った青い触手にピンクの体をした上位種。『X』にメーダクインの転生モンスターとして登場。
メーダボード
『DQMJ3』に初登場。頭部が平たく伸びたメーダの亜種。
よろいムカデ
硬い甲羅におおわれたムカデのモンスター。
よろいムカデ
赤いムカデ。モンスターズシリーズでは呪文で自らを強化する。『II』で初登場。
かぶとムカデ
青い上位種。毒攻撃や痛恨の一撃を繰り出す。
リップス
大きな唇と長い舌を持つナメクジのようなモンスター。
リップス
大きなタラコ唇をしたナメクジ。なめまわしを得意とする。『VI』で初登場。
プチュチュンパ
ピンク色の唇をしたナメクジ。リップスと同様になめまわしを得意とする上位種。『VI』で初登場。
『モンパレ』では、「可愛さをアピールしても認められない逆恨みで襲いかかる」という設定。
おばけうみうし
赤紫の上位種。初登場作の『VI』では海上に大軍で現れて甘い息を多用する。『VII』では海上に出現し、冷たい息でパーティを襲う敵として立ちはだかる。
マジックリップス
紫色の上位種。『VII』で初登場した時には魔法は使えなかったが、『VIII』では使う。
デスバキューム
ニンテンドー3DS版『VII』のトクベツなモンスター。
タッチャン
『モンパレ』に登場するボスモンスター。巨大なブチュチュンパ。
人間の家族に飼われている。

## 鳥系
現実世界における鳥類をモチーフとしたモンスター。おおがらすやひくいどりといったものから、ドラキー、キメラといったものも鳥系に分類される。
アウルベアー
フクロウの頭でクマのような体のモンスター。
アウルベアー
茶色。『V』に登場。
モーザ
紫色の上位種。バギを使う。
『ドラゴンクエストモンスターズ2 マルタのふしぎな鍵』（以下DQM2）では宿屋を経営している。
アクアマリンホーク
『DQM2』で初登場。黄色い羽毛に包まれた長い体に青緑色の鬣を生やし、鋭い目と嘴を持つ長魚のモンスター。
あばれうしどり
鳥が牛のように突然変異したモンスター。
あばれうしどり
『IV』と『VIII』、モンスターズシリーズに登場。眠っていても寝返りを打って攻撃してくる。
ブルホーク
青系の上位種。
アークバッファロー
やけつく息を使う上位種。
ブラッドオックス
『DQM3』で登場。赤黒い体色。
厭悪のルベランギス
逆三角系の体格をした人型の鳥。
厭悪のルベランギス
『X』Ver.6で追加されたコンテンツ「深淵の咎人たち」のボス敵。
おおがらす
ドクロに乗ったカラスのモンスター。
おおがらす
『III』で初登場。
デスフラッター
緑色の上位種。『III』では必ず2回攻撃する。
ヘルズクロウ
『XI』で登場。赤色の上位種で、スカルゴンの頭蓋骨に乗る。
フギンムニン
『X』Ver.5.4から登場するおおがらすの転生モンスター。黒い体色にドクロまで赤い目。
ガーゴイル
片手に剣を持った鳥人系のモンスター。
ガーゴイル
海上や海辺に多く出現する。水色の体色で紫系の服。『II』で初登場。リメイク版『II』では黒の体色に黄色い角と嘴になっている。
不思議のダンジョンシリーズではアイテムショップの店主となっている。盗んだり危害を加えると、かなり強い上に1ターン2回行動する難敵と化す。
『X』ピラミッドの秘宝の守護者として強化版の秘宝の空挺部隊が登場。
ホークマン
ピンク系の体色で青系の服を着た下位種。
ソードフライヤー
緑系の体色で黄色の服を着た上位種。『X』で初登場。
イーグルデビル
黒い体色で赤色の服を来た上位種。『X』で初登場。
ブラックゴイル
『ドラゴンクエストソード 仮面の女王と鏡の塔』（以下『DQS』）に登場。全体的に真っ黒い配色。名前は攻略本や『モンパレ』より。
死のカラステング
『X』に登場。ホークマンの転生モンスターで、烏天狗のような出で立ち。エンカウント率は高めだが、逃げやすい。2014年7月1日 - 2014年8月2日に開催された「ドラゴンクエストXイラストコンテスト」で採用された作品である。
ガンコどり
一つ目のペンギンのようなモンスター。
ガンコどり
『VI』で初登場。
ピーポ
紫色の上位種。ルカナンを使う。
キメラ
禿鷹のような頭と翼に、蛇のような足の無い胴体を持つモンスター。
キメラ
『I』で初登場。作品によっては呪文やブレスも使う。
『V』には中ボスとしてキメーラLv35が登場する。
メイジキメラ
呪文を得意とする茶色い上位種。
スターキメラ
ピンク色の上位種。
メタルキメラ
『III』リメイク版隠しダンジョンに登場するメタルボディのキメラ。凍える吹雪を吐くことがある。
ムーンキメラ
『X』ではスターキメラの、『イルルカ』ではキメラの転生モンスターとして登場。しゃくねつのほか、様々な上位呪文をあやつる。
ムーン
『スラもり１』に、キメラのたちのボスとして登場する。
ホーリーキメラ
『DQMBS』のクリスマスイベントに登場。サンタの帽子を被ったキメラ。
凶キメラ
『DQMJ3』に登場。身体の半分がマ素に覆われたキメラ。
凶メイジキメラ
『DQMJ3』に登場。身体の半分がマ素に覆われたメイジキメラ。
凶スターキメラ
『DQMJ3』に登場。身体の半分がマ素に覆われたスターキメラ。
キメイラ
キメラにトサカの生えたようなモンスター。
キメイラ
『VI』で初登場。作品によっては呪文やブレスも使う。
メイジキメイラ
呪文を使う上位種。
ウルトラキメイラ
呪文を使い、激しい炎を吐く上位種。『ドラゴンクエスト モンスターバトルロード』（以下『DQMB』ではキメラ、メイジキメラ、スターキメラが合体をするとウルトラキメイラに変身する。
キラーグース
水鳥系のモンスター。
キラーグース
ふしぎな踊りやさそう踊りを踊る。『VI』で初登場。
フライングダック
青い上位種。作戦を勝手に変えてしまう。
グレートペリカン
オレンジの上位種。ホイミスライムを呼ぶ。
クックルー
丸っこい鳩のようなモンスター。
クックルー
青系の体。『V』で初登場。
ピッキー
黄色い体の上位種。
デスパロット
紫色の上位種。マヒ攻撃のほか、『X』ではマヌーサなどの妨害呪文を使う。
ぬくぬくどり
『X』ver.3.2で初登場。
くらやみハーピー
蝙蝠の鳥人。『XI』で初登場。
くらやみハーピー
紫の体色。ドルマを唱え、ぱふぱふをする。
フェアリーバット
茶色の体色で、緑色の翼。
ブラッドレディ
黒と赤の体色。
ダークサキュバス
白と赤の体色。
妄執のグリンデア
『X』で「深淵の咎人たち」解放クエストの白色のボス。
ゲルニック将軍
梟の鳥人モンスター。
ゲルニック将軍
『IX』に登場するガナン帝国三将の一人。
邪眼皇帝アウルート
『IX』で宝の地図の洞窟に登場するボスモンスター。
サイレス
3つの目を持つ鷹型の鳥人系モンスター。
サイレス
頭と翼が赤茶系、体がグレー系で、マホトーンを使う。『VI』で初登場。
『ドラゴンクエストソード 仮面の女王と鏡の塔（以下『DQS』）』では第3章のボスとして登場。
エビルホーク
緑系の体色。『VIII』からは上位種と同様に炎を吐くようになった。
ジャミラス
頭と翼がグレー系、体が茶系の上位種。
『VI』ではしあわせの国のボス、『X』では魔法の迷宮のボスとして登場するほか、ガタラ外伝クエストでは魔鳥の頭目の名で登場。
1000年前の世界では十二将の一角知将ジャミラスという、名前で不死の魔王に従っている（悪魔系）。
ダークジャミラ
『VIII』の闇の世界に登場する色違い（真っ黒）モンスター。
妖魔ゲモン
ダークジャミラの上位種で、『VIII』の中ボスとして登場する。3DS版では追憶の回廊のボスとして強化版の追憶の妖魔ゲモンが登場。『DQS』ではクリア後のボスの一体として登場。
 ゲルバトロス
頭と翼が紫。闇のブレスを吐き、ドルマドンを使う。『X』で初登場。
イビルビースト
『XI』に登場。頭と翼が青で、それ以外はオリーブカラー。系統最下位種。
 モーリアス王
『DQH2』で登場。モンスターズのジャミラスと同色で、王冠を被っている。
ダラル王に操られていた。その後はモンスタレアの奪還を任されていることがダラル王の口から語られている。
 魔星獣プロスペロ
『星ドラ』マホラッド大陸のボス。頭と翼が白、体が赤系。
ゴルドロス
『星ドラ』ギガバトルイベントの狭間の大穴に登場。プロスペロの色違いで、頭と翼が黄色、体が黒。
フェイズ
『星ドラ』の中ボス。フードをかぶったサイレス。
ジゴスペロ 　　『星ドラ』古代の厄災と蘇る不死鳥ラーミアに登場。全体的にグレーの配色。
ジャイアントバット
太ったコウモリ型のモンスター。
ジャイアントバット
『IV』で初登場。
夜の帝王
上位種。夜にしか登場しない（悪魔系）。
ひぐれバット
『DQM3』で登場。黄色の体色。
邪神ヤファギル
ver.5.4ストーリーでジャコヌバに忠誠を誓っており、3体を同時に叩く必要がある。各々戒(カラス)断(シギ)封(ニワトリ)の仮面を被っている。
スパーキー
『X』で初登場。胴体が鳥籠の鳥。
スパーキー
Ver.4のボス。黄色。
カナリアーノ
Ver.4.5で登場。色鮮やかな羽根。マデ神殿祭具棟の屋上に生息する。
キングスパーキー
Ver4.5後期のエピローグクエスト『未来に歩み出すために』のボス。古星落ちる谷で戦ったスパーキーが敗北から鍛錬して強くなった姿。
カラポッポ
Ver.6.0で登場。朱色の体色。
プリズンイーグル
Ver.7.0で登場。青色の体色。
デッドペッカー
嘴が発達した飛ばない鳥のモンスター。足腰も強く、飛び掛ってくる。
デッドペッカー
紫系の体色。『III』で初登場。ルカナンを唱える。GBC版『III』のみ、アカイライと色が入れ替わっている。
おおくちばし
下位種で茶系の体色。『III』では必ず2回攻撃する。
アカイライ
上位種で緑系の体色。バギ（『IX』以降はバギマ）を唱えてくる。FC版『III』では非常に低確率だが、賢者に転職する際に必要なアイテム「悟りの書」を落とすことがある。
サンバ・デ・ビーク
『X』Ver.5.2から登場。おおくちばしの転生モンスターで、ピンクの羽毛に青い顔。目元にはまつ毛が生えている。
とかげどり
蜥蜴のような頭を持つ、脚が発達した鳥のモンスター。
とかげどり
茶色の体色。メダパニダンスを踊る。『VII』に登場。
フーガ
青い下位種。
フーガベッサム
白い上位種。いなずまを使う。
ドラキー
大きな顔に翼と足が生えたようなコウモリ型のモンスター。
ドラキー
青い体。『I』で初登場。『ドラゴンクエストモンスターズ テリーのワンダーランド』（以下『DQM』）では黒い体。
同色のモンスターに、『X』夜の神殿の守護者である月守りの夜影がいる。
メイジドラキー
ピンク色の上位種だが、タホドラキーに出番を奪われ、『X』（タホドラキーも登場）まで出番が無かった。
タホドラキー
緑色の上位種。『II』で初登場。ルカナンを唱える。
ドラキーマ
黄色い上位種。
グレートドラキー
『VIII』でスカウトモンスターのドラキー3体が合体した姿。
おおドラキー
ジョーカーシリーズに登場する巨大なドラキー。
ハロウィンドラキー
『DQMSL』に登場するハロウィン風なドラキー。
ツンドラキー
ドラキーの転生モンスターとして『X』に登場する白い上位種。
デビルドラキー
『モンパレ』に登場。赤紫の体色で、眼が黒い。
クリスマスドラキー
『DQMBS』のクリスマスイベントに登場。サンタの帽子を被ったドラキー。
チョコドラキー
『DQMSL』のバレンタインイベントに登場。パタパタと甘い香りをふりまいて空を飛び、首筋を甘がみしてくるドラキー。
メタルドラキー
『DQMSL』に登場。全身がメタルボディに変化した奇跡のドラキー。
レジェンドラキー
『DQMSL』に登場。エメラルド色に輝いたドラキー。
ドットドラキー
「星ドラ」かみさまチャレンジ十段で登場。FC版1のドット絵を再現したドラキーで、行動時は点滅する。
ドラギアンバー
『トレジャーズ』に登場。貴重な宝石モンスター。
ドラティー
『ウォーク』「Coke on」コラボに登場。「紅茶花伝」を持ったドラキー。
ドラポヨロン
ひょうたん型に太ったドラキーの突然変異種。
ドラポヨロン
『X』のVer.4.2で初登場。水色。
名前は大阪ひらかたパークで開催されたイベントでの一般公募で決定した。
ジャンボドラキー
『X』のVer.6.0で登場。ドラキーと同色。
源世果フルポティ
『X』Ver.6.1で登場。源世庫パニガルムのボスの一種。植物系。
タホバルキー
『X』Ver.7.0で登場。タホドラキーの突然変異体。
にじくじゃく
頭に2本の角を生やした怪鳥。
にじくじゃく
『DQM』で初登場した鳥系最強クラスのモンスターで、ナンバリングでも『VII』から登場している。
凶にじくじゃく
『DQMJ3』に登場。体の半分がマ素に侵食されている。
マッドファルコン
黒い下位種。
凶マッドファルコン
『DQMJ3』に登場。体の半分がマ素に侵食されている。
れんごくまちょう
赤い体の上位種で、れんごく火炎やしゃくねつを吐く。
エンペラーレグホン
『X』Ver.6.5で登場。鶏のような配色で、白色の体色で角と尾が赤色。
バードファイター
剣を持ったニワトリ頭の鳥人モンスター。
バードファイター
『VIII』で初登場。
デスターキー
闇の世界に登場する上位種。3DS版『VIII』では追憶の妖魔ゲモンの取り巻きとして強化版の追憶のデスターキーが登場する。
チキンドラゴ
最上位種だが、先行してスカウトモンスターのウコッケが登場する。
はなカワセミ
花びらのようなトサカを持つ鳥のモンスター。
はなカワセミ
赤いトサカと青い羽を持つ。『DQM』で初登場を果たした後、『VII』で本編初登場。
ポイズンバード
紫のトサカを持つ上位種。毒を持ち、スカラを使う。
ひくいどり
炎を吐く怪鳥。
ひくいどり
『V』で初登場。
『X』の期間限定ハロウィンイベントで登場する小辛翼竜バードアイも同色だが、こちらは弱い。
ホークブリザード
吹雪を吐く怪鳥。『X』では雪原で雪か吹雪の時にしか出現しない。ザラキを唱える。
れんごくちょう
ひくいどりの上位種。ピンク、緑、黄色の混じった派手な姿をしている。
サンダーバード
雷系の呪文を使う上位種。
『DQM』で初登場した際には雲をまとったワシのようなデザインだったが、『テリワン3D』でこの系統のデザインに変更された。
凶鳥フレス
呪いの霧やドルマドンを使う濃い紫色の上位種。『X』の神話編クエストで登場するボス。
ダークオルニス
フレスと同色。『X』のVer.3.5で登場。
商品ナンバー13
黒い鳥（頭の先だけ青い）で、呪いの霧や闇のブレスを使う。『X』のまもの使いクエストで登場する中ボス。
紅蓮鳥トワイラ
大きなひくいどり。『X』王家の迷宮・地下7階のボス。
緑風鬼フー
緑色の鳥でテンションやステータスを下げる攻撃をする。『X』Ver.3の中ボス。
熱空の支配者
『X』Ver.6.1の中ボス。赤、青、黄、緑の体色。
プテラノドン
翼竜系のモンスター。実際のプテラノドンからトサカを取ったような姿をしている。
プテラノドン
ギラ（『X』ではイオ）を使う白系の翼竜。『IV』で初登場（ドラゴン系）。
アイスコンドル
寒冷地に住み、吹雪系のブレスを吐く水色の上位種。『IV』『X』に登場。
フライングデス
ザキを使う紫色の上位種。『IV』リメイク版、『X』に登場。
ケツァルコアトルス
炎系のブレスやイオナズンを使う黄色い（翼はオレンジ色）上位種。『X』で初登場。
同色のモンスターに、『X』アズラン外伝クエスト中ボスの怪鳥クワット、夜の神殿の守護者である月守りの翼竜がいる。
ヘルコンドル
大きな鷲型のモンスター。
ヘルコンドル
バシルーラを使う。『III』で初登場。
ガルーダ
下位種。主にベギラマを唱えてくる。『ダイの大冒険』では、クロコダインの家来として登場。両足でクロコダインの肩をつかんで飛行していた。
ごくらくちょう
ピンク色の上位種で、ベホマラーを使う。特定のモンスターに回復役として呼び出されることが多い。
ほうおう
『III』リメイク版で初登場。リメイク版『VIII』にも登場する。白と金色の上位種でバシルーラ、ベホマラーを使う。
あんこくちょう
『VIII』に登場する黒い上位種。3DS版では追憶の妖魔ゲモンの取り巻きとして強化版の追憶の暗黒鳥が登場。
デスレイブン
『トレジャーズ』に登場。黒い体色。
アイスバルチャー
『トレジャーズ』に登場。青い体色。
オオヌシガルーダ
『ウォーク』に登場。長い年月生きて大きな体とチカラを得たガルーダ。
アンズー
『DQM3』に登場。赤と黒の配色。
ランドンクイナ
ヘビのような尻尾を持ち、直立で走る飛ばない鳥のモンスター。
ランドンクイナ
紫の体で猛毒を持つ。初登場の『IX』では上位種だが、『X』では下位種になっている。
デザートランナー
砂漠に住む色違いモンスター。
アサシンエミュー
暗緑系の色違いモンスター。即死攻撃のアサシンアタックや、幻惑効果の墨を吐いたりする。
フォレスドン
緑色の上位種。回復・蘇生呪文を使うほか、おたけびで敵をひるませる。『X』で初登場。
リターナーモア
『X』Ver.7.0で登場。群青色の最上位種。
魔炎鳥
鳳凰のような外見の鳥のモンスター。

『X』ver.3.1のストーリーボス。邪悪なる意志の影響で暗い紫色の禍々しい姿になってしまった神獣。倒したあと「祈り鳥の曲」で元の姿、聖鳥フェザリアスに戻った。
源世鳥アルマナ
『X』源世庫パニガルムのボスの一種で、青色の霊鳥。

## 植物系
現実世界における植物をモチーフとしたモンスター。代表的なモンスターにおばけキノコやじんめんじゅがいる。
オニオーン
タマネギに似たモンスター。『X』で洞窟内にいる場合は、そこが光の差す場所であるため、ルーラが使用可能である。
オニオーン
黄色いたまねぎ。『VI』で初登場。
『X』のイベントクエスト「春風の吹く日まで」では巨大オニオーンが登場。
たまねぎマン
緑色の上位種。状態変化のエキスを出す。
じごくのたまねぎ
紫色の上位種。あまい息や暗黒の霧を吐く。
おばけトマト
色違いモンスター（赤）で、トマトがモチーフとなっている。『X』で初登場。
『DQMB』では巨大なおばけトマトで、髭を生やして帽子を被った銃士トマトスとして登場。
ミスターガリック
色違いモンスター（白）で、ニンニクがモチーフとなっている。『X』で初登場。
浄化のたまねぎ
『Ⅹ』のレベル解放クエスト「心眼で見る真実」のボスモンスター。HPを減らすことで幻影を生み出す。本体以外にはダメージが通らない。
エル・ピタージャ
『ウォーク』に登場。ドラゴンフルーツに邪悪な魂が宿った。トロピカルアミーゴのムードメーカー。
おばけキノコ
キノコに似たモンスターで、柄にあたる部分に顔がある。
おばけキノコ
『III』で初登場。ねむりこうげきやあまいいきのほか、トルネコシリーズでは毒攻撃で相手の力を下げる。
マタンゴ
紫色の傘を持つ上位種。ねむりこうげき、あまいいきを使う。トルネコシリーズでは毒攻撃で相手の力を3も下げる。
マージマタンゴ
全身が紫色で、ヒャド系やホイミの呪文を使う上位種。
まじんキノコ
『少年ヤンガス』のまどわしの森に登場するボスモンスター。おばけキノコと似ているが、目が光っており、舌の色が青い。
おばけ大キノコ
試練の門きのこどうしの1体
おむつっこり
木の実をモチーフとしたモンスター。
おむつっこり
緑色。『X』で初登場。
どんぐりベビー
茶色い上位種。
モコフル
黄色い上位種。
ケセランパセラン
シンボルの数が少ないレアなモンスター。ザオラルを唱える。
ユキフル
モコフルの転生モンスターで、雪だるまのような出で立ち。2015年6月9日 - 2015年7月12日に開催された「ドラゴンクエストXイラストコンテスト」で齊藤力賞を受賞し、Ver.3.2で実装された。

『X』Ver.6.0で登場。黒い体にピンクのオムツ。天上のセサミを持つ。
きりかぶおばけ
切り株のモンスター。
きりかぶおばけ
やくそうを使う。『IV』で初登場。
ダークドリアード
緑色の上位種。ラリホーマを使う。
デーモンバウム
赤色の上位種。
くしざしツインズ
串に刺した2つのピーマン（パプリカ）をモチーフとしたモンスター。
くしざしツインズ
赤と緑。『VIII』で初登場。
パプリカン
赤と黄色の上位種。
サボテンボール
手と足が生えて、丸い体に顔があるサボテンのモンスター。
サボテンボール
『V』で初登場。
ダンスニードル
『V』（オレンジ）と『VII』（青）に登場する上位種。
パンプキンおじさん
『VII』（3DS版）に配信限定のトクベツなモンスターとして登場。カボチャのような姿をしている。
サボテンゴールド
『イルルカ』『XI』でサボテンボールの転生モンスターとして登場。
じんめんじゅ
大木の幹に怪しい顔があるモンスター。
じんめんじゅ
ふしぎなおどりを使う。『II』で初登場。
『X』のクリスマスイベントクエストでクリスマスの装飾をしたじんめんツリーが登場。
ウドラー
紫色の葉の上位種。
まかいじゅ
『VIII』闇の世界に登場する黒い上位種。
ちょうろうじゅ
『X』および『イルルカ』で、じんめんじゅの転生モンスターとして登場。黄色い幹。
憎悪の精霊樹
『X』レンジャー職業クエストのボス。
エビルトレント
褐色の上位種。魅惑のおどりを使う。『X』で初登場。
アレル樹
『X』2014年春イベントクエストのボスとして登場。
さくらんじゅ
3DS版『VIII』で登場。桜の花を咲かせた上位種。
モクじい
『スラもり1』に登場。
はくろうじゅ
『ウォーク』に登場。白い幹。
ズッキーニャ
ズッキーニをモチーフとしたモンスター。槍を持っている。
ズッキーニャ
緑色。『IX』で初登場。
『X』では港町レンドアに選定者ワルキュウリというキャラクターが登場している。
ぶっちズキーニャ
ぶち付きの上位種。
ブラックベジター
紫色の上位種で、ザオラルなどを使う
エル・バナーニャ
『ウォーク』に登場。バナナに邪悪な魂が宿った。トロピカルアミーゴのリーダー。
ナスビナーラ
ナスをモチーフとしたモンスター。
ナスビナーラ
『VII』で初登場。
『X』では、ナスビナーラの転生モンスターとして大ナスビナーラが、イベントクエスト「春風の吹く日まで」では巨大ナスビナーラが登場。
巨大ナスビナーラは『DQMBS』にも合体モンスターとして登場している。
メランザーナ
オレンジ色の上位種。投げキッスで敵を魅了する。
オベルジーヌ
白系の上位種。『VII』3DS版トクベツな石板のボスとして登場する。
ブルベリーノ
青い上位種。『X』で初登場。
カカロンフード
『DQMCH』でカカロンのお供として登場する。見た目はナスビナーラと同じ。
メタルナスビ
『DQMSL』に登場。全身がメタルボディに変化した奇跡のナスビナーラ。
せんりつザクロ
『X』のサブクエ「ケジメはあかく咲く」で逃亡したくれないザクロを追いかけた先で戦う大ナスビナーラの配色違い。
プチット族
葉っぱの衣装をまとった妖精。モンスターズでは4体ひとまとめのユニットで登場する。
プチヒーロー、プチファイター、プチプリースト、プチマージ
『III』の勇者や仲間たちを模している。強力な技や呪文を出そうとするが、MPが少ないため失敗する。『VII』で初登場。
『モンパレ』ではプチヒーローが戦闘中に剣を落として隙を作るモーションが確認される。
プチヒーロー
勇者を模している。
プチファイター
戦士を模している。
プチプリースト
僧侶を模している。
プチマージ
魔法使いを模している。
コロヒーロー、コロファイター、コロプリースト、コロマージ
水色の亜種であるコロボックル族。
コロヒーロー
勇者を模している。
コロファイター
戦士を模している。
コロプリースト
僧侶を模している。
コロマージ
魔法使いを模している。
さんぞくのカシラ
『VII』に登場する。
プチットガールズ
プチット族の女性たち。『DQMJ2』に登場。
ヒーローガール
勇者を模している。
ファイターガール
戦士を模している。
プリーストガール
僧侶を模している。
マージガール
魔法使いを模している。
砂浜のプチットガールズ
赤いボーダーの水着を着たプチットガールズ。
海岸のプチットガールズ
青いボーダーの水着を着たプチットガールズ。
夏色のプチットガールズ
黄色いボーダーの水着を着たプチットガールズ。
メガヒーロー、メガファイター、メガプリースト、メガマージ
『VII』3DS版のトクベツなモンスター。一回り大きく、MPもあるため強力な技や呪文を使える。
メガヒーロー
勇者を模している。
メガファイター
戦士を模している。
メガプリースト
僧侶を模している。
メガマージ
魔法使いを模している。
ギガヒーロー
プチヒーローが巨大化したもの。『イルルカ』に登場する。
プチットI・II
『I』の主人公と『II』の王子、王女のコスプレをしている。『DQMJ3P』に登場する。配信限定で、敵としては登場しない。
プチットIII
『III』の勇者、女戦士、男魔法使い、女僧侶のコスプレをしている。『DQMJ3P』に登場する。配信限定で、敵としては登場しない。
プチットIV
『IV』の主人公とライアン、アリーナ、トルネコのコスプレをしている。『DQMJ3P』に登場する。配信限定で、敵としては登場しない。
プチットVIII
『VIII』の主人公とヤンガス、ゼシカ、ククールのコスプレをしている。『DQMJ3P』に登場する。配信限定で、敵としては登場しない。
ひとくいそう
肉食の植物系モンスター。
ひとくいそう
ホイミスライムを呼ぶ。『IV』で初登場。
マンドレイク
黄緑色の上位種。
 デビルプラント
赤紫色の上位種。マホトーンを使う。
ふゆうじゅ
木の幹にコウモリの羽が生えた一つ目のモンスター。
ふゆうじゅ
メダパニを使う。初出は『DQM』だが、『VII』で本編に逆輸入された。
ウッディアイ
ラリホーマなどを使う上位種。
『モンパレ』では無実の罪で殺されて木の根元に埋められた男の生まれ変わりという設定。
邪眼樹
『モンパレ』で登場。紫と黒い目の上位種。
マザーウッド
頭に小鳥を飼った上位種。『X』で初登場。
きせいじゅ
ひとくいそうに寄生された亜種。『X』で初登場。
こどくなタイジュ
頭部にクリスマスツリーを載せている。『VII』3DS版のトクベツなモンスター。

明るい茶色の上位種。『X』Ver.6.0で登場。
ヘルバオムのねっこ
『VII』のボスヘルバオムの根で、巨大な茨。
ヘルバオムのねっこ
『VII』で登場。緑色。
あくまのねっこ
3DS版『VII』で登場したトクベツなモンスター。水色。
クインフィプリの触手
『星ドラ』のギガバトルイベント「魔神獣と絶望の凶星」に登場。色はブルーグレーで、一部が結晶化している。
ヘルボックル
逆さにした切り株を頭に被った精霊。
ヘルボックル
『VI』で初登場時にはヒャドやホイミ程度だったが、『X』では上位呪文を使うようになった。
きりかぶこぞう
明るめな配色の下位種。
ヒイラギどうじ
マヒャデドスなどを使う上位種。黄色い肌で、黒い切り株と紫のズボン。『X』で初登場。
パンプキッズ
カボチャの仮面を被った上位種。『X』で初登場。
パンプキング
『DQMSL』で初登場。王冠を被ったパンプキッズの上位種。
樹縛の悪鬼
『X』配信クエスト「失われた時を探して」の中ボスとして登場する青い上位種。
ダークシルフ
『X』ver.3.2で登場。黒髪の青い肌で、赤い切り株とズボン。
ローズプリンセス
『X』ver.3.3で登場。薔薇を被り、ピンク色の服を着ている。
マッドプラント
蔓系の植物モンスター。
マッドプラント
緑色でマヌーサを使う。『V』で初登場。
 わらいぐさ
オレンジ色の色違いモンスター。
エビルプラント
紫色の上位種。SFC版では勝手に作戦を変更してしまう。
『VII』のエビルプラントはローズバトラーの色違い。
マンイーター
食虫植物が巨大化し、人を襲うようになった魔物。
マンイーター
あまい息を吐く。『II』に登場。
ポイズンキッス
毒を持った上位種。『II』に登場。
ひぐらしそう
マンイーターの下位種。緑色。『XI』に登場。
もみじこぞう
一つ目五本足で下駄を履いた葉っぱのモンスター。
もみじこぞう
カエデの葉がモチーフ。『IX』で初登場。
アロエおに
緑色の葉の上位種。
まだらイチョウ
まだら模様の葉の上位種。『X』では超ちからためを使う。
さくらこぞう
もみじこぞうの転生モンスターとして『X』に登場。魅惑の踊りや超ちからためを使う。
デビルスノー
雪をモチーフとした色違いモンスター。エレメント系。
まんじゅシャモン
『X』6.1で初登場。真っ赤な頭部と緑の下半身。
ローズダンス
巨大なバラの中から出たドレスを着ている女性型のモンスター。
ローズダンス
『DQMJ2』で初登場。全体的に黒と赤を使った色合い。
クインローズ
『DQMSL』で初登場。全体的に水色のカラーリング。
デスアラウネ
『DQMSL』で初登場。全体的に紫と赤の濃い色合い。
クインフィプリ
『星ドラ』のギガバトルイベント「魔神獣と絶望の凶星」に登場。全体的に紫色のカラーリングで、身体の一部が結晶化している。
賢神サマリス
『星ドラ』Ver.3のストーリーボスの一体。紫色の体色で、衣装はクリーム色。
ローズバトラー
巨大なバラのモンスター。
ローズバトラー
『DQM』で初登場。本編では『VII』に登場し、モンスター職ではマダンテが使える。
エビルプラント
『VII』クリア後のさらなる異世界に登場する上位種。
『V』のエビルプラントはマッドプラントの色違い。
ヘルバオム
『VII』ルーメンのボス。
ベロバーラ
『スラもり1』に登場。
若葉の精霊
全身が葉っぱで覆われた大柄な木の精霊。棍棒を持つ。
若葉の精霊
『X』でエルフを選択した場合、最初のボスとして登場する世界樹の精霊。
戦闘に勝つと試験合格となり、若葉の聖霊も認めてくれる。
暗黒大樹の番人
『X』に登場する暗黒大樹の精霊。大きなナタを持つ。
荒城の守護精
『X』神話篇に登場する中ボス。
密林の守人、密林の狩人
『X』試練の門（ジャイラ密林の入口）において登場する、黄色と赤のコンビ。
祭壇の守人、祭壇の狩人
『X』Ver.6.0メインストーリーのボス。どちらも白の葉っぱだが、黄色くてハンマーを持つのが守人で緑色で斧を持つのが狩人。
わたぼう
全身がモコモコの綿毛でできた精霊。
ワルぼうを除いた4匹は良心的で、ワルぼうも憎めないキャラクター。
上の2匹は案内役をしたり、ゲームの主要人物として登場することが多いため、戦闘になることは少ない。
残りの3匹も配信限定、味方としてのみの登場のため、戦うことはない。
わたぼう
タイジュの国の精霊。
ワルぼう
わたぼうの色違いでマルタの国の精霊。
かくれんぼう
わたぼうの色違いで樹上の国の精霊。
アイぼう
スライムのストラップの付いた携帯電話を抱えているわたぼうの色違い。
プチぼう
わたぼうの子供。

## 物質系
本来非生物である無機質な物体に生命が宿ったモンスター。代表的なモンスターにゴーレムやさまようよろいがいる。
あくまのカガミ
古い大鏡に悪魔が宿ったモンスター。モシャスを使う。
あくまのカガミ
モンスターズシリーズでの出番が多い。『VI』で初登場。
ホーンテッドミラー
白い上位種。
のろいのカガミ
紫色の上位種。
あくまの書
本に擬態したトラップモンスターで、本棚を調べると襲いかかってくる。
あくまの書
ザキを使う。『VII』に登場。『テリワン3D』以降のモンスターズではデザインが変更されている。
エビルバイブル
『VII』に登場する上位種。ラリホーマも使う。
あんこくきょうてん
『VII』3DS版のトクベツなモンスター。
だいあくまの書
大きな上位種。『テリワン3D』で初登場。
魔王の書
巨大な上位種。『テリワン3D』で初登場。
あくまの黙示録
金色の上位種。『イルルカ』で初登場。
だいあくまの黙示録
金色のだいあくまの書。『イルルカ』で初登場。
魔王の黙示録
金色の魔王の書。『イルルカ』で初登場。
暗黒の魔人
建造物のがれきが集合して人型になった巨大なモンスター。下半身と左腕が地中に隠れている。
暗黒の魔人
『VIII』で暗黒魔城都市脱出時のボスとして初登場。3DS版では強化版として追憶の魔人が登場。『X』では魔法の迷宮のコインボスとして登場し、別パーツとして左手を生成する。
大地の魔人
『星ドラ』ギガバトルイベントの狭間の大穴に登場。黄土色。
暴魔アヴィーロ
氷の領界アヴィーロ遺跡の魔鉱石に魔障がすくい誕生した魔物。
ほむらの魔人
『DQMSL』に登場。暗黒の魔人の欠片の一部で赤色。
ふぶきの魔人
『DQMSL』に登場。暗黒の魔人の欠片の一部で青色。
白夜の魔人
『DQMSL』に登場。暗黒の魔人の欠片の一部で白色。少しずつ力を取り戻している。
いかずちの魔人
『DQMSL』に登場。暗黒の魔人の欠片の一部で黄色。
はやての魔人
『DQMSL』に登場。暗黒の魔人の欠片の一部で緑色。
宵闇の魔人
『DQMSL』に登場。暗黒の魔人の欠片の一部で黒色。力を半分取り戻している。
さじんの魔人
『DQMSL』に登場。暗黒の魔人の欠片の一部で茶色。
げきどくの魔人
『DQMSL』に登場。暗黒の魔人の欠片の一部で紫色。
欲望の魔人
『ウォーク』に登場。カジノの建物が魔人と化した。
異形獣
『X』バージョン4.0のボスとして登場。手足を生やしたムカデのような姿。本名はヘルゲゴーグ。
異形獣
爪攻撃と頭部のエネルギー吸収体でMPを吸収する。
強化異形獣・狂
赤い体色で、より鋭利な外見。
ヘルゲゴーグ・烈
強化異形獣を白くしたような外見。
原獣プレゴーグ
『X』Ver.4.2のストーリーボス。銀色の体色で、黄色い一つ目を持つ。
増殖獣バイロゴーグ
『X』Ver.4.4のストーリーボス。増殖能力を使ってプクランド大陸からアストルティアを壊滅させるためキュロノスが送り込んだ眷属。機械の身体に虫のような触手を持つ。
黄金獣アムルゴーグ&白銀獣ロムドゴーグ
『X』Ver.4.5のストーリーボス。金、銀色をしたヘルゲゴーグ・烈。
時獄獣キュロノス
『X』Ver4.5のボス。終焉の繭から羽化した白いヘルゲゴーグのような姿。
うごくせきぞう
石像に命が吹き込まれたモンスター。
うごくせきぞう
『III』で初登場。足で踏みつけて来る。
『V』に登場するうごくせきぞうはミステリドールの色違いモンスター。
だいまじん
暗緑色の上位種。
てんのもんばん
『III』リメイク版の隠しダンジョンに登場する。
はがねのきょぞう
『III』ゲームボーイカラー版の隠しダンジョンに登場する。
ズイカク
『VI』嘆きの牢獄の中ボス
力の守護者
『DQS』の中ボス。
赤熱の魔神像
『X』ver.3.1の中ボス。真っ赤な体色。
うごくひょうぞう
『DQH2』に登場。氷のように真っ青。
古代文明のせきぞう
『星ドラ』期間限定イベントで登場。白い体色に青いラインが入っている。
オジャマロ
『XI』3DS版で登場。怪人系。
ウルベア大魔神
3000年前に造られたウルベア地下帝国の兵器。
ウルベア大魔神
『X』Ver.4.3メインストーリーで登場。
エビルワンド
杖が邪悪な意思を持ったモンスター。
エビルワンド
氷の息やルカナンといった呪文を使うほか、モンスターズではキアラルも使う。『VI』で初登場。
デススタッフ
オレンジ色の上位種。メダパニやこごえるふぶきを使い、仲間をメガザルダンスで復活させる。
エリスグール
『スラもり2』で登場。スライバが乗り込む戦車。スライバと同様漆黒のボディを持ち、各所にメタルキングの武具を模した兵装が施されている。
エンタシスマン
ギリシア風の柱に化けたトラップモンスター。ふしぎなおどりを踊る。
エンタシスマン
白い柱のモンスター。『VII』で初登場。
ミステリピラー
紫色の上位種。
『X』では試練の門（ゼドラ洞）にミステリーピラーの名前で登場。ミステリーダンスで敵のMPを一気に減らす。
デスマーブル
『VII』3DS版のトクベツなモンスター。水色の上位種で装飾が豪華になっている。
バロックトーテム
『VII』3DS版のトクベツなモンスター。トーテムポール風の亜種。
やみのしょくだい
『VII』3DS版のトクベツなモンスター。暗闇に染まる燭台を両手に持った亜種。
ツイストーチ
『X』に登場する黄色の上位種。メダパニダンスを踊る。
オリエンタシス
エンタシスマンの転生モンスターとして『X』に登場。
炎魔アグニース
『X』ver.3に登場。空中を浮遊する上半身だけの大型の鎧で、腹部に顔がある。ナドラガンドの各領界の封印を守る。
炎魔アグニース
鎧の隙間から炎が吹き出す黒い鎧。氷の領界の封印を守る。『Ⅹ』Ver.3.5後期では魔瘴により獄炎鬼アグニースとして復活させられる。
氷魔フィルグレア
鎧の隙間から冷気が吹き出す青白い鎧。頭上で雪の結晶が回転しており、肩に盾を着けている。闇の領界の封印を守る。『Ⅹ』Ver.3.5後期では魔瘴により獄氷鬼フィルグレアとして復活させられる。
闇魔ティトス
鎧の隙間から闇が吹き出す真っ黒い鎧。兜に大きな目がついており、頭上に大きな輪が回転している。水の領界の封印を守る。『Ⅹ』Ver.3.5後期では魔瘴により獄闇鬼ティトスとして復活させられる。
水魔ヴァーテル
鎧の隙間から渦潮が吹き出す真っ青な鎧。肩と背中に珊瑚がついている。嵐の領界の封印を守る。『Ⅹ』Ver.3.5後期では魔瘴により獄水鬼ヴァーテルとして復活させられる。
嵐魔ウェンリル
黄色い鎧。腕が旋風に覆われている。炎の領界の封印を守る。主人公と黒蛇鬼アクラガレナとの三つ巴の戦いとなる。『Ⅹ』Ver.3.5後期では魔瘴により獄嵐鬼ウェンリルとして復活させられる。
おばけキャンドル
ロウソクに命が宿ったモンスターで、片手にナイフを持っている。
おばけキャンドル
体は白系。『V』で初登場。
『X』の季節イベントでは色違いのチョコキャンドル、ホワイトキャンドルが登場。
ともしびこぞう
紫色の上位種。
キラートーチ
『X』に登場する赤い上位種で、得物は鎌。ドルクマを唱える。
ダークキャンドル
『モンパレ』『X』Ver.3.3に登場。紫色の体色と炎が特徴。得物は包丁。
蒼炎の使徒
『X』Ver.6.0で登場。白い体色で赤目で蒼い炎。
ようがんトーチ
『X』Ver.6.0から登場。おばけキャンドルの転生モンスターで、火山を思わせる体色。
おばけパラソル
カサに擬態している顔付きのパラソル。『XI』で初登場。
おばけパラソル
青色の模様。
キラーアンブレラ
紫色の模様。
アンブレラン
金色の模様。キラーアンブレラの転生モンスター。
べにがさあくま
赤色の模様。
かまっち
大きな鎌を持ったかかしのモンスター。
かまっち
白いかかし。『IX』に登場。
アサシンドール
急所突きなどを使う上位種。
メフィストフェレス
弱体化呪文を得意とした上位種。
キングミミック
宝箱から骸骨の上半身を出したようなモンスター。
キングミミック
ミミックの名前があるが、トラップモンスターではない。『VIII』で初登場。
トラップボックス
『VIII』剣士像の洞窟のボス。『ドラゴンクエストモンスターズ ジョーカー』（以下『DQMJ』）ではトラップモンスターとして登場。
追憶のトラップ
3DS版『VIII』に登場する黄色く輝く上位種。
くみひもこぞう
組み紐に命が宿り、人型になったモンスター。亜種はそれぞれ微妙に顔が違う。
くみひもこぞう
「ロープなげ」というマヒ攻撃を使う。『X』で初登場。
パペットロープ
「回転パンチ」で周囲にダメージを与える上位種。
ワイヤーマン
『X』ではパペットロープの、『イルルカ』ではくみひもこぞうの転生モンスターとして登場。
あらなわ明神
『X』Ver.6.0で登場。水色の縄。
ゴーレム
レンガ積みの巨人。
ゴーレム
『I』ではメルキドを守るモンスターとして登場。『DQB』では同じ個体が人間を滅ぼそうとしてくる。
『VII』ではウッドパルナのボスとして登場するため、以降の雑魚モンスターとしてはゴーレムーガが登場する。
魔幻ゴーレム
魔幻竜王戦の中ボス。
ストーンマン
石積みでさらに固くなった上位種。『VIII』ではスカウトモンスターになる。
ゴレみ
『スラもり1』に登場。ゴレムスに想いを寄せていた。
その後、もう一度ボス部屋を訪れると、主人公に心変わりしたことが分かる。
ゴールドマン
金色で、倒すと大量のゴールドを得られる下位種。『VIII』ではスカウトモンスターに、『X』ではレアモンスターになっている。
『III』に登場するゴールドマンはようがんまじんの色違いモンスター。
ギガゴールドマン
『星ドラ』に登場。大きめのゴールドマン。
ゴールドマンメッキス
『X』のエイプリルフールイベントに登場。見た目はとても大きなゴールドマンだが、このモンスター自体はゴールドを持っていない。
ゴールドマンX
『X』のテンの日のイベントに登場。見た目は大きなゴールドマン。
ゴールドマンMAX
『X』に登場する超大型のゴールドマン。
メガゴーレム
『少年ヤンガス』に登場する巨大なゴーレム。
いかりのまじん
『剣神ドラゴンクエスト 甦りし伝説の剣』（以下『剣神』）に登場する巨大なゴーレム。
『VIII』ではスカウトモンスターのゴーレム系3体が合体した姿。
ファラオ・ゴレム
彩色が施された金色の上位種。『X』のピラミッド第四の霊廟に登場するボスモンスター。
アイスゴーレム
氷で出来た上位種。『X』試練の門（ゼドラ洞）で戦うことになるモンスター。
ブラックゴーレム
黒い体色。『モンパレ』に登場。
チョコゴーレム
チョコレートでできたゴーレム。『X』のバレンタインイベントで登場。
ホワイトゴーレム
ホワイトチョコレートでできたゴーレム。『X』のホワイトデーイベントで登場。
マカロンゴーレム
バレンタインのお返しとして作られた頭上の赤いマカロンがトレードマークの巨大ゴーレム。『DQMSL』に登場。
メタルゴーレム
全身がメタルボディに変化した奇跡のゴーレム。メタルスライムと同様に、珠玉の逃げ足と豪華な経験値を持つ。『DQMSL』に登場。
Vゴーレム
『DQMSL』に登場。Vジャンプとコラボした時のモンスターで、アタマに勝利のＶサインが輝く特別なゴーレム。
イーメス
ブラックゴーレムのように黒い体色。『DQMH』のボス敵。
レインボーゴーレム
『X』のカジノレイドイベントに登場。レインボーに光り輝くゴーレム。
拷問王イッタブル
身体の半分がマ素に侵食されたゴーレム。『DQMJ3』に登場。
ゆけむりゴーレム
『星ドラ』に登場する九州・沖縄地方のご当地モンスター。温泉につかったゴーレム。
たこやき屋ゴーレム
『星ドラ』に登場。たこやき屋を経営しており、たこやきいわを呼び出す。
ゴーレム・雲
『星ドラ』に登場。惑星クラウドに住む、緑色をしたゴーレム。
暗黒の魔造兵
『X』に登場。コインボスである、暗黒の魔人に召喚される。重さの数値が高くとても重い。暗黒の魔人をモチーフにした体色となっている。
攻城隊長ガンザン
『X』のアストルティア防衛軍に登場。深碧の造魔兵団の一員であり、碧色をしている。
ゴレムス
『スラもり１』に登場。ももんじゃが操縦している。
ガワ・ン・デデド
『モンパレ』に登場。石の世界の神。
永劫の魔神
『X』のいにしえのぜルメアに登場。身体に赤い紋様が入っている。
カースゴーレム
『トレジャーズ』に登場。薄紫色の体色。
ルビーゴーレム
『トレジャーズ』に登場。ルビーの身体を持つ。動きが速く逃げやすい。
フランケンゴーレム
『ウォーク』に登場。人造人間の仮装をしたゴーレム。
メタスラ&ゴールドマン
『ウォーク』に登場。ゴールドマンの頭にメタルスライムが乗っている。見た目の通り経験値とゴールドが両方たくさんもらえる。
メガゴールドマン
『ウォーク』に登場。ゴールドマンをそのまま大きくしたような姿。こちらも見た目通りたくさんのゴールドがもらえる。
さまようよろい
剣士の魂が鎧に宿ったモンスター。
さまようよろい
銀色。ホイミスライムを呼ぶことが多い。『III』で初登場。
じごくのよろい
いぶし銀の上位種。
『DQS』試練の洞窟の中ボスとして同色の試練の騎士が登場。
『X』ピラミッドの秘宝の守護者として強化版の秘宝の剣士が登場。
キラーアーマー
赤い上位種。
カンダタこぶん
金色の上位種。『III』や『X』、『少年ヤンガス』におけるカンダタの子分。???系に分類される。
サイモン
『IV』第二章、武術大会4回戦の対戦相手。
ダウンさせることで勝利となるため、完全に倒すことはできない。
ピサロナイト
緑色の上位種。『IV』と『XI』でピサロの配下としてロザリーヒルに登場する。
アイアンナイト
『III』ゲームボーイカラー版隠しダンジョンに登場する白い上位種。
シュバルツシュルト
黒い上位種。さまようよろいの転生モンスターとして『X』に登場。ベホマスライムを呼ぶ。
黄金兵長
金色の上位種にドクロマーク。『XI』で登場。
鉄鬼軍王キラゴルドを正気に戻すと、人間に戻る。
さまようロトのよろい
3DS版『XI』で登場。命の紋章、いなずまの剣、ロトの鎧を装備したさまようよろい。
プチさまようよろい
水色の色違い。
プチじごくのよろい
金色の色違い。
プチキラーアーマー
桃色の色違い。
さまようももよろい
『星ドラ』に登場する中国地方のご当地モンスター。桃太郎の格好をしたさまようよろい。
サンドワンダラー
『トレジャーズ』に登場。鈍い茶色。
タンザーナイト
『トレジャーズ』に登場。タンザナイトの身体を持つ希少種。
ホークスアーマー
『ウォーク』パ・リーグコラボで登場。福岡ソフトバンクホークスの帽子を被りユニフォームを着たさまようよろい。
さまようフェンサー
『ウォーク』フェンシングコラボで登場。フェンシングを広めるためさまよう。
シーゴーレム
珊瑚で作られたゴーレム。『XI』で初登場。
シーゴーレム
桃色の頭と腕。
フォレストマスター
樹木のような色。
スノーホムンクルス
青い体色。
ホワイトサンゴラ
シーゴーレムの色を薄くしたような体色。スノーホムンクルスの転生モンスター。
しにがみのタル
樽に化けたあくまのツボのような魔物。『VII』3DS版に登場するトクベツなモンスター。
スキッパー
古い靴に命が宿ったモンスターに毛むくじゃらのモンスターが棲みついている。
スキッパー
青い体。ボミオスを使う。『VIII』に登場。
ナイトウォーカー
『VIII』に登場。夜間のみ登場する上位種。
ケムンクルス
『VIII』に登場。マホカンタやマホトーンを使う上位種。
サンタクルス
3DS版『VIII』に登場。ナイトウォーカーを30体倒すとオークニス周辺に出没。サンタの靴を履き、帽子を被っている。
絶望の巨像
『X』でアンルシアの記憶の番人として登場するボス。
絶望と憎悪の魔宮
『IX』のラストダンジョン。エルギオスの力によって、神の国が醜く変化した姿。『テリワン3D』ではモンスターとして登場。
ダーククリスタル
人型の上半身と二対の脚が生えた下半身を持つクリスタルのモンスター。
ダーククリスタル
『DQMCH』で初登場。暗い青色。
イエロークリスタル
『星ドラ』で登場。黄色。
レッドクリスタル
『星ドラ』で登場。赤色。
グリーンクリスタル
『星ドラ』で登場。緑色。
ブルークリスタル
『星ドラ』で登場。青色。
たんすミミック
タンスに擬態したトラップモンスター。上部は観音開きになっており、扉を開いたところに顔がある。下部は3段引き出し。
たんすミミック
どうぐ使いクエストに魔道学者デルクロアの助手としても登場。『X』で初登場。
パンドラチェスト
たんすミミックの上位種だが、ひとくいばこたち同様、宝箱に擬態している。「たんすマグナム」という強力な連続攻撃を行う。
ロイヤルミミック
『X』王家の迷宮でまれに登場するボーナスモンスター。白いタンス。
パンプキャビネット
カボチャの飾りがついたたんすミミックの転生モンスター。
デスクローゼット
『X』Ver.6.0で登場。ミミックと同色。
自販機ミミック
『ウォーク』「Coke on」コラボに登場。
チェックメイツ
チェスゴマをモチーフにしたモンスター。
チェックメイツ
チェスゴマのポーンナイトキングを1セットとするモンスター。
ツボック
壷に擬態したトラップモンスター。
ツボック
ミミックの親戚らしい。『V』で初登場。
あくまのつぼ
ツボックの下位種。
鉄鬼軍王キラゴルド
全身金属でできた魔獣型のモンスター。
鉄鬼軍王キラゴルド
『XI』黄金城のボス。金色の体。ゴールドアストロンを使用。
正体はカミュの妹マヤで、イエローオーブを魔王ウルノーガより授かり黄金を自在に作り出す力を得た。
戦闘終了後、マヤは正気に戻り、救うことになる。
戦慄の牙王
『XI』ネルセンの試練のボス。セピア色。
デスマシーン
両手に剣を持った鎧ずくめの魔人。
こうてつまじん
下級種。『VII』で登場。
デスマシーン
『VII』で登場するボス。
エビルエスターク
『VII』で登場。紫の上級種。
デビルアーマー
悪魔に操られた鎧のモンスター。剣と角付きドクロの盾を持っている。
『VI』『VII』『X』の兵士系NPCと戦う場面では、相手はデビルアーマーの色違いキャラクターとして描かれる。
デビルアーマー
黒と赤のシンメトリー。『VI』で初登場（悪魔系）。
てっこうまじん
『VI』、『IX』では藍色、『X』では暗緑色の色違いモンスター。
『X』ピラミッドの秘宝の守護者として強化版の秘宝の近衛兵が登場。
ガーディアン
『VI』に登場する紫色の上位種。『星ドラ』では名前がアクバーナイトに変更されている。
『IV』のガーディアンはドラゴンライダーの色違いモンスター。
マジックアーマー
銀とオレンジのシンメトリーな色違いモンスター。『VII』で初登場。
サタンメイル
紫色の色違いモンスター。『VII』で初登場。
エンゼルアーマー
デビルアーマーの転生モンスターとして『X』に登場。青紫と白の上位種で、兜には翼の飾りが付き、女神の盾に酷似した盾と通常のデビルアーマーとは違うデザインの剣を持つ。元々は2014年7月1日 - 2014年8月2日に開催された「ドラゴンクエストXイラストコンテスト」の採用候補作だったが、Ver.3.1で実装された。
悪夢の追っ手
追っ手に対するロディアの恐怖が具現化したもの。
古代文明のえいれい
『星ドラ』期間限定イベントで登場。白と黒のシンメトリーで、青いラインが入っている。
炎鎧兵フレイマ
『戦え！ドラゴンクエスト スキャンバトラーズ』（以下『DQSB』）で登場。炎のような色合い。
氷鎧兵ブリザン
『DQSB』で登場。氷のような色合い。
ブリザードジェネラル
『DQMSL』で登場。青と白のカラーリングで、氷の槍を持ちマントを羽織っている。
トーテムキラー
トーテムポールの顔のようなモンスター。
トーテムキラー
褐色。『IV』で初登場。
ガオン
赤い下位種。
まおうのかめん
『IX』で初登場した上位種。
どぐう戦士
戦士の土偶（むしろ埴輪）のような人形に命が吹きこまれたモンスター。
どぐう戦士
『VII』で初登場。
『IV』『V』に登場するどぐうせんしはミステリドールの色違いモンスター。
キラープラスター
上位種。『トルネコ3』ではルカナンを多用する。
せっかちどぐう
『VII』3DS版のトクベツなモンスター。剣ではなく木の枝を持っている。
メタルスラッシャー
『VII』3DS版のトクベツなモンスター。全身メタルボディで剣の代わりに斧を持っている。
とげぼうず
丸みのある体にトゲを生やしたモンスター。『V』で初登場。
とげぼうず
緑色。モンスターズシリーズではメガンテを使う。
スピニー
オレンジ色の上位種。「はじけとぶ」を使う。
ばくだんベビー
紫色の上位種。『V』ではメガンテを使おうとしてもMPが足りない。
とつげきこぞう
『DQMCH』で登場。うごくせきぞうの子供。
ドラムゴート
顔のついた太鼓に操られた大柄なお化け。『XI』で初登場。
ドラムゴート
茶色い太鼓に緑のお化け。
ホワイトビート
白い体色。
ドンガラドン
赤い体色。
コンガオンガ
紫の体色。
ウガーン
3DS版『XI』に登場。音痴で落ちこぼれのドラムゴート。
ドロザラー
砂袋に命が吹きこまれたモンスター。
ドロザラー
砂をまき散らして幻惑効果を与える。『IX』で初登場。
ようがんピロー
溶岩のつまった枕のような上位種。
どろにんぎょう
泥でつくった人形に命が吹きこまれたモンスター。
どろにんぎょう
ふしぎなおどりを踊る。『II』で初登場。
パペットマン
色違いの上位種だが、作品によって色が異なる。『モンパレ』では死んだ獣の骨が原材料となっている設定。
メタルパペット
『VII』3DS版に登場するトクベツなモンスター。メタルボディで経験値が高く逃げやすい。
ゴールドパペット
『VII』3DS版に登場するトクベツなモンスター。メタルボディでゴールドが高く逃げやすい。
同色のゴールデンパペットは『X』のピラミッドで、まれに秘宝の守護者たちにまぎれて登場することがある。
ダイアパペット
『VII』3DS版に登場するトクベツなモンスター。メタルボディで経験値、ゴールド共に高く、逃げないが、死のおどりを使い、封じることもできないため危険。
マッドレインボー
どろにんぎょうの転生モンスターとして『X』に登場。
なげきムーン
雲をまとった月のようなモンスターで、普段は泣き顔。
なげきムーン
おしつぶしなど、巨体を活かした戦い方をする。『X』で初登場。
ダークプラネット
ドルマドンを唱える上位種。
マーズフェイス
赤い上位種。
炎業の妖星
『X』配信クエスト「失われた時を探して」の中ボスとして登場。
ザ・ホール
不思議なツボの中にしまわれた呪いや魔瘴の集合体。
デスマーキュリー
『X』Ver.3.2に登場。青紫色の種類。
ゴールデンディスコ
カラフルな雲をまとった金色のミラーボール。なげきムーンの転生モンスターとして登場。
羨望の闇
占い師のクエストでエゼルの心の中で戦うモンスター。水晶玉のような容姿。
凶なげきムーン
『DQMJ3』に登場。身体の半分がマ素に覆われたなげきムーン。
凶ダークプラネット
『DQMJ3』に登場。身体の半分がマ素に覆われたダークプラネット。
凶マーズフェイス
『DQMJ3』に登場。身体の半分がマ素に覆われたマーズフェイス。
ニードルマン
頭と腕に針を生やした人形のモンスター。
ニードルマン
顔が赤く、胴体が緑のカラフルな人形。『X』で初登場。
スパイクヘッド
寒色系の上位種。
とげジョボー
黄色い上位種。これより上位種はアサシンアタックを使う。
どデカニードル
『X』試練の門（リンジャの塔）に登場する巨大なニードルマン。
ダーティードール
黒い上位種。メダパニーマを使う。
ひとくいドール
特定のクエストボス。赤を基調とした色。
ニードルうさこ
ニードルマンの転生モンスターで、ウサギのような出で立ち。エンカウント率は高めだが、逃げやすい。2014年7月1日 - 2014年8月2日に開催された「ドラゴンクエストXイラストコンテスト」で採用された作品である。
凶スパイクヘッド
『DQMJ3』に登場。身体の半分がマ素に覆われたスパイクヘッド。
凶とげジョボー
『DQMJ3』に登場。身体の半分がマ素に覆われたとげジョボー。
のろいのランプ
ランプの魔物。
のろいのランプ
初登場の『VI』ではランプのまじん、『VII』ではランプのまおうを呼び出す。
エビルポット
『VI』でヒートギズモを召喚する下位種。
まおうのランプ
『VI』で登場。ランプのまおうを呼び出す上位種。赤紫色。
ブドゥのランプ
まじんブドゥを呼び出す上位種。『VII』に登場。
みわくのランプ
『VII』3DS版に登場するトクベツなモンスター。ピンク色の上位種。
グレイビーポット
『VII』3DS版に登場するトクベツなモンスター。蓋のないエビルポット。
ばくだんいわ
強面の笑みを浮かべた岩石のモンスター。
ばくだんいわ
青黒い岩。ゴロゴロ転がり、メガンテで自爆することがある。『III』で初登場。
メガザルロック
色違いモンスター（赤系）。名前の通りメガザルを使うほか、『IX』以降では痛恨の一撃をしてくる。『V』で初登場。
スマイルロック
色違いモンスター（黄色系）だが、特筆する攻撃方法はない。『VII』で初登場。
『X』ピラミッドの秘宝の守護者として強化版の秘宝の魔岩が登場。メガンテで自爆することがある。
のろいの岩
スマイルロックの転生モンスター（青緑色）として『X』で初登場。痛恨の一撃のほか、「はじけとぶ」という自爆技を用いる。
あんこくのいわ
『モンパレ』に登場する真っ黒い亜種。
グレートロック
『ドラゴンクエストヒーローズ 闇竜と世界樹の城』（以下『DQH』）の次元島に登場する巨大な亜種。攻撃はせず、ただ道を塞ぐだけ。
オーロラウンダー
『X』ver.3.2に登場。マッドレインボーのように鮮やかでカラフルな体色。
たこやきいわ
『星ドラ』に登場する近畿地方のご当地モンスター。たこ焼き風のじんめんいわ。「ほな、さいなら」で自爆する。
ビッグバン岩
『X』に登場。巨大なばくだん岩で、メガルーラストーンの出力が大きいため飛ばされた先で戦う。
ギガばくだん岩
『星ドラ』シーズン2で初登場。大きなばくだん岩。
メガンテロック
『X』に登場。魔炎鳥が作り出してくる。
スイカ岩
『ウォーク』夏イベントで登場。スイカのような配色。
キングスイカ岩
『ウォーク』夏イベントで登場。上記のスイカ岩が王冠を被ったような姿。
エル・サンティーア
『ウォーク』に登場。スイカに邪悪な魂が宿った。トロピカルアミーゴの切り込み隊長。
ようがんまじん
頭と手だけを地上に出したような人型のモンスター。『III』で初登場。
ようがんまじん
溶岩モンスター。
ひょうがまじん
氷系の上位種。
あんこくまじん
上位種でステータスは高いが全体攻撃は無い。『IX』で初登場。
ゴールドマン
金色の色違いモンスター。
『III』以外のゴールドマンはゴーレムの色違いモンスター。
がったいまじん
ようがんまじんとひょうがまじんが合体した姿。『ドラゴンクエストビルダーズ アレフガルドを復活せよ』（以下『DQB』）で登場。
はにわナイト
馬に跨がった埴輪の騎士のモンスター。
はにわナイト
馬は火の息を吐く。『IX』で初登場。
ふゆしょうぐん
白い上位種。馬は氷の息、騎士はマヒャド斬りで攻撃する。
ちていのばんにん
赤い上位種。宝の地図の洞窟に登場。
ビッグモアイ
巨大な顔のみの石像モンスター。
ビッグモアイ
灰白色。『VII』で初登場。
ゴードンヘッド
赤色の上位種。
同色の炎の巨人は『VII』エンゴウのボスとして登場。
クラウンヘッド
クラウン（道化師）の風貌をした上位種。『IX』で初登場。
ファラオ・ヘッド
金色でネメス (頭巾)を着用した上位種。『X』のピラミッド第七の霊廟に登場するボスモンスター（あくま系）。
デスタムーア（第3形態）や冥獣王ネルゲルのように、左右の手（ファラオの右手／左手）が独立している。
なげきの魔像
『X』リンジャの塔のボス。赤い顔で表面に黄色い筋が浮いている。
ジェイドマスク
『X』Ver.6.0に登場。翡翠色。
ひとくいサーベル
片刃の剣に命が吹きこまれたモンスター。
ひとくいサーベル
痛恨の一撃を放つ。『IV』で初登場。
しびれだんびら
青い刃の色違いモンスター。
ブラッドソード
赤い刃の色違いモンスター。
ソードマカブル
青と紫色の刃の色違いモンスター。
血染めの魔剣
『ウォーク』に登場。魔界に封印されている6振りの魔剣の1本。
ドリームミミック
立方体のミミック亜種。
ドリームミミック
『X』の王家の迷宮に登場するボーナスモンスターだが、それなりに手強い。
ドラゴミミック
ドリームミミックの上位種で羽が生えている。
ビッグドリームという巨大な上位種もいる。
魔のギフトボックス、死のギフトボックス、闇のギフトボックス
『X』2013年クリスマスイベントで登場したプレゼントボックスそっくりのモンスター。プレゼント（イベントアイテム）を開けると登場するが、イベントモンスターのため弱い。
フォンデュ
丸いつば付きの帽子とマントを羽織ったチーズのモンスター。片手にチーズフォンデュのフォークを持っている。
フォンデュ
黄色い体でイオ系の呪文を使う。『X』で初登場。
くろカビこぞう
暗色系の上位種。闇系の呪文を使う。
モッツァレーラ
フォンデュの転生モンスター。白い体で赤い帽子と緑のマントを着用したトリコロール。手にはカプレーゼのフォークを持っている。エンカウント率は高めだが、逃げやすい。2014年7月1日 - 2014年8月2日に開催された「ドラゴンクエストXイラストコンテスト」で採用された作品である。
フロスティ
『X』ver.3.2のボスモンスター。青い体色で、紺色のナイトキャップをマントを着用しており、先端が雪だるまの杖を持つ。
ケミカルゼリー
『X』ver.3.3で登場。薄い緑色で、ワインレッドのナイトキャップをマントを着用している。
ゴルゴンゾーラ
『DQMJ3』で登場。身体が白く、青緑色の帽子とマント。
カラーフォンデュ
『DQMJ3』で登場。絵筆と水入れを持ち、パレット付きの帽子を被った亜種。様々な色の個体が存在する。
暴魔ゼラチド
ケミカルゼリーが魔障に侵され凶暴化した姿。
チーズきのこ
敵サイドの強化要員。
ヘルクラウド
初出は『VI』に登場したボス。
魔獣ネロスゴーグ
『X』Ver.4.1のボス。時空の狭間から勇者の橋に降り立ったモンスター。見た目は異形獣に似ていて、不死の機械生物である。
魔獣ネロスゴーグ
第一形態。白い体色。
無限獣ネロスゴーグ
ネロスゴーグの第二形態。全身にトゲが生え、尻尾がネロドスの斧のようになった。
ミステリドール
遮光機土偶のような人形に命が吹きこまれたモンスター。
ミステリドール
紫色。『IV』で初登場。
不思議のダンジョンシリーズではトルネコのステータスを下げる特技を使う。
いしにんぎょう
灰色の上位種で、不思議のダンジョンシリーズでも上位互換がある難敵。
どぐうせんし
茶色い上位種。ザラキやラリホーマを使う。
『VII』に登場するどぐう戦士はキラープラスターの色違いモンスター。
うごくせきぞう
『V』幼年時代のレヌール城に登場する中ボス。
シャコウ鬼神
『X』Ver.4.2より実装。ミステリドールの転生モンスター。黒い体色に青の縁取り。
ミミック
宝箱に擬態したトラップモンスター。
ミミック
『III』で初登場。宝箱に擬態し、触れたキャラクターに襲い掛かる。『III』ではザラキを使う。『V』などではみやぶるを使うと中身が逃げていく。
ひとくいばこ
『III』で初登場。色はほとんど変わらない下位種。痛恨の一撃のほか、『V』などではザキも使う。
パンドラボックス
『VII』で初登場した上位種。あまい息が追加されている。
ヘルギフト
3DS版『VIII』で登場した紫色の上位種。
混沌の箱
3DS版『VIII』に登場。パンドラボックスを30体倒すと地図にない島に生息。赤く縁取られた黒い体色。
ゴールデンボックス
『X』のピラミッドで、まれに秘宝の守護者たちにまぎれて登場することがある。
おみくじミミック
『DQMSL』で登場。2015年新春を記念して登場したお正月限定特別クエスト「新春運だめし」に出現する。
ギガ・ひとくいばこ
『XI』で初登場。巨大なひとくいばこ。
ギガ・ミミック
『XI』で初登場。ギガ・ひとくいばこの上級種。
ギガ・パンドラボックス
『XI』で初登場。
ブラックボックス
『モンパレ』の連盟指令に登場。
おたからミミック
『ウォーク』に登場。倒すとふくびき補助券などがもらえる。「銀」「金」「虹」の3種がおり、種類によって獲得枚数が違う。
メイデンドール
下半身が鳥籠になっている女性型の人形。『XI』で登場。
メルトア
『XI』絵画世界のボス。緑髪で紫のドレス。
メイデンドール
金髪で赤いドレス。
オカルトビスク
黒髪で銀色のドレス。メイデンドールの転生モンスター。
セイレーンゴースト
緑髪の青いドレス。
デスマドモアゼル
茶髪で緑と黄色のドレス。
ゾーマズレディ
3DS版『XI』に登場。ゾーマの体色。???系。
やみしばり
磔にされた人間がモンスターと化したもの。
やみしばり
カーキ色のフードを着ている。あやしいひかりで相手を眠らせる。『X』で初登場。
『X』ピラミッドの秘宝の守護者として強化版の秘宝の使い魔が登場。敵を弱体化、仲間を強化する呪文を使う。
アサシンブラッド
赤い上位種。さみだれうちや痛恨の一撃も出してくる。
サンダーシャウト
黄色い上位種。ジゴスパークを使う。
めいふのばんにん
暗色系の上位種。ドルマドンやザラキーマを使う。
ゴーストベリー
やみしばりの転生モンスター。赤、ピンクを基調とした明るい色合い。
黒怨王
真っ黒い上位種で、踊り子クエストのボス（エレメント系）。読みは「こくえんおう」。
ランタンこぞう
一つ目の顔がついたランタン。『XI』で初登場。
ランタンこぞう
紺色の体色。
おにびドングリ
茶色の体色で、頭頂部は緑。
クリオネオン
白い体色で、水色の炎。
カーニバライト
黄色い体色で紫の炎。
じごくのおくり火
赤い体色で緑の炎。
リンリン
巨大なベルの形をしたモンスター。
リンリン
なかまを大量に呼ぶ。『VIII』で初登場。
マージリンリン
なかまよびなどで8体揃うと「レベルアップの曲」（呪文が使えるようになる）などを奏でる。
アイスチャイム
なかまよびなどで8体揃うと「レベルアップの曲」や「死の曲」などを奏でる。
ワイルドフォビズム
一つ目の額縁と鎖を帯びた絵のモンスター。なかま呼びで特定のモンスターを召喚する。
ワイルドフォビズム
ゴシック式ナイフという攻撃やバイキルトを使う。『X』魔幻宮殿の中ボス。
エビルキュビズム
ロココ調のクサリという攻撃やメダパニーマを使う。『X』魔幻宮殿の中ボス。
ダークレアリズム
「ロマネスクなカラー」で相手を一定時間ドロヌーバに変化させる。『X』魔幻宮殿の中ボス。
わらいぶくろ
笑みを浮かべた袋のモンスター。
わらいぶくろ
初登場の『III』ではゴールドを多めにもっている。
トルネコシリーズでは主人公からゴールドを盗んで同じ階の別フロアにワープする。
おどるほうせき
周りに宝石類が浮いている上位種。見た目どおりゴールドは全般的に多め。
『VII』ではトラップモンスター（壁にぶら下がった袋に擬態）としても登場。
スウィートバッグ
ピンク色の上位種で、宝石の代わりにお菓子を浮かべている。『X』『XI』ではわらいぶくろの転生モンスターとして、『VII』3DS版ではトクベツなモンスターとして登場。
『X』ではメダパニダンス、『VII』ではザラキ、あまいいきといったいやらしい攻撃をしてくる。
ふくぶくろ
アイテムを落としながら逃げるお得なモンスター。『テリワン3D』で初登場。
プレゼントぶくろ
『DQMSL』で登場。期間限定クエストの「聖なる夜の祭典」に出現する。

## マシン系
機械系のモンスター。他系統に比べて種類が少なく、モンスターズシリーズでは物質系に分類される。代表的なモンスターにキラーマシンがいる。
ウルベア魔神兵
『X』の中ボスとして登場する古代ウルベア帝国の機械兵器。右手に斧、左手から暗黒魔力砲を発する装置を持つ。
上半身が回転する回転斬り、ガレキ落としといった範囲攻撃を行うが、古代兵器であるため時々「機能テイシ」（守備力低下するが、「サイキドウ」で回復する）することがある。
古代ウルベア魔神兵
Ver.4.3のシナリオで登場。倒しても次々と援軍がやって来る。
魔神兵ゼェード
Ver.4.3のシナリオで登場。背中に大砲を搭載したウルベア魔神兵の亜種。
怒れる魔神
キュロノスに過去干渉されたリウ老師が呼び出すモンスター。
悪神 三闘士
Ver.6.1のシナリオで登場。ドワーフの英雄であるカブとナンナとドルタムが融合した姿。
コアキーパー
『星ドラ』シーズン2後半のボスで、赤と黒の配色。惑星クラウドのコアを守護している。
覚醒機兵グレグベア
『星ドラ』ギガバトルイベント「星盤の迷宮」に登場。紫と黒の配色で、体中が水晶で覆われている。
からくりエッグ
二足歩行でタマゴ形の機械。倒すと中に入って操縦できる。『XI』で初登場。
からくりエッグ
黄色の体色。
パールモービル
白の体色。
キラーポッド
キラーマシンのような体色。
グレイトボンバー
紫の体色に斑模様。
キラーマシン
右手に剣、左手にボウガンを持ち、モノアイと四本足が特徴のロボット兵。
キラーマシン
胸部と肘膝が水色で、頭部や肩腰が紺色。1ターンに2回攻撃する。『II』で初登場（初出時はキラーマシーン）。『II』のキラーマシンは守備力がかなり高く、なかなかダメージを与えられなかっただけでなく、こちら側の呪文も一切受け付けなかったが、シリーズを重ねるに連れ、機械系ということもあり、雷属性の呪文に対して弱くなっている。
メタルハンター
グレーシルバー系の下位種だが、メタル斬りなどメタル系モンスターを狩る能力を後付けで取得している。初登場の『II』では剣を持っていない。また、『IX』ではクエストにも登場する。
『X』のピラミッドには秘宝の守護者として秘宝のガーディアンが登場する。
デュランダル
黒と緑のボディが特徴の上位種。『X』で初登場。
ある戦い好きの大魔族が自らの練習相手とするため作らせたという機械兵士。
メギドロイド
黒と赤の暗いカラーリングが特徴の上位種。『X』で初登場。
ラストキラーマシン
赤系ボディの強化版（頭や肩が暗めの配色）。1ターンに3回攻撃する。『少年ヤンガス』に登場。
タイプG
赤系ボディの強化版（胴体が暗めの配色）。『X』および『イルルカ』で、キラーマシンの転生モンスターとして登場。
伐採マシン
『X』のレンジャークエストに登場するキラーマシンの改造版。ボディは緑系の保護色。
さらに強化された伐採マシン改も登場。
大伐採マシン
『モンパレ』の連盟指令に登場する。ボディは緑系の保護色。
伐採マシンの強化版。
キラーマシンライト
量産化のために装甲を薄くした下位種。攻撃回数は1 - 2回。ボディは薄い青緑色に紫系の差し色を配したメタリック。『DQMSL』で初登場。
金キラーマシン
『モンパレ』に登場する金色のキラーマシン。
しゅぎょうマシン
『星ドラ』に登場する四国地方のご当地モンスターで、修行僧のような格好をしている。
バイオキラー
『X』のアストルティア防衛軍で登場。メギドロイドに近い配色でモノアイが紫色をしている。
キラーマシン・雲
『星ドラ』に登場。濃い緑色とライトグリーンの色を配したキラーマシン。
キラーベンダーマシン
『ウォーク』に登場。サントリーとのコラボイベントで登場しており、全体的に色が青く胸部が自販機、背中にBOSSのマークが描かれている。
デビルウェポン
『トレジャーズ』に登場。紫の体色。
モビルオニキス
『トレジャーズ』に登場。オニキスの身体を持つ希少種。
ペコット
声 - 兎田ぺこら
『トレジャーズ』に登場。兎のマフラーを巻いたキラーマシン。モデルはホロライブ所属のバーチャルYouTuber兎田ぺこら。トレジャーズ担当Pの独断で追加された。
キラーピッチングマシン
『ウォーク』パ・リーグコラボで登場。「P」と書かれた帽子を被っている。
キラースロットマシン
『ウォーク』に登場。「ボーナスダンジョン」のボスモンスター。
キラーマシン2
脚部がなく、空中に浮遊するタイプのキラーマシン。
キラーマシン2
右手に剣、左手にメイスを持ち、尻尾がボウガンとなった新型。『VI』で初登場。
キラーマジンガ
キラーマシン2の上位種だが、カラーはメタルハンターと同系。『VI』で初登場。『X』で。
マジンガ先生
『X』で登場。教練バトルで戦う。
キラークリムゾン
赤いキラーマシン2。『モンパレ』で初登場。
メガクリムゾン
大型のキラークリムゾン。
キラークリスマス
サンタクロースカラーで通常版は両手にチキンを持っている。『X』のクリスマスイベントで登場。
古代文明の兵器
『星ドラ』期間限定イベントで登場。白い体色に青いラインが入っている。
キラーシーカー
キラークリムゾンの下位種で、くすんだ黄色い体色。『DQMSL』に登場。
特攻隊長メガース
『X』のアストルティア防衛軍で登場。紫色をしたキラーマシン2。中ボス格の魔物。
マレドロイド
『星ドラ』シーズン2後半で戦うマレドーのお供。オレンジ色で、右手にハンマーを持つ。
キラーマシン3
キラーマシン3
右手にボウガン、左手に斧を持った新型で、下半身はスカート状。『DQMB』で初登場。
ヘビーマジンガ
キラーマシン3の上位種で、黒い体色。『DQMSL』で初登場。
スーパーキラーマシン
スーパーキラーマシン
前の二本の手にそれぞれ剣、後の二本の手にそれぞれボウガンを持った巨大なキラーマシン。『DQMB』で初登場。『IX』『X』での表記はSキラーマシン。
ゴールドマジンガ
金色のスーパーキラーマシンで、防御力が高い。『IX』で初登場。
ファイナルウェポン
黒色のスーパーキラーマシンで、キラーマシン系統最上位種。どのステータスも非常に高い。『IX』で初登場。
Sキラーマシンライト
キラーマシンライトが転生した姿。模様はゴールドマジンガと同じ。『DQMSL』に登場。
スチームキラーマシン
蒸気機関をモチーフにしたスーパーキラーマシンで、Sキラーマシンライトが新生転生した姿。ニコニコ静画で行われた『ドラゴンクエストモンスターズ スーパーライト モンスターデザインコンテスト』で堀井雄二賞を受賞した作品。
古代文明の超兵器
『星ドラ』期間限定イベントで登場。白い体色に青いラインが入っている。
紫炎の滅機将シュバ
『X』のアストルティア防衛軍で登場。紫色をしたスーパーキラーマシンで、方の先端に刃が付いている。手に持っている剣の片側が波状になっている。
キラーホイール
『X』Ver.5.0ストーリーで登場するボス。オレンジの体色に重機のようなデザイン。
エリュトロン
『ドラゴンクエスト どこでもモンスターパレード』(以下『どこパレ』）で初登場した赤いスーパーキラーマシン。
ドラゴンマシン
赤いボディが特徴のドラゴン型のマシン。『DQMCH』で初登場。
サージタウス
腕を4本、馬のような足を4本持ついて座（サジタリウス）のようなスタイルのキラーマシン。
サージタウス
『DQMJ2』で初登場。本編では遺跡の番人として君臨する。
シルバリオン
銀色のサージタウス。『DQMSL』で初登場。
ジュラシックロイド
ジュラシックロイド
『X』Ver.4.3で登場。恐竜の姿をしたマシン。名前は大阪ひらかたパークで開催されたイベントでの一般公募で決定した。
プラチナサウルス
銀色の体色。Ver.4.4で再登場。
スロットマジーン
スロットマシンのモンスター。『XI』で初登場。スロットマシンに化けたトラップモンスターとしても登場。
スロットマジーン
紫色の体色。
クレイジーボーナス
青色の体色。
ジャックポッター
赤色の体色。
ミリオンゼニー
ジャックポッターの転生モンスター。金色の体色。
プロトキラー
背中に蒸気機関のようなものを背負い、右手に棍棒、左手に斧を持つロボット兵。
プロトキラー
色調はキラーマシンに近い。『VII』で初登場。
からくり兵
プロトキラーと同色。さみだれ剣などを使う。『VII』で初登場。
ポンコツ兵
からくり兵の色違い。『VII』で初登場。
ベテラン兵
両手に剣を持った上位種。『VII』3DS版で初登場。
レッドハンター
からくり兵の色違い。『VII』3DS版で初登場。
メタルクラッシャー
濃い銀色の上位種。『DQMSL』で初登場。
たけやりへい
槍を持った足軽風のロボット兵。
たけやりへい
緑の具足。『X』で初登場。
とうろうへい
黒い具足。これより上位は自爆（陣笠が脱げ、頭頂部にあらわとなったパトライトが点滅する）する。
からくりだいみょう
紫の具足。仲間を呼んだり、からくりしょうぐんに呼ばれたりする。
エビルチクリン
赤黄緑のカラフルな具足。
からくりしょうぐん
金色の具足。怪蟲アラグネ強のお供としても登場。
ふゆぐんそう
寒色系の具足。『X』2014年春イベントクエストの中ボスとして登場。
アラッドこぶん
『星ドラ』のギガバトルイベント「魔神獣と絶望の凶星」に登場。覚醒蟲アラッドの取り巻き。ブルーカラーで、身体の一部が結晶化している。
ヘルカッチャ
両手に大きな角のような剣を持ち、腰簑を付け、胸部にも目と口があり、ブレスを吐く機械仕掛けの魔物。『XI』では倒すと乗り込んで操縦できる。
ヘルカッチャ
紺系のボディで胸が赤い。しゃくねつ、かがやく息を吐く。『X』で初登場。
ルバンカ
茶色い下位種。サンドブレスや激しい炎を吐く。
バロンナイト
闇のブレスや、呪いのきり、暗黒のきりを使う。
『X』のピラミッドには秘宝の守護者として秘宝の機工獣が登場する。
バトルシェイカー
『X』「魔法の迷宮」のボス。両手にマラカスを持ち、ちからためでテンションアップをする。
1000年前の世界では楽将バトルシェイカーとして戦うことになる。
証人ラディスオー
『X』ヴェリナード外伝クエストのボス。頭や肩が赤い。
ルゲティー
『星ドラ』サブクエストローデンケープのボス。体が紫で武具が虹色をしている。
メタッピー
丸っこい身体を持つ機械仕掛けの鳥。『X』では顔や足を体に格納した状態で転がっていることが多い。
メタッピー
黒地に赤のトサカと尾。『VIII』で初登場。
ガチャコッコ
白地に青のトサカと尾。バードカッターを使う。『VIII』で初登場。
アイアンクック
黒地に緑のトサカと尾。バードスラッシュと自爆ダンスを使う。『VIII』で初登場。
ファイアボール
黄地に赤のトサカと尾。下位種が使うとくぎやメラストームを使う。ガチャコッコの転生モンスターとして『X』に登場。
レプティリア
黒地に白のトサカと尾（羽の関節部分は青）。強力な特技を駆使する。『X』の月世界で中ボスとして登場。
お茶コッコ
『ウォーク』「Coke on」コラボに登場。「綾鷹」を持ったガチャコッコ
メタルドラゴン
機械仕掛けで四足歩行型のドラゴン。周囲の敵をふみつける。外伝作品では物質系（ゲームボーイ版モンスターズ）やドラゴン系（『少年ヤンガス』、『DQMJ』以降）に分類される。
メタルドラゴン
シルバーメタリックのドラゴン。『V』で初登場。
メカバーン
金色の上位種。『V』で初登場。
ファラオ・ルドラ
『X』ピラミッド第6の霊廟ボス。金色のボディだがジョイント部分は緑。これより上位種はミサイルを発射する。ドラゴン系に分類される。
ゼドラゴン
赤銅色の上位種。『X』試練の門（ゼドラ洞）に登場する。
ダークネビュラス
黒い最上位種。桁外れの力を持つ。『X』のピラミッドに登場する。
諸刃の鋼竜
シルバーメタリックの上位種。『X』の配信クエスト「失われた時を探して」に登場。
ドラゴントイズ
『XI』で登場するメタルドラゴンの転生モンスター。カラフルな体色。
ピサロバーン
デスピサロの力を得たメカバーンで、追憶の神殿の番人。緑色で腹部にも顔がある。???系。
凶メタルドラゴン
『DQMJ3』に登場。身体の半分がマ素に覆われたメタルドラゴン。
凶メカバーン
『DQMJ3』に登場。身体の半分がマ素に覆われたメカバーン。
管理端末Q484
『X』のver3.3の中ボス。闇の領界における楽園の悪魔の正体。
労魔デスワーク
『X』の遊び人クエストのラストボスでキャラクター、パイセンの人格の一つ。
自動人形ドミネウス
『X』のバージョン4.0のエテーネ王宮御前広場で戦うボス。ドミネウス王の体格、性格をコピーしたエテーネ王宮の秘宝。

## ゾンビ系
アンデッドモンスター。代表的なモンスターにくさったしたいやがいこつがいる。
アンデッドマン
盾と剣を持った骸骨の剣士。
アンデッドマン
青い鎧と盾を持つ。『II』に登場。
スカルナイト
深紅の鎧で黄ばんだ骨。ルカナンを唱える。
ハーゴンのきし
紫の鎧で水色の骨。2回攻撃をすることがある。
黄金兵
全身金色。『XI』で登場。
鉄鬼軍王キラゴルド配下の金色のアンデッドマン。正体はバイキングたち。キラゴルド撃破後は人間に戻る。
ニズゼナイト
緑色。『XI』で登場。
がいこつ
いわゆるスケルトンだが服を着ている。
がいこつ
『I』および『VII』3DS版（トクベツなモンスター）では素手、『VIII』以降では剣を持っている。
しりょう
がいこつの上位種で素手。『I』および『VII』3DS版（配信クエストのボス）に登場。
しりょうのきし
『I』から剣を持っている上位種。ホイミ（『IV』以降はベホイミ）を使う。『VIII』での表記は死霊の騎士。
かげのきし
真っ黒な姿をした上位種。『VIII』での表記は影の騎士。
がいこつけんし
『IV』や『トルネコ2』『トルネコ3』に登場。しりょうのきしの下位種。『VII』3DS版ではトクベツなモンスターとして登場。
しにがみ
『IV』で登場する上位種。『II』『IX』に登場するしにがみはゆうれいの色違いモンスター。
バイキングソウル
海賊の角兜を被った上位種（しりょうのきしよりは下位）。骨が赤い。『X』で初登場。
『X』ピラミッドの秘宝の守護者として強化版の秘宝の先兵が登場。
下級亡霊兵士
『X』メギストリス外伝クエストで登場。赤っぽい服を着ている。
追憶のがいこつ
3DS版『VIII』に登場するセピア色の上位種で、追憶の亡霊が使い魔として召喚する。
コンキスタグール
『X』Ver.4.1に登場。青と紫を基調とした色合いのバイキングソウル。
がいこつけんし
六本の腕にそれぞれ剣を持ち、甲冑をまとった骸骨の剣士。
がいこつけんし
『III』で初登場。紫の鎧。
じごくのきし
やけつく息を吐く上位種。褐色の骨に灰色の鎧。『III』に登場。
『ダイの大冒険』でヒュンケルを育てたバルトスが、じごくのきしであった。
ソードイド
紫の骨と緑色の鎧の上位種。『III』に登場。
デーモンソード
『III』リメイク版に登場する上位種。
クイーンマチルダ
3DS版『XI』に登場。褐色の骨にピンクの鎧。
 倒すと人間に戻る。
がいこつへい
鎧を着て槍を持った骸骨の兵士。
がいこつへい
緑色の鎧。『V』、『VII』3DS版、『IX』に登場。
しにがみへい
銀色の鎧を着た上位種。『V』、『VII』『IX』に登場。
ゾンビナイト
金色の鎧を着た上位種。毒攻撃を行う。『V』『IX』に登場。
ゾンビソルジャー
金色の鎧を着た上位種。さまざまな状態異常になる攻撃をくりだす。『VII』『IV』リメイク版に登場。
カプリゴン
山羊の頭を鳥の死体に融合させ、鎧のようなものを着けた鳥の魔物。
カプリゴン
『DQMJ2P』で初登場。黒い翼の金色の鎧。
ブラストクロウ
『DQMSL』で初登場。やや薄い緑色の翼の銀色の鎧の上位種。
くさったしたい
ぼさぼさ頭で右目がつぶれ、よだれを垂らしているゾンビ。
くさったしたい
『II』で初登場し、ナンバリング作品では『IV』のみ敵モンスターとして登場しない。『VI』ではポーズが少し違う。『DQB』2章では？？？名義で登場。3DS版『VIII』では追憶の亡霊が召喚する使い魔として、セピア色の上位種の追憶のくさった死体が登場する。
『X』ピラミッドの秘宝の守護者として強化版の秘宝の亡者が登場。
グール
上位種。『II』『III』、『VII』3DS版、『VIII』『X』に登場。『DQB』2章では一体のみなぞのモンスターという名前で登場する。
リビングデッド
『II』では下位種、『V』『VI』『VII』『X』では上位種として登場。
どくどくゾンビ
毒攻撃を使う上位種。『III』で初登場。
ポイズンゾンビ
『VI』月鏡の塔のボス。
エテポンゲ
『VII』に山賊四人衆のひとりとして登場。
『テリワン3D』では配信モンスターとして登場。
マッドスミス
『X』および『イルルカ』に くさったしたいの転生モンスターとして登場。髪の毛がピンクで眼が赤い。
なぞなぞンビ
本『ドラゴンクエストなぞなぞブック なぞなぞーマからの挑戦状』に登場したオリジナルキャラクター。
くさったしたいに似たモンスター。オデコの「?」が特徴。
黒騎士レオコーン
馬に跨がった騎士の亡霊。
黒騎士レオコーン
『IX』で登場する中ボス。黒い鎧。
メリア姫を探している。
最終的には、主人公とフィオーネの助力もあり、未練を断ち切って成仏する。
ブラッドナイト
『IX』宝の地図の洞窟のボス。赤い鎧。
灼爍天ブレア
『ウォーク』に登場。紫がかった鎧。
ゴースト
つばの広い帽子をかぶって舌をだした幽霊。『X』ではシンボルがうっすらとしか見えないが、「オカルトメガネ」をかけると見えるようになる。
ゴースト
オレンジ色で紫の帽子。『I』『V』『X』に登場。
メトロゴースト
紫色の上位種。ドルクマを使う。
ヘルゴースト共々『X』で9作ぶりの登場のあと、『VII』3DS版のトクベツなモンスターとして登場。
ヘルゴースト
深緑色の上位種。
『X』ピラミッドの秘宝の守護者として強化版の秘宝の亡霊が登場。メダパニーマやドルマドンを使う。
メタルゴースト
『DQMSL』に登場。全身がメタルボディに変化した奇跡のゴースト。
ハロウィンゴースト
『モンパレ』に登場。
キョンシーゴースト
『X』バージョン5.0から登場。ゴーストの転生モンスター。
ヤタイゴースト
『ドラゴンクエストタクト』（以下『タクト』）に登場。麦わら帽子を被り、法被を羽織りサングラスをかけたヘルゴースト。
しにがみきぞく
馬に跨がった骸骨の騎士。
しにがみきぞく
青い馬にまたがっている。『IV』で初登場。
ボーンナイト
茶色い馬にまたがった下位種（『VIII』のみ上位種）。『VII』のみボーンライダー（緑色の服）が登場、『VIII』以降はボーンナイトが茶色い馬にまたがった緑色の服の騎士になっている。
グレートライドン
赤い馬に乗った上位種。『X』3DS版『VIII』ではグレイトライドンになっている。
『X』ピラミッドの秘宝の守護者として秘宝の突撃兵が登場。
シャドーノーブル
赤い服を着て黒い馬に乗った上位種。『X』では しにがみきぞくの、『イルルカ』ではボーンナイトの転生モンスターとして登場。
アシュバ公爵
PS版『IV』以外のグレートライドンと同色の上位種。『モンパレ』に登場。
突撃隊長デスタン
『X』アストルティア防衛軍に登場。蒼怨の屍獄兵団の一員。全体的に青い。
しのどれい
鉄球の付いた足枷を付け、片手に大きな骨を持ったゾンビ。
しのどれい
カーキ色の服。『VI』で初登場。
『X』ピラミッドの秘宝の守護者として強化版の秘宝の従僕が登場。
『X』Ver.5.0のデスマスターのクエストではガテリアの亡者が登場。
どれいへいし
青い服を着た上位種。
ボーンプリズナー
オレンジの服を着た上位種。
じごくのもんばん
『VI』ムドーの城に一体だけいるモンスター。
『IV』『X』に登場するじごくのもんばんはベレスの色違いモンスター。
ろうごくのぬし
紫色の服を着た上位種。『X』で初登場。
上級亡霊兵士
『X』メギストリス外伝クエストで登場。紫の服を着て骨が赤い。
デッドボーン
『X』アストルティア防衛軍に登場。蒼怨の屍獄兵団の一員。全体的に青い。
パイレーツプリズナー
『ウォーク』に登場。仲間を裏切り自由をうばわれた海賊のなれの果て。
邪神ヴァニタトス
上半身だけの大柄の骸骨。
邪神ヴァニタトス
『X』Ver.5.5前期メインストーリーに登場するボス。
ゾンビーアイ
血走った目玉が飛び出たモンスター。
ゾンビーアイ
『VII』に登場。青色。
マンイーター
『VII』に登場。
グロン
『VII』に登場。桃色。
デスクリーチャー
『VII』に登場。緑色。
ブロブロス
『VII』に登場。
ゾンビーミラー
3DS版『VII』に登場。
デッドエンペラー
デッドエンペラー
『V』に登場。白いローブに紫のマントをはおった皇帝のゾンビ。頭には冠をかぶり、杖を持っているが、肉体は朽ちて髑髏の顔になっている。
ワイトキング
『V』に登場するデッドエンペラーの上位種。『DQM1』、『DQM2』、『DQMCH』にも登場する。
『VIII』以降のワイトキングとは若干デザインが異なる。
どくろ大臣
白い肌に衣装。青いマント。『XI』で登場。系統最下位種。
イモータルパール
『トレジャーズ』に登場。パールカラーの希少種。
デュラハーン
顔がある盾とフレイルを持った首の無い戦士。
デュラハーン
『VIII』で初登場。
スケアフレイル
『VIII』の闇の世界のモンスター。
ヘルガーディアン
赤い鎧の上位種。『VIII』に登場。
『IX』に登場するヘルガーディアンはギリメカラの色違いモンスター。
デュラハンナイト
馬に乗ったデュラハーン。『XI』で登場。
デュラハンナイト
系統最下位種。
ファントムシャドウ
馬に乗ったスケアフレイル。
ゾンビ師団長
ファントムシャドウと同色の中ボス。
ヘルオーディン
馬に乗ったヘルガーディアン。
ナイトリッチ
鎧を着て剣と盾を持った、がいこつの戦士。
ナイトリッチ
ピンク色の鎧。『VII』で初登場。
マチルダ
『VII』に登場。
ウッドパルナ村におけるエピソードのボス。
ナイトキング
青色の上位種。
ヴァルハラー
紫色の上位種。『IX』に登場。
ぬけがらへい
槍と盾を装備した空洞の鎧。『VI』で登場。
ぬけがらへい
黒い鎧。
さまようへいたい
赤い上位種。
ろうごくへい
ぬけがらへいと同色だが、DS版VIでは灰色。
執行補佐兵士
『星ドラ』シーズン2のボスの取り巻き。白い鎧で、盾と槍のデザインが違う。
バンパイア
『III』に登場。見た目どおりの吸血鬼のモンスター。
バンパイア
夜に登場することが多い。
こうもりおとこ
夜に登場することが多い下位種。
バーナバス
夜に登場することが多い上位種。
バットン
『スラもり』に登場する。
ぼうれい剣士
マントと剣だけの幽霊。
ぼうれい剣士
青緑のマント。『VIII』で初登場。
ソードファントム
赤紫マントの上位種。
『X』ピラミッドの秘宝の守護者として秘宝の剣魔が登場。
ダークナイト
青紫マントの上位種。
『X』ピラミッドの秘宝の守護者として秘宝の剣鬼が登場。
シルバーマント
白銀マントの上位種。『X』で初登場。
ゴールドマント
シルバーマントの転生モンスターとして『X』に登場。金色のマント。
滅びの悪夢
『X』夢幻編に登場。青白いマント。
けさぎりクローク
『X』アストルティア防衛軍に登場。蒼怨の屍獄兵団の一員。濁ったブルーグレーのマント。
ボーンバット
コウモリの体を持つしゃれこうべ。ドラキーの成れの果てという説もある。
ボーンバット
紫の羽。『X』で初登場。
チャームバット
ピンクの上位種。
ほねコウモリ
赤い羽の上位種。
コープスフライ
水色の上位種で、苔が生えている。
ほねリーダー
ほねコウモリの転生モンスターとして『X』に登場。全体的に赤い。
ザ・ボーンズ
『X』魔法の迷宮でザ・ボーンズコインまたは強・ボーンズコインを供えると登場する5色のボーンバット系モンスターたち。
スカルキー
『X』アストルティア防衛軍に登場。蒼怨の屍獄兵団の一員。青黒い。
ボーンファイター
鎧を着て、四本の腕それぞれ（右上が斧、左上が刺付き棍棒、下の左右それぞれが剣）に武器を持ったゾンビ兵。
ボーンファイター
『VI』で初登場。1ターンに2回行動する。
『X』ピラミッドの秘宝の守護者として強化版の秘宝の魔戦士が登場。
まおうのつかい
『VI』のイベント戦闘で登場。『X』では冥王の心臓などで登場。
ヘルクラッシャー
『VI』では下位種だが、『VIII』『X』では上位種。焼けつく息や眠り攻撃も行う。
暗黒の使い
『VIII』暗黒魔城都市の中ボス。3DS版には追憶の回廊のボスとして強化版の追憶の使いが登場。
災厄の尖兵
『X』神話篇の中ボス。まおうのつかいと同色。
アスラ王
ボーンファイターの転生モンスターとして『X』に登場。1ターンに3回行動する。
大罪の亡霊
『X』特定クエストのボス。装飾が豪華になっており、後ろの腕の武器が両方共杖。
魔星王のつかい
『星ドラ』に登場。赤い鎧に緑色の肌。
亡霊レブロ
『X』サブクエスト「新たな武器をこの手に」のボス。鍛冶技術を守るために戦う。
氷獄の将軍
『DQMSL』に登場。白い毛皮のフードおよびマントを羽織っている。
魔戦士サイフォン
杖をついた小柄な骸骨。
魔戦士サイフォン
『テリワン3D』に登場。緑のローブに茶色い体色。
マレドー
『星ドラ』シーズン2に登場。白いローブにピンクの体色。
マッドフィンガー
地中から手だけを出したモンスターで、爪が長く女性的な手をしている。
マッドフィンガー
土色。『X』で初登場。
てまねきリング
緑色の上位種（物質系）。
クリスタルハンド
水色の上位種。
ウィッチネイル
紫色の上位種。
マドハンド
地中から手だけを出したモンスター。『VIII』および『X』ではゾンビ系だが、『モンスターズ』シリーズでは物質系に、『少年ヤンガス』では植物系に分類されている。
マドハンド
土色。『II』で初登場。
ブラッドハンド
赤い上位種。なかまよびで強力なモンスターを呼ぶ。
『VI』や『トルネコ2』での名称はブラッディハンド。
メタルハンド
『III』GBC版に登場。
ブラックハンド
『モンパレ』に登場。黒い上位種。
ギガハンド
『テリワン3D』で初登場。巨大なマドハンド。
マグマハンド
『ビルダーズ』に登場。ようがんまじんの巨大な腕で溶岩の塊を投げつけてくる。
アイスハンド
『ビルダーズ』に登場。ひょうがまじんの巨大な腕で大きな氷の塊を投げつけてくる。
マジックハンド
『X』のサブクエスト「エテーネ王国軍人たる者」で、辺境のほら穴に出現するボスモンスター。
オイリーハンド
『トレジャーズ』に登場。オイルの身体。
アクアトラップ
『トレジャーズ』に登場。青い体色。
ベノムフィンガー
『トレジャーズ』に登場。紫の体色。
魔王の巨腕
『ウォーク』に登場。腕だけになった魔王が動き出した姿。紫色で???系。
ミイラおとこ
全身包帯だらけのゾンビ。
ミイラおとこ
『II』で初登場。
『X』ピラミッドの秘宝の守護者として秘宝の番人が登場。
マミー
上位種。
ブラッドマミー
赤い上位種。『VIII』で初登場。
悪鬼丸
青い包帯で、ちょんまげを結った上位種。『X』で登場。
Ver.5.0のデスマスターの職業クエストは死霊兵クロマゲが登場。
リボン男
包帯の代わりに全身にリボンを巻いている3DS版『VIII』に登場。
サンタミイラ男
『DQMBS』のクリスマスイベントに登場。サンタの帽子を被ったミイラ男。
むくろカサゴ
髑髏の顔を持つカサゴ。
むくろカサゴ
『X』Ver.6.1で初登場。青紫色の体色。
冥骸魔レギルラッゾ
背中と両腕に盾を装備した大柄の骸骨。『X』Ver.4.1で初登場。
冥骸魔レギルラッゾ
薄紫の体色に青いズボン。聖守護者の闘戦記のボス。
死霊兵ガテリアン
緑色の体色。Ver.5.0のデスマスターの職業クエストで登場。
ダークパラディン
Ver.5.3より登場するザコ敵。白い骨で青い盾に赤い靴。
厄魔ポヴァディウス
Ver.6.0のボス敵。焦げ茶色。
グリーンボーン
Ver.6.1のザコ敵。緑の縦に黄色い体色。
冥府の屍騎
白骨化した馬に乗った首の無い騎士。髑髏のメイスと盾を持ち、盾は別の部位として扱われる。
冥府の屍騎
『星ドラ』期間限定イベント「常闇の冥館」のボス。
ゆうれい
フードを被ったモンスター。
ゆうれい
青いフード。『II』『IX』および不思議のダンジョンシリーズに登場。
しにがみ
黄色いフードで鎌を持った上位種。
『IV』に登場するしにがみはがいこつの色違い。
スカルマスター
桃色のフード。『少年ヤンガス』に登場。
ゆうれい船
『テリワン3D』に登場。ゆうれい船長が操る船。
ゆうれい船長
幽霊となった海賊の船長。
ゆうれい船長
『V』に登場。
キャプテンクック
『V』に登場。ゆうれい船長の色違い。
キャプテン・クロウ
『VIII』に登場。伝説の海賊王。
妖剣士オーレン
二降りの大剣を持った骸骨剣士。
妖剣士オーレン
『X』に登場。グレン城下町のストーリーボスとして登場する。
がいこつ
妖剣士オーレンの部下が魔瘴で魔物化したもの。
最終戦直前に、オーレンが魔瘴を消し去るグロリスの雫をふりかけたため、魔瘴の力で魔物になった彼らは浄化されそのまま成仏した。
月夜の将
『X』に登場。全体的に黒い。王家の迷宮地下11階のボスとして登場。
封魔フォーゲル
『X』に登場。レベル96解放クエストのボス。衣服は白黒で、頭部には何も被っておらず骨は褐色。両手に持つ剣は同じ。
陰果の罪業
『X』のキャラクターファイルヨイ編のボス。ヨイの影から体に入る所を陽衆アサヒに邪魔されて阻止された。
蒼怨の武骸将デゾス
『X』アストルティア防衛軍に登場。蒼怨の屍獄兵団のボス。青い鎧で、両手に斧を持っている。
蒼怨の邪骨将マッゼ
『X』に登場。蒼怨の屍獄兵団のボス。青い鎧で、両手にメイスを持っている。
スデーロン
『星ドラ』シーズン2のボス。宇宙政府上級執行官の候補。赤い骨に白い服と紫の鎧。
屍騎軍王ゾルデ
『XI』デルカダール城のボス。オーレンとは衣装が大きく異なる。
屍騎軍王ゾルデ・影
屍騎軍王ゾルデの影が実体になったもの。
憎悪の剣鬼
『XI』ネルセンの試練のボス。
機甲剣士ディレス
『DQSB』に登場。機械のような外見をしている。
なげきの亡霊
法衣を着て錫杖を持った高位のゾンビ。
ワイトキング
『VIII』 で初登場。バギクロスを使う。
『V』にもワイトキングが登場するが、そちらとは若干デザインが異なる。
デスプリースト
青系の法衣を着た上位種。
なげきの亡霊
紫の衣装。『VIII』では旧修道院跡地のボスとして登場。3DS版では追憶の回廊のボスとして強化版の追憶の亡霊が登場。
『X』では通常モンスターとして登場する。
ロードコープス
『IX』で宝の地図の洞窟に登場する上位種。
パルカラス亡霊王
『X』メギストリス城外伝クエストのボスとして登場する色違いモンスター。前垂れは黒で、法衣は朱色、マントは黄土色。フォステイルを激しく逆恨みしている。
最後はフォルテイルに全て負けていたことを知り、成仏する。
ファラオ・デス
『X』ピラミッド第一の霊廟のボスとして登場する色違いモンスター。前垂れは茶色で、法衣は暗い紫、マントは赤紫で、帽子や杖は金色。
死の悪夢
『X』夢現篇に登場。緑色。
強奪王ブンドルド
身体の半分がマ素に侵食されたワイトキング。『DQMJ3』に登場。
フェルノーク王
『DQH2』に登場。王冠を被ったワイトキング。
ダラル王に操られていた。
その後はモンスタレアの奪還を任されていることがダラル王の口から語られている。
タリスマンの守護者
朽ちた霊廟の守護者の間で戦うボス。

## あくま系
小物から魔王の側近まで、さまざまな悪魔をモチーフとしたモンスター。
アークデーモン
牛のような顔でイボイボの肌をした巨漢の悪魔。フォーク状の三叉の槍を持っている。
アークデーモン
ピンク色の体。『II』、『V』リメイク版、『VII』3DS版、『VIII』、『X』に登場。
『X』では冥王ネルゲルの側近などに登場。
凶アークデーモン
『DQJ3』に登場。体の半分がマ素に侵食されている。
アークベリアル
『DQCH』で登場するボス。見た目はアークデーモンと同じ。
ベリアル
黄色い上位種。
『II』では「ハーゴンの神殿」の中ボス、『VIII』ではクリア後のダンジョンに登場。
『X』では2013年3月5日より冥王ネルゲルの側近や魔法の迷宮のボス、ピラミッドの秘宝の守護者である秘宝の大悪魔や破界篇でベリアルオリジンが登場。
魔幻ベリアル
魔幻シドーの前座になる。
デザートデーモン
大きなスプーンを持った黄色い体色の下位種。『DQMJ』で初登場。
ライジェン
『星ドラ』シーズン2で登場。雷神のような格好をした青い亜種。
アーゴンデビル
口をあんぐり開けた痩身の悪魔。
アーゴンデビル
青い体。『IX』に登場。
ブラッドアーゴン
赤い上位種で、ピンクモーモンの成体という設定。
イエローサタン
黄色い上位種。
悪魔ザイガス
大きな翼と三叉の槍を持つ悪魔。
悪魔ザイガス
オリーブドラブの体色。『X』でオルフェアの町を狙う。
悪魔長ジウギス
ザイガスの上司（白の色違い）で、強ボスモードに登場。状態変化のブレスを得意とする。
魔人ゼクセン
『X』ガートラント外伝クエストのボス。赤い色違い。
くらやみ飛天
『X』ver.3.3に登場するボス。暗い体色で身体と翼に模様があり、赤い槍を持つ。
邪毒のウィーヌム
『X』魔剣士クエストに登場するボス。紫の体色に黒い服。
メメガー
『星ドラ』シーズン2に登場するボス。緑色の体色で、Mと書かれた帽子をかぶっている。ミガーファミリーの一員。
賢神マリオス
『星ドラ』シーズン3に登場するボス。部分色が黒、赤、紫の3色。
賢神ワルオス
『星ドラ』シーズン3サブクエストに登場するボス。マリオスの先代にあたる。姿は同じだが羽の色は緑。
あくましんかん
きとうしの上位神官で一つ目でツノの生えた覆面を被り、邪神の文様の入った法衣を着て両手に鉄のとげこんぼうを持っている。
あくましんかん
『II』で初登場。『II』では上位種で紫色のマントを羽織っている。イオナズン、ザラキ、ザオリクなどの協力呪文を唱える。
『II』（SFC版）ではローレシア城の牢の中にも登場（ただしFC版と違い1回しか戦えない）。
『V』ではツノがなく赤色のマントを羽織っている。2回連続で攻撃し、マホカンタ、ザオリクの呪文を唱える。
『VII』ではきとうしの色違いで緑色のマントを羽織って登場している。メラミ、ベギラマ、ザオラルの呪文を唱える。
『VII』のボスキャラクターとして強化版のネベロが登場。ヒャド、ギラ、メタパニ、マヌーサ、マホトーンの呪文を唱える。
『X』では『II』の姿に戻っており、赤色のマントを羽織っている。下位種になっているがそれでもイオラ、マホカンタ、ザオリクの呪文を唱える。また、ヘルバトラー強の助っ人として登場の際はメラガイアーとイオグランデを使う。
『X』どうぐ使いクエストでは天才魔道科学者を自称するデルクロアが登場する。
じごくのつかい
『II』で初登場。『II』では下位種で赤色のマントを羽織っている。ベギラマ、ベホマ、スクルト、ルナカンの呪文を唱える。
『II』（FC版）ではローレシア城の牢の中にも登場。
『VII』3DS版ではトクベツなモンスターとして登場。
『X』では緑色のマントを羽織って上位種に昇格。メラゾーマ、ザラキ、ベホイミなどの協力呪文を唱える。
『X』ピラミッドの秘宝の守護者として強化版の秘宝の神官が登場。
『モンパレ』の図鑑では「もっとも地獄に近い場所に住んでいるためちょくちょくお使いを頼まれる」と紹介されている。
ブラッドメイジ
赤い法衣の上位種。『X』の夢現篇に登場。
はめつの使者
紫の法衣を着た神官。『DQMCH』で初登場。『X』では天水の聖塔の1階に出現。
ベスノザのつかい
夢魔ベスノザの手下。
はなみしんかん
桜のマークが入ったピンク色の法衣。こんぼうの代わりに桜の枝を持っている。『モンパレ』で初登場。
あくあ神官
『ウォーク』「Coke on」コラボに登場。「アクエリアス」を両手に持ったあくま神官。
悪夢の右手、左手
『X』のボスモンスターで、紫色の巨大な手。
大魔王の右手、左手
『VI』で登場。デスタムーアの手。赤色。
作品によっては???系。
悪夢の右手、左手
ver.2のメルサンディのストーリーボス。紫色。
ファラオの右手、左手
ピラミッドの秘宝のボス、ファラオ・ヘッドの手。金色。
禁書の守護者
特定のクエストボス。赤い古代文字が書かれた黒い包帯の手。
アンクルホーン
大きな角をはやした半人半獣の悪魔。
アンクルホーン
『IV』で初登場。肌色で茶髪。『V』以降は赤い肌に青い髪の毛をしている。
ヘルバトラー
青い肌で紫色の髪の上位種。
『X』では王家の宝物庫のボスとして登場。
ブルデビル
赤い肌で青い髪の毛の上位種。『IV』で登場。『モンパレ』などの他作品では肌色で茶髪。
デスカイザー
青い肌で白い髪、赤い下半身の上位種。『VII』で初登場。
ジャイアントホーン
濃い紫色の肌で白い髪の上位種。『少年ヤンガス』で初登場。
カイザー先生
『X』に登場。教練バトルで戦う。何度でも戦える。
バルフォロイ
『モンパレ』に登場。魔獣の世界の神。
デバーラン
『星ドラ』シーズン3のダンジョンローデンフォートのボス。
ヘルバファローズ
『ウォーク』パ・リーグコラボで登場。オリックス・バファローズの帽子を被り、ユニフォームを着たヘルバトラー。
インプ
触覚を生やした小柄の悪魔。
インプ
『VII』で登場。紫色の肌に緑色の顔。
マキマキ
インプと同色（3DS版『XI』ではインプケイオスの色）で、タイムマスターの取り巻き。時の砂を使い、戦闘を開始時まで戻す。
いたずらデビル
『XI』に登場する中ボス。インプと同色で、いたずら好き。ギラを唱える。
あまのじゃく
黄色い体色。
マージインプ
黒い体色で赤い顔。
インプケイオス
『XI』で登場。水色の体色。
ウィッチレディ
妙齢の女性の姿をした悪魔。
ウィッチレディ
『VIII』で初登場。
デスセイレス
テンションを三段階上げる「いっきにハイテンション」を使う上位種。水系。
吹雪の魔女
「いっきにハイテンション」のほか2回攻撃を行う上位種。
ソロン
アルケミストンの帽子を被り、杖を持った子供の姿。『DQMSL』で登場。
うみうしひめ
太った醜女の悪魔。
うみうしひめ
『IX』で初登場。
呪幻師シャルマナ
『IX』カルバドの集落でのボス。
フォロボシータ
『IX』配信クエストのボス。
カンダタワイフ
『DQMJ2P』で初登場。覆面をしており、両手にフライパンとフライ返しを持っている。
カンダタおやぶんの妻である。
シャルビュラ
『星ドラ』に登場。ゼイアンの部下で、身体の一部が結晶化している。
エビルプリースト
『IV』に登場する中ボス（リメイク版でも中ボスとして登場するが、条件を満たせば真のラストボスとしても登場する）。
ピサロ（???系）の部下であるが、忠誠心は皆無に等しく、彼の恋人のロザリーを人間を使って殺し、主人公とピサロの自滅を狙った。
リメイク版では、ロザリーを復活させ、ピサロを正気に戻すことによって、真のラストボスとして戦えるようになる（ロザリーを復活させなかった場合のラストボスはデスピサロ）。
進化の秘法で覚醒したのちは究極エビルプリーストとなり、デスピサロの色違いとなる。デスピサロよりも強力な攻撃を行ってくる。
ピサロと協力して討伐すると真エンディングを見ることができる。
作品によっては???系。
エリミネーター
パンツ一丁（手袋、靴は着用しているが）で目出しマスクと一体化したマントを羽織り、片手に斧を持った怪人。
エリミネーター
灰色の肌と青いマスク。『III』で初登場。
さつじんき
濃い緑のマスクの下位種。『VIII』からはごろつき。
『X』ピラミッドの秘宝の守護者として強化版の秘宝の怪人が登場。
デスストーカー
真っ青な肌で赤いマスクの上位種。『VII』3DS版ではトクベツなモンスターとして登場。
カンダタ
緑のマスクで、『III』『V』『X』に登場する名の知れた盗賊。
戦うことが多いが、とどめを刺す前に降参したり、逃げたりする。
詳細はカンダタを参照。
盗賊サンダタ
『モンパレ』に登場。カンダタと同一人物。
キンダタ
『モンパレ』に登場。カンダタと同一人物だが、弱くなっている。
カンダタこぶん
『V』以外ではさまようよろいの色違い。
クリムゾンローグ
『X』の夢現篇に登場。身体は肌色で衣装が赤い。
カンダタセブン
『DQMJ3』に登場。七福神のように大きな船に乗った盗賊団。
ザイル
『V』に登場。
カンダタこぶん
『DQMJ2』に登場。
メガストーカー
『トレジャーズ』に登場。身体の一部が機械化したデスストーカー。
フルメタルレイダー
『トレジャーズ』に登場。狐色の衣装に灰色の身体。身体のほとんどが機械化している。
おおめだま
大きな一つ目の悪魔。
おおめだま
青い体。『IV』で初登場。
スペクテット
色違いモンスター（赤）。
ガルバ
顔に2つ、両肩の突起の先にも1つずつ眼がある異形の悪魔。主にゴルバ系とセットで登場する。
ガルバ
ターコイズブルーの体に灰色の頭。『V』で初登場。
『X』ヴェリナード外伝クエストでは強化版の封印の右手が中ボスとして登場。
ブルーイーター
ピンクの体に青い頭。
『V』ではレッドイーターと共に、エビルマスターに呼ばれて登場することがある。
グリンバングル
黄色い体に緑の頭。『X』で初登場。
スペースデーモン
灰色の体に白い頭で、頭部に眼が2つ追加されている。『X』で初登場。
デザートガルバ
褐色系で目が赤い下位種。『X』で初登場。
ファラオ・ガル
『X』ピラミッド第3の霊廟ボス。金色の体にオレンジ色の頭。
絶望のダークネス
『X』魔剣士クエストのボス。ソノラのダークネスの片割れで、頭部が濃い、身体が薄い紫で眼は緑。
ゴーゴンヘッド
蛇の触手でできた体に大きな単眼を持つモンスター。
ゴーゴンヘッド
黄色い本体、緑色の触手。
メドーサボール
橙色の本体、青色の触手の下位種。「ビルターズ2」ではオッカムル島の総督として登場。
コンジャラー
シルクハットをかぶった魔族の神官。
コンジャラー
水色のローブ。仲間を呼ぶ。
カロン
いかずちの杖を持つ上位種。紫のローブ。ザオラルを唱える。
ピサロのてさき
『IV』湖の塔のボス。緑のローブ。
カメレオンマン
『IV』テンペのボス。橙のローブ。
『VI』に登場するカメレオンマンはきりさきピエロの色違い。
ゴルバ
顔に1つ、両肩の突起の先にも1つずつ眼がある異形の悪魔。主にガルバ系とセットで登場する。
ゴルバ
灰色の体にターコイズブルーの頭。『V』で初登場。
『X』ヴェリナード外伝クエストでは強化版の封印の左手が中ボスとして登場。
レッドイーター
青い体にピンクの頭。
イエロバングル
緑の体に黄色い頭。『X』で初登場。
スペースデビル
白い体に灰色の頭で、頭部に眼が2つ追加されている。『X』で初登場。
デザートゴルバ
褐色系で目が赤い下位種。『X』で初登場。
ファラオ・ゴル
『X』ピラミッド第3の霊廟ボス。オレンジ色の体に金色の頭。
憎悪のダークネス
『X』魔剣士クエストのボス。ソノラのダークネスの片割れで、頭部が薄い、身体が濃い紫で眼は緑。
きめんどうし
一頭身の亜人の魔法使い。
きめんどうし
『III』で初登場の赤色の上位種。2回で攻撃しメタパニ、ベホイミの呪文を使う。
『VIII』では中位種になっている。
『X』ではVer.3.1より登場。メラゾーマ、メタパニの呪文を使う。
『ダイの大冒険』におけるダイの育ての親（じいちゃん）・ブラスは、きめんどうしである。
ドルイド
『III』で初登場の黄土色の下位種。バギの呪文を使う。
『VIII』では上位種に昇格。
げんじゅつし
『III』で初登場の黄緑色の中位種。メタパニ、マヌーサの呪文を使う。
『VIII』では下位種になっており、身体の色も灰色になる。
『モンパレ』作中の図鑑では「自らの醜い姿を隠すために幻術を編み出した」という設定。
大きめんどうし
『少年ヤンガス』で初登場。
きのこどうし
杖の代わりにきのこを持っている。
キラーデーモン
がっちりした体格の悪魔。
キラーデーモン
黄色。『VI』で初登場。
『X』ピラミッドの秘宝の守護者として強化版の秘宝の魔兵長が登場。
デーモンキング
紫色の上位種。『VI』ではクリア後のダンジョンに、『X』では魔法の迷宮のレアボスとして登場。
アクバー
『VI』では牢獄の町のボス、『X』では賢者クエストのボスとして登場する。山吹色。
ベルフェゴル
青緑色の上位種。『X』で初登場。
魔創兵長バスラー
『X』創生の邪洞の中ボス。萌黄色。
イグナイト
『星ドラ』の中ボス。フードをかぶったアクバー。
暴嵐天バリゲーン
『ウォーク』に登場。萌黄色とワインレッドの配色。同作品における『四天王』のひとり。
碧落天バリゲーン
上記の『暴嵐天バリゲーン』が覚醒した姿。
グレムリン
爬虫類のような体をした小悪魔で、ブレスを吐く。
グレムリン
紫色。『II』で初登場。
『X』旅芸人クエストではラギー、ムギー、チギーという3体の小悪魔が中ボスとして登場。
ベビル
オレンジ色の上位種。
バアルゼブブ
黒地に赤の上位種。『X』で初登場。
ガニメデス
薄緑色の上位種。『X』Ver.6.0で登場。
サイクロプス
一つ目一本角の巨人。
サイクロプス
青い体。『II』で初登場時は素手だったが、『VIII』以降は上位種同様、棍棒を持つようになった。『X』ver.3.2にはきのこを持った中ボス、青の巨人ブルメルが登場。
ギガンテス
緑色の体で大きな棍棒を持った上位種。
『X』ではピラミッドの秘宝の守護者として強化版の秘宝の破壊兵が、ver.3.2のストーリーではきのこを持った中ボス緑の巨人グリモアが登場。
凶ギガンテス
『DQMJ3』で登場。体の半分がマ素に侵食されたギガンテス。
アトラス
オレンジ色の上位種。
『II』では「ハーゴンの神殿」の中ボス、『IX』では宝の地図の迷宮のボス、『X』では2013年1月24日より魔法の迷宮のボスやネルゲル強の側近として登場し、ver.3.2のストーリーではきのこを持った中ボス赤の巨人レドノフが登場。破界篇ではアトラスネオが登場。
魔幻アトラス
魔幻シドーの前座。
ホーリーアトラス
『X』クリスマスイベントに登場。サンタの格好をしたアトラス。
凶アトラス
『DQMJ3』で登場。体の半分がマ素に侵食されたアトラス。
ラマダ
ピンク色の体。『V』大神殿の中ボス。
闇夜の巨人
黒い体。『X』神話篇の中ボス。
巨戦鬼ゴルゴンザ
『X』どうぐ使いクエストのボス。通常時はサイクロプスと同じ外見だが、戦闘では金色の体になる。
試練その1、その2
『XI』で登場。金色。
ゴールデンタイタス
『XI』で登場。金色。
ギガアトラス
『DQMCH』で登場するボス。見た目はギガンテスと同じ。
ギガンピック
『星ドラ』に登場する関東地方のご当地モンスター。棍棒がオリンピックの聖火を模したものになっている。
ミルドロプス
3DS版『XI』に登場。ミルドラースの力を得たサイクロプスで、追憶の迷宮の番人。ピンク色。???系。
ギガお
『スラもり』に登場。見た目はサイクロプスと同様の上位種。
ボウジェン
『星ドラ』シーズン2終盤に登場。茶色い体色で、トゲ突きのメイスを持った巨大な亜種。
巨神ダロス
『星ドラ』イベントガイアの試練で戦う体に赤い紋様を書かれたアトラス。
ひとつめの巨人
『DQMSL』に登場。ひとつめピエロがサイコピサロによって変えられた姿。
ボルカギガース
『トレジャーズ』に登場。濃い茶色の体色にグレーの服。
サタンジェネラル
筋骨隆々とした体に防具とマントを羽織り、双剣を持った人型の悪魔。『IX』以降は武器と衣装のデザインが変わり、全体的に体が大きくなった。
サタンジェネラル
『VI』『XI』『DQMH2』に登場。緑色の体に黒色の防具。
デュラン
赤色の体で紫の防具の上位種。『VI』『テリー』でボスとして登場する。
エビルネプチューン
『XI』に登場。水色。
デスエーギル
『XI』ムウレア近海のボス。エビルネプチューンと同色。
覚醒魔神
『星ドラ』ギガバトルイベント「星盤の迷宮」に登場。紫色で、体中が水晶に覆われている。
じごくのもんばん
大きな鎌を持った悪魔。
じごくのもんばん
『IV』で初登場。『X』では神殿レイダメテスの中ボスとしても登場。
『VI』に登場するじごくのもんばんはしのどれいの色違いモンスター。
ベレス
青緑の色違いモンスターで、『IV』では下位種、『X』では上位種。
デビルプリンス
赤い上位種。
『X』ピラミッドの秘宝の守護者として秘宝の空挺兵長が登場。
ラズバーンの手下
『X』で守護者ラズバーン強のお供として登場。黒い体色。
グリーターデーモン
『X』夢現篇の中ボス。濁った体色。
使い魔バジリウス
『X』で聖守護者解放クエストで聖なる槍を奪い去った古代の魔族の尖兵。使い魔という割に実力者である。
ジャーク
『スラもり』に登場。
シルバーデビル
尻尾の長い猿のような悪魔。
シルバーデビル
銀毛の悪魔。ベギラマ（『X』ではギガデイン）を使う。『II』で初登場。
『X』夜の神殿の守護者として月守りの邪猿が登場。
デビルロード
クリーム色の上位種でメガンテを使う。『X』ではシルバーデビルの転生モンスター。
バズズ
紫色の上位種で『II』では「ハーゴンの神殿」の中ボス、『X』では魔法の迷宮のボスや冥王ネルゲル強の側近として登場。破界篇ではバズズエリートが登場。
魔幻バズズ
魔幻シドーの前座。
サルマーン
3DS版『XI』で登場。アッフェブラックに似た体色。
シルバーバズズ
『DQMCH』で登場するボス。見た目はシルバーデビルと同じ。
グランバズズ
『少年ヤンガス』まぼろし雪の迷宮のボス。濃いピンク色。
アッフェブラック
『モンパレ』で登場。濃い灰色の毛皮と赤い肌。
グーシオン
『X』ver.3で登場。黒い毛皮。
フージェン
『星ドラ』シーズン2の終盤で登場。風神のような格好をした赤い亜種。
スカルライダー
骨と化したレッサーデーモンに跨がった小悪魔。『XI』では倒すと骸骨に乗れる。
スカルライダー
『VI』で初登場。火炎斬りを使う。
エビルドライブ
マヒャド斬りなど氷系の攻撃を行う上位種。
ヘルチェイサー
『XI』に登場する赤と黒の上位種。
ずしおうまる
下半身が馬で鉞を持った悪魔。
ずしおうまる
体は青い。『VI』で初登場。
『X』では魔物商人が商品ナンバー12として商品化もしている。
ブルサベージ
うぐいす色の上位種。
クリムゾングレイブ
赤い上位種。『X』で初登場。
なげきのきょじん
『VI』で牢獄の町の中ボス。
魔盗鬼チャムール
『X』盗賊クエストの中ボス。黒い体に紫のたてがみ。
アビスソルジャー
黒い体に金のたてがみ。『X』試練の門（海風の洞くつ）に登場するほか、グラコスに呼ばれることもある。
スネークロード
神官姿のヘビの魔人。
スネークロード
赤いローブで緑の肌。バギマやベホマラーを使う。『IX』で初登場。
じごくのメンドーサ
青いローブで黄色い肌の上位種。闇系を中心に様々な呪文を使う。
ビュアール
橙色で紫を基調としたカラフルなローブを来た黒目の上位種。2回攻撃やきょだいなつなみを使う。
セルゲイナス
ケンタウロス状態で斧を持った悪魔。下半身がドラゴンであり、モンスターズシリーズではドラゴン系に分類される。
セルゲイナス
体は青い。『V』で初登場。
ゴールデンゴーレム
金色の下位種。倒すと大量のゴールドを得られる。『X』では神話篇の中ボスとして登場（物質系）。
『X』ピラミッドの秘宝の守護者として秘宝の魔兵が、王家の迷宮・地下5階のボスとして熱砂の魔人が登場。
アスタロト
赤い体で胸当てを着ている。武器は鎌。『X』にセルゲイナスの転生モンスターとして登場。
エメラルドーン
緑色の上位種。『X』で初登場。
シルバリヌス
体は銀色。『イルルカ』でセルゲイナスの転生モンスターとして登場。本編では『X』Ver.4.2から登場。
激辛魔人アケローダ
体は紫色。『X』の期間限定ハロウィンイベントで登場する中ボス。
セルゲイムーア
ナウマンムーアの代わりとして『XIS』に登場。デスタムーアの体色で、体中にトゲが生えている。???系。
双魔ジゴラーダ
『星ドラ』の5周年イベント「古代の厄災と蘇る不死鳥ラーミア」に登場。右半身に竜の頭部と翼、左半身に鳥の頭部と翼を持つ。武と術で使う技が違う。
タイムマスター
時間を操る悪魔
タイムマスター
『VII』のボス敵。緑色。
まかいぐんし
白い体色。
ダークビショップ
タイムマスターと同色だが、3DS版VIIでは黒い。
アッガラー
『星ドラ』シーズン2のボス敵。宇宙政府上級執行官候補。紫色。
デビルダンサー
分厚い唇をした女性型の悪魔。
デビルダンサー
赤色の体。『V』で初登場。
エンプーサ
緑色の下位種。
ニセたいこう
肌色の体。『V』ラインハット城のボス。リメイク版では衣装が豪華になっている。
ニセゼンチャン
『星ドラ』で初登場。青色の体色。シーズン2のボス。
デビルメビウス
フラフープを回している悪魔。『XI』で登場。
デビルメビウス
オレンジ色。
サタンフーラー
青色。
ファンキーフープ
茶色の肌。
妖魔軍王ブギー
異変後のグロッタのボス。緑色の体色で、衣装が豪華。フープではなく球を回している。
背徳の帝王
ネルセンの試練のボス。ブギーと同色。
ラプソンフープ
暗黒神ラプソーンの力を得たファンキーフープで、追憶の迷宮の番人。紫色。???系。
マミムメモガー
『星ドラ』シーズン2のボス。朱色の体色で、衣装はブギーと同じ。Mと書かれた帽子をかぶり、カラフルな球を回している。ミガーファミリーの元締めだが、その正体はエルラス。
天魔クァバルナ
『X』のボスモンスター。鳥人間のような姿をし、独立した左右の翼を持つ悪魔。
天魔クァバルナ
体色は緑色。ドルワーム王国のストーリーボス。
悪魔キェルグ
ドワチャッカの秘宝3つで天魔クァバルナ復活を企てたクァバルナの従僕、クァバルナの血肉を分け与えられたモンスター。
踊り神ボニータ
体色は茶色で、羽の色は桃色。踊り子クエストのボス。???系。
勝利すると、荒神の護符をもらえる。
バシトラン
『星ドラ』で初登場。体色は紫色。シーズン2のボス。
ウェルバルナ
『星ドラ』のギガバトルイベント「星盤の迷宮」で初登場。紫色の体色で、体中が水晶に覆われている。
デーモンレスラー
お手玉をしている太った悪魔。『VII』で登場。
デーモンレスラー
赤と黒の色。『VII』で登場。
じごくのピエロ
目玉でお手玉をしている。『VII』で登場。
デス・アミーゴ
『VII』でボスとして登場。
人間を動物に、動物を人間にした。
トロル
棍棒を持った巨漢の悪魔。
トロル
褐色の体。『III』で初登場。
『X』ピラミッドの秘宝の守護者として強化版の秘宝の巨人が登場。『モンパレ』では山ほどの巨体を持つドムドロールという個体が登場。
ボストロール
緑色の上位種。
トロルキング
紫色の上位種。
『DQS』では溶岩の海のボスとして登場。
ダークトロル
暗緑色の上位種。『III』リメイク版の隠しダンジョン、『IX』宝の地図の洞窟に登場。
トロルボンバー
青紫色の上位種。『VI』で初登場。
ショウカク
『VI』なげきのろうごくのボス。
トロルバッコス
ワインレッドの上位種。『X』魔法の迷宮ボスとして登場。
1000年前の世界では邪将トロルバッコスとして、不死の魔王ネロドスの執事をしている。
スイーツトロル
棍棒の代わりに大きな飴玉を持った乙女のトロル（ピンク色で毛皮は両胸を隠している）。『X』で悪鬼のねぐらのボスとして登場。
ニセおにいちゃん
3DS版『XI』に登場。『VI』の主人公になりすましているトロル。
夢魔ベスノザ
『モンパレ』で登場。見た目はボストロールと同じだが、サイズが遥かに大きい。ベスノザの大穴のボスとして登場。
ベスノザゾンビ
『モンパレ』で登場。ユリヌスが呼び出した。ボストロールの色を濁らせたような体色。
ジャック将軍
『DQH2』で登場。ジャイワール軍の将軍。トロルの色を明るくした体色で、鉄製の棍棒を持ち、兜を被っている。
なまはげトロール
『星ドラ』に登場する東北地方のご当地モンスター。なまはげをモチーフとした格好をしたボストロール。
魔獣ドムドロール
魔獣の世界出身の超巨大なトロル。100年ほど前に空からミノロ島に降り立って10年に一度、人間を食べている。
最後は主人公たちに敗北し、改心した。
ヌボーン
長い顔をした悪魔。
ヌボーン
黄色い体。『IX』に登場。
ビッグボック
青色の上位種で、「ためる」や痛恨の一撃など攻撃力が高い。
アロダイタス
緑色の上位種で、岩投げや「あまいいき」などを使う。
はりつきあくま
一つ目の頭部から触手を生やし、天井に張り付いているように見える悪魔。
『X』Ver.4.4から登場。
はりつきあくま
黒い体に青いモヒカン。
儀礼の評定者
『X』Ver.6.0のメインストーリーのボス敵。白い体に赤いモヒカン。
ジャンガラ
『X』Ver.6.0で登場。緑の身体に黄色のモヒカン。
ノックヒップ
トゲのついた尻尾を持ち、後ろ向きで立つ悪魔。
ノックヒップ
呪いの指差しを使う。『VIII』に登場。
レッドテイル
回転攻撃を使う上位種。
ジャンバラヤン
呪いの指差し、回転攻撃を使う上位種。
びっくりサタン
両手を（びっくりしたように）あげて踊っている悪魔。
びっくりサタン
下級の赤い悪魔。さそう踊りを踊る。『VIII』で初登場。
タップデビル
黄色い体で緑のズボンをはいた上位種。
グリゴンダンス
青い体の上位種。集団で現れ、ステテコダンスやハッスルダンスを踊る。
ダンスデビル
白いスパッツをはいた上位種。『X』スーパースタークエストに登場する中ボス。状態異常系のおどりを踊る。
スターデビル
ピンクのスパッツをはいた上位種。『X』スーパースタークエストに登場する中ボス。さらに死のおどりを踊る。
ディアブラダ
レモン色の体で紫色のスパッツをはいた上位種。
ひとつめピエロ
魔法使いの帽子をかぶった一つ目の悪魔。帽子を取った下には小さな角が二本生えている。
ひとつめピエロ
赤い服を着ている。『IV』で初登場。
『ダイの大冒険』では、使い魔ピロロとして登場している。
みならいあくま
緑色の服を着た下位種。
ベビーマジシャン
青緑の服を着た下位種。
ライーゾ
真っ赤な服で緑色の肌。闇の王の部下で、マッソ（ドラゴン系）とはコンビ。『モンパレ』で登場。
独眼魔
黒い服でピンク色の肌。『モンパレ』で登場。
孤独の闇
占い師クエスト第1話のボス。黄色い服で紫色の肌。
ピロ
ラッパを吹いてキメラを操ってくる。『スラもり』に登場。
プリーストナイト
魔法にも長けた仮面の騎士。
プリーストナイト
赤いマント。『X』で初登場。
『X』ピラミッドの秘宝の守護者として秘宝の魔戦旅団が登場。
エビルソーサラー
緑のマントの上位種。呪文を暴走させる。
『X』ピラミッドの秘宝の守護者として秘宝の千人隊長が登場。
サイコマスター
青いマントの上位種。
『X』ピラミッドの秘宝の守護者として秘宝の聖騎士団が登場。
闇の従者
『X』でヘルバトラーのお供として登場。「きめている」で自分や味方のテンションを上げる。赤いマント。
スカーレットナイト
赤い仮面の上位種。『X』の夢現篇に登場。
鬼哭の魔剣匠
全身真っ白い。『X』の王家の迷宮(冥府)のボス。
カーディナルナイト
暗い青系の衣装を来た上位種。『X』ver.3.2で登場。
あかつきの神兵
黒衣に金と赤の仮面。『X』Ver.6.0で登場。
バンユウ
『ウォーク』に登場。自らの実力におぼれまものと化した魔法戦士。
ベビーサタン
フォークを持ち、舌を出した悪魔の子供。
ベビーサタン
紫色の体。『III』で初登場。
本編では強力な呪文を使おうとして失敗するが、不思議のダンジョンシリーズではプレイヤーからアイテムを盗む（上位種も同様）。
『DQM2』ではじごくのもんばんの幼体とされている。
ミニデーモン
緑色の上位種（『V』では紫色）。メラミやつめたい息（『X』ではかがやく息）を使う。
つかいま
青系の色違いモンスター。『VI』『X』、不思議のダンジョンシリーズに登場。
わんぱくサタン
『VII』3DS版のトクベツなモンスター。フォークの代わりにスプーンを持っている。
秘宝の小悪魔
白い上位種。『X』ピラミッドの秘宝の守護者として登場。魅惑のおどりやミステリーダンスを踊る。
ベビンゴサタン
薄いピンク色の体で、ブルーストライプの角や、星の模様がある。『X』にベビーサタンの転生モンスターとして登場。
クシャラミこぶん
『DQMCH』にクシャラミのお供として登場。外見はベビーサタンと同じ。
モリーサタン
赤と緑の体で、配色はモリーの服と同じ。3DS版『VIII』に登場。
フラッペリン
秘宝の小悪魔と同色。『X』ver.3.2で登場。
ベビーりゅうおう
『星ドラ』に登場。りゅうおうのお面をつけたベビーサタン。
キングミニデーモン
『ウォーク』の超高難度クエスト『あくま大王の逆襲』で登場。王冠を被ったミニデーモン。
マリーンズサタン
『ウォーク』パ・リーグコラボで登場。千葉ロッテマリーンズの帽子を被り、ユニフォームを着たベビーサタン。
ミズデーモン
『ウォーク』「Coke on」コラボに登場。「い・ろ・は・す」とそのロゴマークの風車を持ったミニデーモン。色もい・ろ・は・すに合わせている。
ヘルヴィーナス
美しい女性の姿をした悪魔。
ヘルヴィーナス
魅惑の眼差しで周りを麻痺させる。『IX』に登場。金髪で白い衣装。
妖女イシュダル
『IX』ルディアノ城の中ボス。青い肌で紫の髪。赤い衣装。
ママガー
『星ドラ』シーズン2のボス敵。全体的にピンク色の配色で、Mと書かれた帽子をかぶっている。ミガーファミリーの一員で、普段はムートンという人間の女性の姿をしている。
ヘルビースト
悪魔の石像に命が入ったモンスター。
ヘルビースト
灰色の体。初登場の『VI』ではムドーの城にある像に擬態したトラップモンスターとなっている。
『モンパレ』には同色のはしだての守護者、とこよの守護者がボスとして登場。
ウィングデビル
黄土色の体。イオ系の呪文を使う。
じゃしんぞう
緑の体。やけつく息を吐く。
ストーンビースト
青い体。ベギラマを使う。『VI』にのみ登場。
リビングスタチュー
紫の体で氷の息を吐く。『VII』で初登場。物質系に分類されている。
ホラービースト
赤紫の体。にらみで敵をマヒさせる。けもの系に分類されている。
ゼッペル
『VII』マーディラス（過去）のボス。
過去の世界のマーディラス国王で、力を求めるあまり究極魔法の封印を解きリビングスタチューの姿に変身した姿。
石の番人
灰色の体（物質系）。『IX』ビタリ山のボス。
赤翼鬼シシン
赤い体（あくま系）。『X』Ver.3の中ボス。
はしだての守護者
『モンパレ』に登場｡はしだての巫女を守る。
真はしだての守護者
『モンパレ』に登場｡いにしえの巫女を守るために蘇り、真の力に目覚めた。
とこよの守護者
『モンパレ』に登場｡とこよの巫女を守る。
真とこよの守護者
『モンパレ』に登場｡いにしえの巫女を守るために蘇り、真の力に目覚めた。
うつしよの守護者
『モンパレ』に登場｡うつしよの巫女を守る。
真うつしよの守護者
『モンパレ』に登場｡いにしえの巫女を守るために蘇り、真の力に目覚めた。
ほのおのせんし
地獄の業火を操って戦う邪悪な精霊の戦士。
ほのおのせんし
『IV』に初登場。高い攻撃力とHPを誇り、ギラなどの攻撃をしてくる難敵。
ブリザードマン
『IV』で初登場。ほのおのせんしの上位種。こおりのいきなどを使ってくる。
ゆきのじょおう
『V』に初登場。ブリザードマンより少し暗い青。
回復や全体攻撃を使うボス。体力も多い。
ダークファンタズマ
『DQMSL』で初登場。ブリザードマンの上位種で、紫色。ドルマ系などの呪文を扱う。
ヒエール&モエール
『スラもり』に登場。ブリザードマンとほのおのせんし。
炎の精霊
『ドラゴンクエスト モンスターバトルロードビクトリー』（以下『DQMBV』）のレジェンドクエスト7に登場。7の炎の精霊と同色。
スィージャ
『モンパレ』に登場。炎の世界の神。ほのおのせんしと同色。
まなつのせんし
『ウォーク』夏イベントに登場。民族衣装を着ている。
ホースデビル
直立歩行で翼を持った馬の悪魔。
ホースデビル
茶色い体。『V』で初登場。
バルバロッサ
青い上位種。せかいじゅの葉で仲間を蘇生させる。
メッサーラ
赤紫の上位種。
闇芸人ルルルリーチ
『X』旅芸人クエストのボス。白い身体。
レッドバロン
ホースデビルの転生モンスターとして『X』に登場。灰色の身体に赤い髪。
メリーサーラ
トナカイの角と赤い鼻、胸にベルを付けている。『X』のクリスマスイベントに登場。
マシンマスター
モーニングスターを携えた神官。
マシンマスター
『VII』に登場するボス。
さんぞくマージ
紫の上級種。
まどう兵
さんぞくマージと同じ姿の最上級種。
マシンジェネラル
『VII』3DS版のトクベツなモンスター。赤色の色違い。
魔教師エルシオン
本と教鞭を持つ怪人。
魔教師エルシオン
『IX』で登場。女神の果実の力で変化した魔物。
生徒に勉強してほしいと果実に願ったため、魔物になった。
倒すと正気に戻り、立派な生徒に育って欲しかったという願いを託して成仏する。
イデアラゴン
『IX』で登場。緑色の身体が特徴。ドラゴン系に分類される。
魔神官デルラドン
『星ドラ』シーズン2のメインストーリーで登場。白黒の服と朱色の肌が特徴。
エルダーマ
『星ドラ』マルチイベント教えを授けし古の学び舎のボス。挑戦する職業により服の柄少しずつ変わる。
魔軍師イッド
魔道士の格好をしたトカゲのような姿。
魔軍師イッド
メギストリスのストーリーボス。ラグアスの父プーポッパン王を生贄にしようとしてキラキラ大風車塔の儀式の間で戦。
幻魔将ファズマ
バージョン2.2のストーリーボス。四魔将の一角で、オレンジ色の肌と服。
魔瘴魂オジャロス
バージョン5.2のストーリーボス。ゼクレス魔導国の大公オジャロスが変身した姿で、黒い服に紫色の体色。
まほうつかい
魔法の使い手。
まほうつかい
『I』で初登場の灰色の衣を着た下位種。ギラの呪文を唱える。
『III』ではデザインを変更。メラの呪文を唱える。
『V』ではおやぶんゴーストの色違いで登場。黄緑色の衣を着た下位種。ヒャド、スクルト、マホトーンの呪文を唱える。
まどうし
『I』で初登場の赤色の衣を着て杖を持つ中位種。ギラ、ラリホーの呪文を唱える。
『V』ではおやぶんゴーストの色違いで登場。黄色の衣を着た中位種。ギラ、マホトーンの呪文を唱える。
だいまどう
『I』で初登場の黄色の衣を着て杖を持つ上位種。
『IV』ではエビルプリーストの色違いで登場。
『VII』ではかなり怪物っぽいデザインとなり登場。いてつく波動、はげしい炎、しゃくねつを使い、イオナズン、ザオリクの呪文を唱える。
『VII』のボスキャラクターとして強化版のボトクが登場。もうどくのきりを使い、ベホイミ、マホトーンの呪文を唱える。
ジャイロ
『星ドラ』に登場。フードをかぶったエビルプリースト。
エビルマージ
『III』に登場の黄緑色の衣を着た中位種。マヒャドの呪文を唱える。
アークマージ
『III』に登場の紫色の衣を着た上位種。イオナズン、ザオリクの呪文を唱える。
デビルウィザード
『III』（SFC版）に登場の赤色の衣を着た上位種。バイキルトの呪文を唱える。
ひるのていおう
3DS版『XI』に登場。デビルウィザードと同色で、トロデーン城を昼のままにしている。
グレゴール
『V』に登場の灰色の衣（魔界のローブ）を纏い呪いの首飾りをつけた上位種。バギマ、マホカンタの呪文を唱える。
おやぶんゴースト
『V』に登場の青紫色の衣を纏い金色の首飾りと腕輪をつけたボス敵。
ねっけつゴースト
『星ドラ』に登場の赤い衣を纏ったグレゴールの色違い。
ライトモ
『星ドラ』のメインストーリーシーズン1 33章『暗黒神殿』のボス、怪人系
あんこくまどう
『VI』でミラルゴの色違いとして初登場。『VII』ではボトクの色違いで登場。
メガトンケイル
四本腕の一つ目の巨人。『XI』で登場。
マッスルガード
黄色い体色。
メガトンケイル
赤い体色。マッスルポーズで全員を魅了する。
ゴライアス
身体の半分半分が赤と緑。メガトンケイルの転生モンスター。
ヘルガイオン
黒い体色で兜に二本の小さな角が生えている。
メガトンギオス
堕天使エルギオスの力を得たメガトンケイルで、追憶の迷宮の番人。緑色。???系。
メガモリーヌ
『XIS』で登場。水色の体色でピンク色の装飾。ブギーに逆らった者を甚振っている。
よろいのきし
鎧を着た悪魔。
よろいのきし
青い鎧。得物を持っていないが、上位種は斧と盾を持っている。『I』と『X』に登場。
あくまのきし
黒い鎧を着た上位種。ラリホーを使う。『I』リメイク版や派生作品では盾を持っている。
企画当初の段階では「デビルファイター」というネーミングであった。
『I』ではドムドーラの町に、『X』では魔法の迷宮のレア中ボスとして登場。
『X』ピラミッドの秘宝の守護者として下位種の秘宝の騎士が登場。
魔幻あくまのきし
魔幻竜王の前座。
しにがみのきし
赤い鎧を着た上位種。『I』と『X』に登場。
魔兵ヒプノス、魔兵タナト
『X』メギストリスの中ボスとしてセットで登場。ヒノプスは剣を持ち、ラリホーマなどを得意とする。タナトはテンションバーンを使う。
ヒプトス、タナツキ
『星ドラ』イベントの魔神獣の一匹
しろバラのきし
しにがみのきしの転生モンスターとして『X』に登場。白い鎧。
獄辛党秘書ロシナゼ
『X』のハロウィンイベントクエストに登場。辛子色の鎧。
ユリヌス
『モンパレ』に登場。青紫色の鎧。闇の王の幹部として主人公に何度も立ちはだかる。
ホワイトナイト
『モンパレ』に登場。白と水色の鎧の正義の騎士。タミーノ王の手持ちモンスター。
ライオネック
胸と股間にプロテクターを着けている悪魔。
ライオネック
黄色の肌。『V』で初登場。
シャドーサタン
黒い肌。『V』で初登場。ザキを唱える。
イズライール
青紫の肌。『V』で初登場。
凶イズライール
ブレイク化し、体の一部が黒い結晶で覆われた。『DQMSL』で登場。
凶ライオネック
ブレイク化し、体の一部が黒い結晶で覆われた。『DQMSL』で登場。
ランプのまじん
雲に乗った邪悪なランプの魔人。
ランプのまじん
緑の肌。『VI』で初登場。
くものきょじん
褐色の肌の下位種。
ムータ先生
『X』に登場。教練バトルで戦う。何度でも戦える。
ランプのまおう
『VI』で初登場。紫の肌の上位種。
やみのまじん
『VII』聖風の谷のボス。
まじんブドゥ
緑の肌にピンクの雲の上位種。『VII』に登場。
魔人エンラージャ
『X』セレドの町のボス。青い肌。
チカラの魔人、欲望の魔人、愛の魔人
『X』王家の迷宮で勇気の輝きと引き換えにプレイヤーにプラスの効果を与えるほか、アナザーモード13階のボスとして3体一組で登場。
土の祠の守護者
『X』Ver.5.4のストーリーボス。青白い肌で黄色い雲。カルサドラ火山の女神の祠を守護する。
ダラル王
『DQMH2』に登場。青い肌で豪華な衣装。
レッサーデーモン
四つん這いで面長の悪魔。
レッサーデーモン
赤い体。『VI』で初登場。
ホラーウォーカー
稲妻やまぶしい光を使う上位種。『VI』では紫色だが、それ以降は黄色。
ダークサタン
『VI』にのみ登場する黒い上位種。
ブラディーポ
『VI』夢見の洞窟のボス。緑色。
サンダーサタン
『VII』で初登場したホラーウォーカーの下位種。紫色。
旅芸人ピュージュ
ガートランド大陸を始め、アストルティア各地で戦禍の火種を広め続けた道化師。
邪神ピュージュ
バージョン5.4ストーリーボス。500年ほど前から滅びの神ジャコヌバのために、旅芸人ピュージュとして暗躍していた。けがれの大蛇の正体。

## エレメント系
不定形のモンスター。モンスターズシリーズでは主に物質系に分類される。
エビルフレイム
本体に一つ目と口、両肩の触覚にもそれぞれ目がある悪霊系のモンスター。『IX』で初登場。
エビルフレイム
やけつく息や灼熱の炎を吐くオレンジ色のモンスター。
マッドブリザード
『IX』に登場する青系の色違いモンスター。かがやく息のほか、ラリホーマやザラキを使う。
病魔パンデルム
『IX』ふういんのほこらのボス。猛毒など状態異常系の攻撃を行う。
チョルルカ
『星ドラ』シーズン2のボス。宇宙政府の上級執行官。クリーム色の体色で、頭部にヘルメットとフードを被っている。
かまいたち
竜巻から上半身を出したような姿のモンスター。『IV』で初登場。
かまいたち
水色のモンスターで、バギや「かまいたち」を使う（獣系）。
うずしおキング
緑色で青い竜巻の上位種（水系）。
レッドサイクロン
赤い上位種。
ギズモ
雲に顔が付いたモンスター。『III』で初登場。
ギズモ
灰色の雲。メラ（『X』ではデイン）を唱える。
ギガギズモ
大型のギスモ。『モンパレ』に登場。
ヒートギズモ
赤い上位種。
フロストギズモ
水色の上位種。冷気系。
ダースギズモ
金色の上位種。『III』GBC版で初登場。
ましょうぐも
紫色の上位種で、やみのブレスやザラキなどを使う。『X』で初登場。
くもの大王
髭を生やした老人型の雲モンスター。『VII』で初登場。
くもの大王
ベビークラウド（『IX』ではヒートギズモ）を従えている。
ヘルクラウダー
金色の上位種で黒い雲に乗っている。『VII』聖風の谷のボスとして登場。
ヘルミラージュ
白い上位種で赤い雲に乗っている。『IX』で初登場。
くらやみにゅうどう
『VII』3DS版のトクベツなモンスター。
賢神コスタス
『星ドラ』Ver.3のストーリーボス。ターコイズブルーの体色で、王冠を被っている。
黒き花婿
全体を瘴気でまとったような人型のモンスターで、大きく口を開けている。
黒き花婿
『X』でウェディを選択した場合、最初のボスとして登場。
深海の守護者
『X』神話篇に登場する中ボス。黒き花婿と同色だが、『DQMJ3』では青色。
リルグレイド
特定のクエストのボスで、白い体色。系統はマシン系。
シャイニング
邪悪な笑みを浮かべた太陽のようなモンスター。『VIII』で初登場。
シャイニング
オレンジ色。
スピンサタン
黒い上位種。
ヘルプラネット
青色の上位種。
シャドー
怪しい影のモンスター。『III』で初登場。
シャドー
黒い影。ヒャド系呪文または吹雪系のブレスを吐く（ゾンビ系）。3DS版『VIII』では追憶のゼシカの使い魔として強化版の追憶のシャドー（体色は黄色）が登場。
あやしいかげ
灰色の影。『III』では他のモンスターが化けている。『VIII』『X』ではシャドーの下位種。
『X』ピラミッドの秘宝の守護者として強化版の秘宝の幻影が登場。
ホロゴースト
暗赤色の影（『III』と『XI』のみ緑色）。即死系の呪文や特技を使う上位種。
『X』ピラミッドの秘宝の守護者として強化版の秘宝の魔影が登場。
まおうのかげ
暗赤色の上位種。『III』と『少年ヤンガス』に登場。
デンダのこぶん
『XI』に登場。あやしいかげと同色。
めいおうのかげ
桃色の上位種。『少年ヤンガス』に登場。
古代文明のぼうれい
『星ドラ』期間限定イベントで登場。若干色が茶色く、青いラインが入っている。
闇の王の影
まおうのかげより暗い暗赤色の上位種｡『モンパレ』に登場｡闇の王が作り出した影。
ヴラートシャドー
『モンパレ』に登場。闇の王の影と同じ見た目。
陰果の罪業の核
陰果の罪業が死にかけに呼び出されるモンスター。
まじょのかげ
『ウォーク』に登場。濃いピンク色。
スモーク
煙状のモンスター。『II』に登場。
スモーク
灰色の煙状で、マホトーンを唱える。
ガスト
紫色の上位種。マヌーサやラリホーも唱える。
ブラッドミスト
『XI』に登場。赤い上位種。
大怨霊マアモン
汚泥が球状になって浮かび上がったようなモンスター。『X』で初登場。
大怨霊マアモン
『X』でドワーフを選択した場合、最初のボスとして登場する怨霊の集合体。
『X』の季節イベントでは色違いのチョコマアモン、ホワイトマアモンが登場。
けがれの渦
『X』僧侶クエストのボス。
三闘の守護霊
『X』神話篇に登場する中ボス。
どくどくバルーン
『X』毒牙の間のボス。どくどくガスで周囲にダメージを与える。
どろどろマントル
『DQMJ3』で登場。赤色の亜種。
輝晶獣ゾルゾム
『X』バージョン5.1の新コンテンツ「輝晶獣」の一種。
巨大魔瘴魂
『X』バージョン5.3ストーリーで登場。ジャディンの園を覆う魔瘴から生まれた。マアモンより明るい色。
タロット魔人
カードから上半身を表す魔人。『X』で初登場。
タロット魔人
ピンク色のカードから現れる青紫色の魔人。魔法の迷宮でタロットコインを捧げると登場する。
やみよの暴霊
灰色の亜種。ver.3のイベントボス。
欲望の邪鬼ゴモル
薄緑色の亜種。100年ほど前大地の竜パルギアの子竜を売り飛ばして、殺された男。ジェニァ編第2話で怨霊となり登場。
ドロヌーバ
泥状のモンスター。『V』で初登場。『X』ではシンボルが見えない（地中に隠れている）が、「地中ゴーグル」をかけると見えるようになる。
ドロヌーバ
黄土色の泥。
『モンパレ』ではぬかるみに偽装して旅人を待ち伏せするという設定。
マドルーパー
灰色の上位種。『V』と『X』に登場。
ジェリーマン
上位種。『V』では赤、『VII』以降は黄緑。『V』と『VII』ではモシャスを使う。
ようがんげんじん
『V』死の火山のボスとして登場。
マグマロン
赤い上位種。『VII』で初登場。
うみぼうず
青い上位種で逃げやすい。『X』で初登場。
チョコヌーバ
ドロヌーバの転生モンスターとして『X』に登場。
『X』の季節イベントでは色違いのビターチョコヌーバ、ホワイトヌーバが登場。

『X』Ver.6.0のメインストーリーで登場。王冠をかぶっており、緑色の体色。
チョコロマン
『モンパレ』に登場。ホワイトチョコのような色をしている。
フェイスボール
顔だけの悪霊たちの集合体。『IV』で初登場。
フェイスボール
オレンジ色。
デーモンスピリット
赤紫色の上位種。『IV』のみで、『V』以降はエビルスピリッツの名で登場している。
フレイム
バンザイをした人型の炎のモンスター。『II』で初登場。
フレイム
ナンバリング作品よりも外伝作品での出番が多い。
『X』ピラミッドの秘宝の守護者として強化版の秘宝の邪精霊が登場。やけつくいきを使う。
3DS版『VIII』では追憶の使いの取り巻きとして強化版の追憶のフレイムが登場。
ブリザード
冷気系の色違いモンスターでザラキを使う。
『X』2014年春イベントクエストの中ボスとして同色の下位種・ふゆほへいが登場。
ギャスモン
『X』盗賊クエストのボスで、3体一組で登場する。紫色の体。状態異常の呪文や特技を使う。
エレメンレッド、エレメンブルー、エレメンイエロー、エレメングリーン、エレメンピンク
『X』試練の門（モンセロ温泉峡入口）に登場する5体色違いのモンスター。それぞれタイプが異なる。
エルダーフレイム
『X』ver3.1から登場。エレメンレッド同様に真っ赤な体色。
スピリットフレイム
『X』ver3.3から登場。エレメングリーン同様に緑色。
インフェルノ
『X』ver3.5(後期)から登場。ギャスモンと同色。
笛の守護者
『モンパレ』に登場。聖なる笛を守護している。
戦闘に勝つと、聖なる笛を与えてくれる。
ドラムの守護者
『モンパレ』に登場。聖なるドラムを守護している。
戦闘に勝つと、聖なるドラムを与えてくれる。
竪琴の守護者
『モンパレ』に登場。聖なる竪琴を守護している。
戦闘に勝つと、聖なる竪琴を与えてくれる。
角笛の守護者
『モンパレ』に登場。聖なる角笛を守護している。
戦闘に勝つと、聖なる角笛を与えてくれる。
ホイップゴースト
フワフワしたホイップ状の幽霊モンスターで、夜間または洞くつ内で出現。『X』で初登場。『X』ではシンボルがうっすらとしか見えないが、「オカルトメガネ」をかけると見えるようになる。
ホイップゴースト
白い体で三白眼。
『X』の季節イベントでは色違いのチョコホイップ、ホワイトホイップが登場。
ポイズントリル
紫の体で丸目の上位種。毒の息を吐く。
レッドプリン
赤い体で糸目の上位種。火炎の息を吐く。
ポムポムボム
小さな手と足がついた風船状のモンスター。『VII』で初登場。
ポムポムボム
赤紫色。『X』ではポムポム爆弾を設置する（ゾンビ系）。
バブリン
黄色い下位種。
プヨンターゲット
色違いモンスター。紫色で、お腹に的のような丸い模様がある。
リュウイーソー
中華丸帽子をかぶり、腹の模様も太極風になっている緑色の上位種。『X』に登場。
呪いの影
『X』オルフェアの町外伝クエストのボス。黒色。
白霊鬼ボータ
『X』Ver.3最初の中ボス。白い体に黒い紋章。
黄金のバブリン
『X』キャラクターズファイルジェニァ編の第1話で手下として3匹登場する。怒りと首領プライドへの応援に注意。
ヘブンバルーン
『X』Ver.6.0で登場。赤い身体に緑の紋章。
メラゴースト
炎状の幽霊モンスター。ジョーカーシリーズではゾンビ系に分類。『IV』で初登場。
メラゴースト
オレンジ色の炎。
『モンパレ』では、闇雲に放たれ敵に当たらず無駄になったメラが怨念を持ってこのモンスターになったとされている。
さまようたましい
真っ青の色違いモンスター。
『X』ピラミッドの秘宝の守護者として強化版の秘宝の霊魂が登場。マヒャデドスを使う。
マネマネ
モシャスを使う黄色い色違いモンスター（ゾンビ系）。
ドルマージュ
ドルマドンを使う紫色の上位種。『X』で初登場。
ジェイドフレア
イオグランデを使う黄緑色の上位種。『X』で初登場。
亡者のひとだま
ザラキ、ザラキーマを使う青白い上位種。『X』で登場。
やみのたましい
『モンパレ』で登場。薄い紫色の体色。
 心の闇
闇蜘蛛マルギトにより呼ばれるモンスター。
欲望のひとだま
欲望の邪鬼ゴモルに呼び出される怨念。2体ほど出るが、図鑑には記載されない。

## 怪人系
亜人のモンスター。代表的なモンスターにおおきづちやバーサーカーがいる。
おおきづち
棍棒を持った小柄なモンスター。覆面のような体毛が上半身を覆っている。
おおきづち
紫の体毛。『V』で初登場。
ブラウニー
茶色い体毛の上位種。
ビッグハンマー
紫の肌に赤い体毛の上位種。『少年ヤンガス』に登場するカンダタ遺跡のボス。
とげこんぼう
ブラウニーの転生モンスター。青い肌に緑の体毛。棘付き棍棒を持っている。
『XI』では通常の敵としては登場せず、3DS版の「時渡りの迷宮」にのみ登場する。
ブラックチャック
黒い肌に白い体毛の上位種。刺付き棍棒を持っている。『X』で初登場。
シドーきづち
『星ドラ』に登場。シドーのお面をつけたおおきづち。
創世の樹の番人
『X』のレベル上限開放クエストのボスで創世の果実を食べたことで巨大化した老齢のおおきづち。
戦いに勝利するなどの方法で番人に認められれば創世の果実をとれる。
ジャンボきづち
『ウォーク』に登場。デッカの実を食し巨大に成長したおおきづち。
オコボルト
剣と盾を装備した子鬼。『XI』で初登場。
オコボルト
緑の体色。
メソコボルト
青い体色。盾は持っていない。
ヨロコボルト
橙色の体色。さらに鎧を身につけている。
ゲキオコボルト
赤い体色。
ビーライダー
蜂に乗ったオコボルト。『XI』で初登場。倒すと蜂にのれる。
あおバチ騎兵
蜂に乗ったメソコボルト。毒の針で攻撃する。
ビーライダー
蜂に乗ったオコボルト。ねむり針で攻撃する。
マッドハニービー
蜂に乗ったヨロコボルト。
ブラッドポリス
蜂に乗ったゲキオコボルト。
きとうし
覆面を被り、邪神の文様の入った法衣を着た神官。
きとうし
『II』で初登場の青色のマントの中位種。ギラ、ラリホー、マホトーン、スクルトの呪文を唱える。
『VII』では赤色のマントを羽織って登場。ギラ、マホトーン、ホイミの呪文を唱える。
『VII』のボスキャラクターとして強化版のメディルの使いが登場。メラミ、バギクロス、マホカンタ、マホトーン、ラリホーマの呪文を唱える。
『IX』にも登場。
まじゅつし
『II』で初登場の緑色のマントの下位種。『II』では杖を持たずギラの呪文を使う。
『IX』では杖を持ちバギを使う。
ようじゅつし
『II』で初登場の桃色のマントの上位種。ベギラマ、マホトーン、スクルトの呪文を唱える。『VI』、『IX』にも登場。
『VI』ではミラルゴの色違い。メラミ、バイキルトの呪文を唱える。
謎の策士
『DQH』に登場する暗い色の亜種。魔物の扉を開き、瞬間移動で逃げ回る。
狂鬼ジーガンフ
狂鬼ジーガンフ
『X』でオーガを選択した場合、最初のボスとして登場。
氷殿の守護兵
『X』神話篇の中ボス。
邪神バルサミコス
『X』ハロウィンイベント（2016年）のボス。紫色の肌で、頭髪は葡萄の房のようになっている。
狂鬼ドランド公
『X』Ver.4.2のストーリーボスで、ゾンガロンに心を奪われたドランド公。黒い肌。
きりさきピエロ
両手に釵のような剣を持ち、額に目の意匠があるマスクを被った道化師。
きりさきピエロ
紫を基調とした道化師。『VI』で初登場。
カメレオンマン
青紫でマントがオレンジの下位種。
『IV』に登場するカメレオンマンはピサロのてさきの色違い。
キラージャック
バイキルトを使うオレンジ色の上位種。
悪魔道化師ゲイザー
『X』旅芸人クエストに登場するボス。
獄辛党員シニグリー
『X』ハロウィンイベントクエストに登場。辛子色でマントが赤。
グルービー先生
『X』に登場。教練バトルで戦う。何度でも戦える。
コトブキーノ
刺又を持ったアジア風の神官が妖怪に慣れ果てたもの。
コトブキーノ
帽子には「寿」の文字がある。初登場は『X』だが、先行して『テリー3D』に登場している。
あおだけ童子
帽子には「竹」の文字がある下位種。
バサラーナ
帽子には「金」の文字がある黄色い上位種。
えんまのつかい
帽子には「灰」の文字があるグレーの上位種。
ふくまねき
帽子には「福」、矢が当たった的が付いた棍を持つ、魔法の迷宮のレアモンスター。
魔法の迷宮で「福の神コイン」を投入すると、一回り大きなふくのかみと共に登場する。
タッピツ仙人
帽子に「墨」の文字があり、白黒の上位種。
あなうめ3兄弟
『X』ナシームの洞くつのボス。兄（青）・弟（緑）・妹（赤）の3人。
「グレイブホール」という穴を掘り、はまった敵を「あなうめ」するコンビプレイを行う。
党首マスター・ドー
『X』ハロウィンイベントクエストに登場する獄辛党のボス。赤／黄の辛域で自身を強化させる。
シールドオーガ
両手に盾（合わせると大きな顔が描かれている）を持った鬼。
シールドオーガ
赤っぽい肌。盾の顔からこおりの息を吐く。『VII』で初登場。
同色の謎の武装兵が『X』戦士クエストの中ボスとして登場。
オーガキング
黒っぽい肌の上位種。『X』では盾の顔からかがやく息を吐く。
たてまじん
茶色の下位種で盾には顔が無い。『X』で初登場。
れんごくの番兵
赤い肌の上位種。黒と橙の盾の顔からしゃくねつのほのおを吐く。『X』で初登場。
マッスルオーガ
『VII』3DS版のトクベツなモンスター。盾を持っていないシールドオーガ。
じごくのドアボーイ
オーガキングの転生モンスターとして『X』に登場。黄緑色。
 悲観の闇
占い師クエスト第2話のボス。桃色の肌で黒い盾を持つ。
鬼人兵
『X』Ver.4.2のストーリーボスで、ゾンガロンに心を奪われたドランド国民の成れの果て。ピンク色の盾を持つ。
シールドこぞう
顔が描かれた丸い盾（体全体が隠れる）を持った小柄なモンスター。
シールドこぞう
緑色の肌。『VI』で初登場。
ビッグフェイス
黄色い上位種でガードが固くなっている。
ダークホビット
茶色い上位種。『タクト』や『X』Ver.6.1以降はダークポックルに改名された。
シールドあにき
髷がついた上位種。シールドこぞうの転生モンスターとして『X』に登場。
おばけこぞう
『タクト』のハロウィンイベントに登場。お化けの仮装をしており、キャンディーとカボチャを持っている。
疾風テング
杖を持ち、浮遊する子鬼のようなモンスター。

『X』Ver.6.0で登場。緑の髪とズボンに青い肌。
守護者ラズバーン
筋肉質な大男のモンスター。炎を纏った大技を多用する。
守護者ラズバーン
『X』で神殿レイダメテスのボスとして登場。
カプサイ神
『X』ハロウィンイベントのボス。緑色の服で頭頂部がトウガラシのようになっている。
2014年のイベントではカプサイ神・激辛として復活。
呪術師マリーン
巨漢の女性型モンスター。巨大な棍棒を振り回す。
呪術師マリーン
『X』の中ボスとして登場。いただきボールで相手を一定時間行動不能にさせる。
豪魔将ベリンダ&豪魔将ブレンダ
『X』モンセロ温泉峡のボスとして登場。ベリンダは物理系、ブリンダは魔法系の攻撃を得意とする。
ジャイラジャイラ
『X』妖精図書館クエストのボスとして登場。衣服は着ていないが、下半身が毛皮で覆われている。
ベナティ
『星ドラ』シーズン3レトスの遺跡の地上4階のボス。このベナティは本物ではなく古の七賢神レトスの化けた姿。
スモールグール
目が無く、長い舌が特徴の食人鬼。
スモールグール
灰色の体。『IV』で初登場。『IV』ではエビルプリースト(あくま系)の側近として3体登場する。
つちわらし
茶色の下位種。
『X』レーンの村外伝クエストには巨大な古代つちわらしが登場。
ベロベロ
赤紫色の下位種。
『モンパレ』では、赤ん坊を泣き止ませることができずに主に殺された子守娘が魔物になって旅人をあやすようになったという設定。
コスモグール
白黒の体色で目を開いた上位種で月世界に住む。『X』で初登場。
ウコバック
茶色とオレンジの上位種で揚げ物を好む。『X』ver.3で初登場。
やみわらし
『X』でプクリポを選択した場合、最初のボスとして登場。紫色の体色で、頭部が肥大化していて眼も開いている。
尖塔の守護鬼
『X』神話篇に登場する中ボス。やみわらしの亜種。
モスボーイ
『X』Ver.6.0で登場。茶色と薄緑。
ダンビラムーチョ
だんびら（幅広の刀）を持った小太りのモンスター。
ダンビラムーチョ
黄色い体。『VII』で初登場。
キングムーチョ
白系で頭部が青い上位種。
ネンガル
キングムーチョと同じ外見のボス。
デスマエストロ
翼の生えた指揮者（割れ顎）のモンスター。
デスマエストロ
魔法に長け、魅了を使う。『X』で初登場。
ヘルコンダクター
マヌーサやラリホーを使う上位種。
『X』ピラミッドの秘宝の守護者として強化版の秘宝の楽奏兵が登場。
アモデウス
魔力覚醒、メラゾーマを使う上位種。
メギドローム
『X』魔法使いクエストのボス。魔力覚醒や上位魔法を使う。
まかいしつじ
アモデウスの転生モンスターとして『X』に登場。
狡猾王アーザムーク
『DQMJ3』に登場。身体の半分がマ素に侵食されているヘルコンダクター。
オルフェウス
『X』Ver.6.0に登場。水色の翼に薄緑の髪とズボン。黄色いベスト。
てっきゅうまじん
鎖で繋がれた二つの巨大な鉄球を振り回す魔人。
てっきゅうまじん
初登場の『IV』および『バトルロード』では紫、『VII』では緑色。
オーガー
緑色の下位種。『IV』に登場。
オーガソルジャー
紫の下位種。『VII』に登場。
とっしんこぞう
戦車（チャリオット）に乗った小鬼。
とっしんこぞう
黄緑色の小鬼。『IX』で初登場。
エビルチャリオット
黒い戦車に乗った紫色の小鬼。
じごくぐるま
地獄の炎で赤くなった戦車に乗った上位種。
トドーロ将軍
星ドラで初登場したボスモンスター。髑髏の頭部と腹部の顔が特徴。斧が武器。
トドーロ将軍
シーズン3第4話のボス。
トドーロ将軍の亡霊
シーズン3第4話クリア後のサブクエストのボス。赤と銀の配色。
なぞの神官
X型の仮面をした神官モンスター。
なぞの神官
ベギラゴンやザオリクを使う。『VIII』で初登場。
闇の司祭
闇の世界で登場（悪魔系）。バギクロスを使う。
ブラックルーン
本編クリア後に行けるダンジョンに登場。ザラキーマや状態変化呪文を使う。
やみのみつかい
少年ヤンガスに登場。ならくの洞くつのボス。
マタセ王
『星ドラ』シーズン2のボス。黒と紫の衣装。
破戒王ベルムド
『X』に登場。コウモリの翼と全身を覆う毛皮が特徴の獣人型モンスター。
破戒王ベルムド
青黒い肌にクリーム色の毛皮。ベルムド王が魔物化した姿。
ベルムドの死後、彼の墓が建てられている。
魔人リンジャーラ
黄土色の肌に青黒い毛皮。リンジャの塔外伝クエストのボス。
未完の破戒王
「破界編」第3話のボス。アラハギーロ王国のストーリーで倒れた破戒王ベルムドを模したモンスター。
ばくだんサーカス
ばくだんサーカス
『X』Ver.4.1に登場。メガザルロックに乗った道化師。名前は大阪ひらかたパークで開催されたイベントでの一般公募で決定した。。
岩のり童子
『X』Ver.6.0に登場。ばくだん岩に乗っている。
バリクナジャ
ムチを持ち、牛のような顔と足をしたモンスター。
バリクナジャ
初登場の『VII』ではコスタールのボス、『X』では魔軍十二将の一角で魔法の迷宮のボスとして登場。
1000年前の世界では凶将バリクナジャとして戦うことになる。
ネクロバルサ
攻撃力が高い（バイキルトも唱える）上に、ギガデイン、ジゴスパークといった魔法まで使う上位種。
ファラリスブル
『X』に登場する上位種。武闘魔ガウラドと同色。
武闘魔ガウラド
『X』武闘家クエストの中ボス。体色はブルーグレーで、刺付き鉄球に鎖がついたものを武器としている。
ファラオ・ナジャ
『X』ピラミッド第5の霊廟ボス。黒い体でムチや腕輪が金色。
魔創兵ゲゾラ
『X』創生の邪洞の中ボス。萌黄色。
ゴモゴモス
『星ドラ』で登場したシーズン2のボス。紫色。
黄金のバディンド
『X』バージョン4.0のストーリーで黄金刑に処された悪党バディンドがキュロノスにより魔物化された姿。
バーサーカー
斧と盾を持った狂戦士。
バーサーカー
『II』で初登場。『トルネコ』では他のモンスターを倒してレベルアップする凶悪なモンスター。
くびかりぞく
下位種。
とうぞくこぞう
『VII』3DS版のトクベツなモンスター。
デスパイレーツ
『VII』3DS版のトクベツなモンスター。
バーバリアン
斧を持った蛮族。
バーバリアン
青い体色。『VII』で初登場。
まさかりぞく
下位種。
パペットこぞう
左右の手に人形を付けた黒衣。
パペットこぞう
右手にスライム、左手にげんじゅつしの人形を付けている。『VIII』で初登場。
マペットマン
右手にドラキーマ、左手にゴーレムの人形を付けた上位種。
ドールマスター
右手にげんじゅつし、左手にキメラの人形を付けた上位種。
バベルボブル
4人が合体した（組体操状態の）モンスター。
バベルボブル
頭と胴体を担当する長男バル、下半身を担当する太った次男ベル、左右の腕を担当する三男ボル・四男ブルが合体。『VIII』で初登場。
モビルフォース
モビルヘッド、モビルボディ、モビルライト、モビルレフトのモビル軍団が合体。
グレートジンガー
オーラー、フーラー、ソーラー、ドーラーの4兄弟が合体。
ピクシー
小鬼のモンスター。
ピクシー
氷の息を吐く。『IV』で初登場。
おにこぞう
火の息を吐く下位種。
バアラック
火炎の息を吐く上位種。
小鬼ブリック
『X』ガミルゴの祈りで戦うボス。
うらぎりこぞう
『IV』裏切りの洞窟のボス。
グリゴリぼうず
『X』Ver.4.1に登場。白い体色に黄色い衣。
プークプック
角笛を持った半人半獣（羊）のモンスター。
プークプック
ひつじかぞえ歌で眠りに誘う。『VIII』で初登場。
『X』では通常モンスターのほか、使い魔ムッチーノが登場。
コサックシープ
青い角と体毛の上位種。のろいの歌を唄う。
笛吹き羊男
まきばの曲を使う上位種。『VIII』ではスカウトモンスターにもなる。
デスケルト
エメラルドグリーンの肌の上位種。のろいの歌、たたかいの歌を唄う。『X』で初登場。
アンゴラモーア
白い毛皮に覆われた上位種で、頭頂部が剥げている。『X』で発登場。
魔女グレイツェル
パラソルを持ち、紫色の球体に腰掛けた魔女。衣装の色は赤で、髪の色はブロンド。『X』メルサンディ村のストーリークエストボス。
正体はクレルというメルサンディ村の住人。
ザンクローネに穢れを浄化され元の姿に戻ると、彼の意向もあって村の一員として迎えられ、メルン水車郷にて水車守として働くことになった。
グレイツェル
帽子をかぶっていない状態。
サンタグレイツェル
サンタの格好をした状態。
グルービー先生
アスフェルド学園に登場。白い衣装に褐色肌。
トリックグレイツェル
『タクト』に登場。ハロウィン風の衣装。
まじょ
とんがり帽子をかぶり、箒に乗った老婆の魔法使い。呪文を多用する。
まじょ

まほうおばば
赤い帽子とローブの上位種。バシルーラを使う。
まほうじじい
貝殻帽子をかぶった老人の魔法使い。
まほうじじい
『V』で初登場。青色のローブ。主に呪文を使う。
ネーレウス
ピンク色のローブ。海に生息する。
ハッスルじじい
『XI』に登場。赤いローブ。海に生息する。ハッスルダンスを使う。
転生大王
3DS版『XI』に登場。ネーレウスと同色。
魔道鬼ベゼブー
『X』のオフラインエテーネの村でテンスの花を焼き払った敵
輪王ザルトラ
魔法の迷宮の召喚符ボスの一匹。
未完の魔道鬼
『X』の長編クエスト「破界編」のボス。
モコッキー
大きな針を持ち、綿毛の髪とヒゲを生やしている。『XI』で初登場。
モコッキー
茶色のマスク。
かれくさネズミ
茶色の体色。
グリーンモッキー
緑色の体色。
いなずまビリー
いなずまを使う。
やみのとうぞく
袋を下げた泥棒。
やみのとうぞく

ブラックサンタ

ドンホセ

さんぞく

ゆめにゅうどう
バクが枕を持ち、服を着たようなモンスター。夜またはダンジョン限定。
ゆめにゅうどう
緑色の体。『X』で初登場。
インキュバス
オレンジ色の上位種。魅惑の踊りを踊る。
ドッグラマッコイ
ヒョウ柄の服で黒い体の上位種。死の踊りを踊る。
ナイトメーア
黄土色の上位種。
バッドメーア
夢現篇に登場するグリーターデーモンのお供。
妖魔ジュリアンテ
ボンデージルックの妖艶な女性型モンスター。ムチを使う。
妖魔ジュリアンテ
『X』の中ボスとして登場。紫色の髪と肌。テンプテーションで相手を魅了する。
舞踏魔プレシアンナ
『X』スーパースター職業クエストのボスとして登場。金髪で、褐色肌に赤の服。ダンスフィーバー、魔女のまなざしなど様々な特技を使う。
魔女ハバネロ
『X』ハロウィンイベントクエストのボスとして登場。真っ赤な体に緑の服。
ファラオ・ヘルマ
『X』ピラミッド第8の霊廟ボス。アヌビス神のような仮面をしている。
ヴェラ
『星ドラ』のボス。ファラオ・ヘルマと同色。
シャドウ・ヘルマ
『星ドラ』の隠しボス。全体的に暗い色のファラオ・ヘルマ。
テンオツ鬼神
『X』天地雷鳴士職業クエストのボスとして登場。青紫の肌に黒の着物。
クリスティーヌ先生
『X』の教練バトルで登場。何度でも戦える。
祭魔ジュリアンテ
『タクト』に登場。着物を着たジュリアンテ。
リリパット
頭巾を被り、弓矢を持った小柄な亜人。
リリパット
茶色い頭巾に黄色い服。『IV』で初登場。
どくやずきん
緑色の頭巾で、毒攻撃をする上位種。
アローインプ
黄色い頭巾で、眠り攻撃をする上位種。
レッドアーチャー
赤い頭巾の上位種。リリパットの転生モンスターとして『X』に登場。
ノクス・アルクス
黒い頭巾に紫の服の上位種。『モンパレ』で初登場。
風船リリパット
『星ドラ』のみんなで大決戦に登場。風船で浮遊している砦モンスターで、遠距離武器に弱い。
パルミオ2世
ドラクエ『X』バージョン4.4 2番目のボス。プクラスの複製体C141がパルミオを神と崇めるあまり、増殖獣の細胞を移植し魔物に成り下がった姿。
邪蒼鎧デルメゼ
聖守護者の闘戦記のボスの一角。腹部が顔になっており、頭部には脳が収められている。
メダル魔王
『星ドラ』イベント竜の女王と幻の神殿で魔幻竜王・魔幻シドー・魔幻ゾーマを1匹ずつでも倒すと神殿の扉が開いて、メダル王&メダル魔王との会話&機能説明イベントを経て、力を示すため戦う。

## 水系
現実世界における水棲生物をモチーフとしたモンスター。代表的なモンスターにしびれくらげやぐんたいガニ、ボスモンスターとしてはグラコスがいる。
イガロス
六本の腕を持つイカの怪人。『星ドラ』で登場。
イガロス
白い体色で青い服に緑のマント。
イガロス二世
グレーの体色で黒い服に赤いマント。肉体だけが復活した魂の無いイガロス。
ジゴ・イガロス
グレーの体色で青い服。古代の厄災と蘇る不死鳥ラーミアで登場。
いわとびあくま
イワトビペンギンに似たモンスター。
いわとびあくま
黒い体に青いたてがみ。『VII』で初登場。
タップペンギー
紫の体に黄色いたてがみの下位種。
こうていタップ
黄色い体に緑のたてがみの上位種。ラリホーマやギガデインといった魔法を使う。『X』で初登場。
ナイトメーア
ピンクの体に黄緑のたてがみ。『VII』3DS版のトクベツなモンスター。
『X』のナイトメーアはゆめにゅうどうの色違い。
ウパソルジャー
直立したウーパールーパーのようなモンスターで、兜や盾、剣を装備している。
ウパソルジャー
水色。『IX』で初登場。
かいぞくウーパー
黄色い上位種。
ウパパロン
オレンジ色の上位種。
エビラ
エビ（ザリガニ）に似たモンスター。
エビラ
『VI』で初登場。『VIII』ではマホトラを使う。
マッドロブスター
くすんだ色の上位種。
エビルアングラー
アンコウのモンスター。
エビルアングラー
『IV』で登場。茶色。
ピラニアン
『IV』で登場。黄土色。
しびれあんこう
リメイク版『IV』で登場。緑色。
シーデーモン
『DQMJ3』で登場。ピラニアンと同色。
おおうつぼ
ウツボに似たモンスター。
おおうつぼ
オレンジ色。『VI』で初登場。
マリンギャング
青緑色の上位種。混乱攻撃をしてくる。
オクトダス
タコの下半身を持つ厳つい外見の怪人。両手に剣を装備している。『星ドラ』で登場。
オクトダス
赤い体色。
オクトリーチ
触角のあるタコのモンスター。
オクトリーチ
水色の体。ふしぎなおどりを踊る。『V』で初登場。
マザーオクト
オクトリーチの上位種で青い体。『DQMJ3』では紫色になっている。
オーシャンクロー
両手に鍵爪を持った怪人。
オーシャンクロー
緑色の怪人。『VIII』で初登場。
アイスビックル
寒冷地に生息する上位種（怪人系）。
クローハンズ
赤いマスクの上位種（怪人系）。
ニードルオクト
頭にトゲがついたタコ型のモンスター。
ニードルオクト
トゲミサイルや墨を吐く（敵は幻惑状態となる）。『IX』で初登場。
オクトスパイカー
銀色のタコ型のマシン（マシン系に分類される）で体力が減ると「はじけとぶ」。
おばけヒトデ
直立したヒトデのようなモンスター。
おばけヒトデ
青い体に赤い外枠。『VII』で初登場。
マージスター
白い体にオレンジ色の外枠の上位種。
チャンプスター
黄色い体の上位種。
海竜
長い胴体からサメの頭と短い腕を生やしたドラゴン。モンスターズシリーズではドラゴン系。
海竜
青紫色。大きな顎と鋭い牙で獲物に噛み付き、体を巻き付けて締め上げる。
『VIII』では「まほうのカガミ」のイベントに関わる。
シャークマジュ
赤い上位種。
ガマキャノン
ガマガエル型のモンスターで肩にキャノン砲を持つ。
ガマキャノン
紫色。『IX』で初登場。
デザートタンク
淡褐色の上位種（けもの系）。
キャノンキング
緑色の上位種（けもの系）。
ガマデウス
マントを羽織り、巻貝の杖を持ったカエル。下半身は尾ヒレ。『VII』で登場。
ガマデウス
緑色の肌に赤いマント。ボス敵。
フロッグキング
濁った桃色の肌に青いマント。星ドラでは肌の色が黄色い。
ギャオース
たてがみを持つ海竜系のモンスター。モンスターズシリーズではドラゴン系。
ギャオース
背が青く腹側が白い。『VII』で初登場。
ヘルダイバー
背が赤紫で腹側が黄色い。『VII』では下位種だが、『VIII』『IX』では上位種。
シーバーン
背が紫で腹側が赤い上位種。『IX』に登場。
グラコス
下半身が魚の半魚人で二股の槍を持ったモンスター。
グラコス
『VI』『VII』では中ボスとして登場。
『X』では魔法の迷宮のコインボスとして登場。
グラコス5世
『VII』の中ボスとして登場。
グラコスエビル
『VII』3DS版のトクベツなモンスターとして登場。
マダム・グラコス
『トルネコ3』のバザーの女主人として登場するピンク色のグラコス。
キングマーマン
『VI』のみグラコスの色違いモンスター（水色、他のシリーズ作ではマーマンの色違い）。
グレートマーマン
『VII』に登場する色違いモンスター（水色）。
深淵魚キュラス
『X』バージョン3.4ガイラス古海の奥地深海のほこらのボス。薄緑色。
ヘルサーディン
『X』に登場。深淵魚キュラスのお伴として登場。青色。
ぐんたいガニ
堅い殻を持つカニのモンスター。
ぐんたいガニ
赤いカニで、なかまを呼ぶ。『III』で初登場。『III』発売前に発行された雑誌では「ひとくいガニ」という名称で紹介されていた。モンスターズシリーズ初期では虫系。
ハサミおやぶん
大型のぐんたいガニ。『モンパレ』に登場。
じごくのハサミ
緑色の上位種。スクルトを唱えて、ただでさえ高い守備力を上昇してくる。
『X』魔法戦士クエストの中ボスに強化版の商品ナンバー7が登場。
オオバサミ
大型のじごくのハサミ。『少年ヤンガス』に登場。
ガニラス
青い上位種。『X』Ver.5.4では水の祠の守護者が守護ガニラスを呼ぶ。
キラークラブ
緑茶色の上位種。SFC版『III』から登場。ラリホー、スカラ、スクルトを使う。
詩歌の守り手
『X』詩歌の遺跡で背中に石碑を担いでいる大きなカニ。
濁流の邪殻
詩歌の守り手の黒い上位種。『X』の配信クエスト「失われた時を探して」に登場。
セキバーン
詩歌の守り手のモノトーンカラーの上位種。魔法の迷宮の隠し階に登場する。
凶ぐんたいガニ
『DQMJ3』に登場。身体の半分がマ素に覆われたぐんたいガニ。
凶じごくのハサミ
『DQMJ3』に登場。身体の半分がマ素に覆われたじごくのハサミ。
凶キラークラブ
『DQMJ3』に登場。身体の半分がマ素に覆われたキラークラブ。
さつじんイカリ
イカリがモンスターに生まれ変わったとされる。
さつじんイカリ
錆色。『VIII』に登場。
デッドアンカー
紫色の上位種。
サンドシャーク
かぎ爪を持つシュモクザメのようなモンスター。
サンドシャーク
褐色で砂漠にも住む。『IX』に登場。
ヘルマリーン
紫色の下位種。
ダークマリーン
黒い上位種。
シーメーダ
大きな目玉を持つ海の妖精モンスターで、回復魔法を得意としている。
シーメーダ
水色で眼が黄色。『VIII』で初登場。
マリンフェアリー
黄色い上位種。
しびれくらげ
白いクラゲのモンスター。初登場の『II』ではねむりこうげき、『III』以降はまひこうげきをしてくる。
ホイミスライムの色違いであるため、スライムの仲間として扱われることもある（『X』のイベントクエスト「春風の吹く日まで」など）。
神獣カシャル
『X』に登場。Ver.3.4のラストボス。白いイルカの姿。
最初はレムリカシャル、ムーカシャル、アトラカシャルの3体に分裂し、1体倒すと神獣カシャルに合体して闘う。
ペコリア・アルファ&ペコリア・オメガ
『X』のバージョン4.4で最初に戦うピンクのイルカ。ストーリー内ではペコリアたちと表記される。イルカだが『X』ではマシン系。
だいおうイカ
ダイオウイカをモチーフにした巨大なイカのモンスター。
だいおうイカ
『III』で初登場。色は白、または水色。一部作品では薄紫色になっていることもある。
テンタクルス
青緑の上位種。『III』『X』に登場。
クラーゴン
オレンジの上位種。『III』『VIII』に登場。『XI』ではボスとして登場する。
海冥主メイヴ
黄色と黒の上位種。『X』嵐の領界に生息。
オセアーノン
『VIII』でポルトリンク沖に登場するボス。
凶だいおうイカ
『DQMJ3』に登場。身体の半分がマ素で黒い水晶に覆われただいおうイカ。
凶クラーゴン
『DQMJ3』に登場。身体の半分がマ素で黒い水晶に覆われたクラーゴン。
イレイザーGe50
『X』パクレ警部のキャラクターファイル第3話のボス、第1話の依頼人ボンドルになりすましてパクレ襲撃を企てた。イレイザーシリーズという部類の暗殺者。
水の祠の守護者
『X』Ver.5.4ストーリーで登場。触手の先は黄色く、白い体色に青い模様。守護ガニラスを呼ぶ。
だいおうキッズ
小さなイカのモンスター。
だいおうキッズ
だいおうイカの幼生。『VIII』で初登場。
プチアーノン
オセアーノンの幼生。
ゲノミー
『X』Ver4.1で初登場。オーロラのような色合い。
ゲノディオ
いにしえのゼルメアで女王ゼルメアにより助けられたゲノミーが成長した大王いか。
タコメット
堅いヘルメットのような殻を被ったタコのモンスター。メガザルダンスを使う。『X』で初登場。
テンタコルス
タコメットの上位種。紫色。『X』試練の門（海風の洞くつ）に登場するほか、グラコスに呼ばれるものはミステリーダンスを使う。
ヒョウモンダーク
『X』Ver.3.4に登場。テンタコルスと同色。
たこやり兵
『DQMSL』で登場したタコメットの下位種。緑色。
だいおうクジラ
クジラをモチーフにしたモンスター。
だいおうクジラ
紫色。『IX』に登場。
ぬしさま
腹が赤い。『IX』の中ボスとして登場。
オーシャンボーン
腹が黄色い上位種。
凶ぬしさま
『DQMJ3』に登場。マ素によって身体が黒くなり、紫色の水晶の鎧を身につけたぬしさま。
海獣ニジクジラ
『星ドラ』のイベント「海底に眠りし古代遺跡」のボス
たこつぼこぞう
タコつぼの中から矢を撃ってくる。
たこつぼこぞう
『VI』に登場。
アクアハンター
上位種。
ネイルビースト
鋭いツメを持つ半魚人のモンスター。
ネイルビースト
黄緑色の体色。『VII』で初登場。
アサシンクロー
橙色の色違いモンスター。
スクラッチャー
水色の色違いモンスター。『X』で初登場。
呪縛の魔獣
黄色い上位種。『X』ツスクル村外伝クエストのボス。
バジリスケイル
紫色の色違いモンスター。『X』ver.3.5で初登場。
ヘルパイレーツ
下半身がタコのモンスターで、甲冑を纏いヤリをもっている。
ヘルパイレーツ
赤い体で銀の甲冑。『VI』で初登場。
オクトセントリー
『VI』では上位種、『VIII』では下位種。
ポイズンリザード
太目のサンショウウオ型モンスター。
ポイズンリザード
黄土色の体で毒を持つ。『IV』で初登場。
ベビーサラマンダ
赤い上位種（ドラゴン系）。激しい炎を吐く。
マッドルーパー
ピンク色の上位種。サンドブレスを吐く。
ましょううお
魔瘴の力を得た紫色の上位種。『X』の中ボス。
ポグフィッシュ
ブタの顔をしたフグのモンスター。
ポグフィッシュ
黄色い体に灰色の模様。『VIII』で初登場。
ピッグマリオン
紫色の上位種。
ポセイドン
数珠やローブのような物を身に付けた四足歩行の巨大な半魚人のモンスター。
ポセイドン
『DQM2』で登場。全ての海を支配する王で、水系の最強クラス。緑色。
オケアノス
『DQMSL』で登場。灰色の下位種。
海の神ワダツミ
『DQMJ3』で登場するボスモンスター。黄色がかった白色。産星神と呼ばれる3体のうちの1体で、海を司る。???系に属する。
マーマン
下半身が魚の半魚人モンスター。
マーマン
青い体。『III』で初登場。ルカナン（『V』以降はルカニ）を唱える。
マーマンダイン
緑色の上位種。『III』のマーマン属ではこのモンスターのみ、陸地に現れることがある。
キングマーマン
紫色の上位種。『III』のみ、ごくらくちょうを回復役として呼び出すことがある。『VI』のみグラコスの色違い。
ザバン
赤い上位種。『VIII』の中ボス。
追憶のザバン
黄色く輝く上位種。3DS版『VIII』で追憶の回廊のボスとして登場。
マリンスライム
巻貝を背負った青いスライム（スライムつむりの色違い）。『III』で初登場。
わかめ王子
サンゴのマイクを持ったワカメのモンスター。
わかめ王子
緑色。コミックソングを唄う。『VIII』で初登場。
『X』ではアラハギーロ国王がわかめ王子の姿に変えられていた。
フラワーゾンビ
紫色の上位種。呪いのうたを唄う。『VIII』では植物系、『X』ではゾンビ系。
ヘドロイド
『VIII』闇の世界のモンスター（あくま系）。黒い上位種。
こんぶ大将
青系の上位種。マヒャド、たたかいのうたを使う。『X』で初登場。
とろろ将軍
黄色っぽい体の上位種。まりょくのうたを唄う。こんぶ大将の転生モンスターとして『X』に登場。
タタリ御前
黒い上位種。『X』で登場。Ver.5.0のデスマスターの職業クエストでは死霊姫ヤサギリが登場。
潮風のディーバ
白い上位種。海風のララバイ（眠り効果）などさまざまな歌を唄う。
『X』試練の門（海風の洞くつ）に登場するほか、グラコスに呼ばれることもある。
うどん王子
『星ドラ』に登場する四国地方のご当地モンスター。王冠のかわりにネギ、マイクが箸になっている。
歌声の化身
ドラクエ『Ｘ』のレベル116解放クエストのボス。名前の色が変わるごとに仲間呼びでおっかけパンサー(ダークパンサー系)。おっかけドラゴ(みずたまドラゴ系)を呼ぶ。

## ???系

### ナンバリング作品
魔王クラスのモンスターのほか、敵として登場するNPCも含まれる。
竜王
『I』のラストボス。魔法使いの形態と竜形態の2戦行う。魔法使い形態が「りゅうおう」、ドラゴン形態が「竜王」となっていることが多い。作品によってはドラゴン系。モンスターズシリーズでは上位種のしん・りゅうおうが登場。
りゅうおうの影
『ビルダーズ』に登場。大量発生し、竜王の代わりに戦う。
魔幻竜王
『星ドラ』新イベント竜の女王と幻の神殿のボス。
炎の厄災
『星ドラ』四精霊の試練に登場。見た目は真っ赤なしん・りゅうおう。
ゴア・しんりゅうおう
『DQMSL』で登場。しん・りゅうおうが狭間の闇の王の闇の力により覚醒した姿。翼が4つなり、右手、しっぽの先端、肩が岩で覆われている。その肩には黄色い巨大なトゲが生えている。
ハーゴン
『II』の黒幕である邪教の神官。『星ドラ』では怪人系。
マルネィ
『星ドラ』シーズン2に登場。全体的に和風。かつて魔物を率いて惑星クラウドを支配していた。
セセニョンの忘霊
『星ドラ』シーズン2に登場。マルネィの色違い。星屑魔法団によってセセニョンの頭の中に住みつき、彼女の記憶を奪っている。
シドー
『II』の最終ボス。邪教が破壊神として信奉する破壊の神。『星ドラ』ではあくま系。モンスターズシリーズでは上位種のジェノシドーが登場。
魔幻シドー
竜の女王と幻の神殿のボス。
狂乱の破壊者
『X』アスフェルド学園の最終ボス。シドーと同じ姿。
風の厄災
『星ドラ』四精霊の試練に登場。見た目は緑色のジェノシドー。
ゴア・ジェノシドー
『DQMSL』で登場。ジェノシドーが狭間の闇の王の闇の力により覚醒した姿。うでや翼の数が増え、しっぽの竜は巨大化している。
バラモス
『III』の上の世界の最終ボス。ゾーマの配下。『星ドラ』では怪人系。リメイク版では上位種のバラモスエビルが登場。
魔幻バラモス
竜の女王と幻の神殿での魔幻ゾーマ戦の前段階で登場。
バラモスゾンビ
『III』ゾーマ城の中ボス。バラモスがゾンビ化したもの。最終層の3連戦で最後に戦う。
バラモスブロス
『III』のゾーマの城の中ボス。最終層の3連戦で2番目に戦う。『X』ではバラモスの弟と設定されている。
ゾーマ
『III』のラストボス。闇の衣に包まれており、闇と冷気を操る大魔王。モンスターズシリーズでは上位種のアスラゾーマが登場。
魔幻ゾーマ
『星ドラ』イベント 竜の女王と幻の神殿のボス。
なぞなぞーマ
本『ドラゴンクエストなぞなぞブック なぞなぞーマからの挑戦状』に登場したオリジナルキャラクター。
ゾーマに似たモンスター。
ゾーマズデビル
『ドラゴンクエストモンスターズ1・2 星降りの勇者と牧場の仲間たち』（以下『DQM1・2』で初登場。
なぞーマデビル
本『ドラゴンクエストなぞなぞブック なぞなぞーマからの挑戦状』に登場したオリジナルキャラクター。
ゾーマズデビルに似たモンスター。人々から奪った「なぞパワー」を使いアレフガルドの魔物たちを操っている。
水の厄災
『星ドラ』四精霊の試練に登場。見た目は青色のアスラゾーマ。
ゴア・アスラゾーマ
『DQMSL』で登場。アスラゾーマが狭間の闇の王の闇の力により覚醒した姿。うでが4本、顔が3つなってより阿修羅ぽくなり、また武器が錫杖に変わっている。
エスターク
『IV』の中ボス。水色。『V』、3DS版『VIII』、『IX』では隠しボス（帝王エスターク）。
グランエスターク
『イルルカ』に登場。狭間の闇の王に対抗するために作られた魔神像。
凶エスターク
『DQMJ3』に登場。身体の一部がマ素に覆われたエスターク。『DQMJ3』では狐色で、『DQMSL』では青色。
凶帝王エスターク
『DQMSL』に登場。身体の一部がマ素に覆われた狐色のエスターク。
覚醒帝王
『星ドラ』のギガバトルイベント「魔神獣と絶望の凶星」に登場。黒い体色で赤い眼。身体の一部が結晶化している。
プチターク
リメイク版『V』で初登場。エスタークの息子。
ピサロ
『IV』の重要人物。ドラゴンクエストシリーズでは珍しい人型のモンスター。
恋人にルビーの涙を流すエルフのロザリーがいる。ロザリーが一獲千金を狙う人間に狙われているのもあってか、人間を憎んでいる。
リメイク版では、ある条件を満たすと仲間となってくれる。エビルプリーストを倒した後はロザリーと共に静かに暮らしている。
ドラゴンクエストライバルズでは、モンスターで唯一リーダー格のカードになっている。
『DQH』では仲間になり、必殺技で一時的にデスピサロになることができる。
デスピサロ
『IV』のラストボス。ピサロが進化の秘法で変身した姿。最初はエスタークの色違い（茶色）だが、ダメージが減るごとに姿が変わる。
『IV』以外の作品では最終形態で登場することが多い｡
モンスターバトルロードシリーズでは、強化版の真・デスピサロが登場する。
サイコピサロ
デスピサロに似たモンスター｡体が一部紫になり、顔が小さくなっている。
当初はデスピサロの進化系という設定だったが、『IV』のリメイク版が発売されたことにより、別のモンスターということになった。
大地の厄災
『星ドラ』四精霊の試練に登場。見た目は茶色のサイコピサロ。
ゴア・サイコピサロ
『DQMSL』で登場。サイコピサロが狭間の闇の王の闇の力により覚醒した姿。
エッグラ&チキーラ
リメイク版『IV』の隠しボス。エッグラは小柄で両手に短剣を持っており、チキーラはモヒカン頭の格闘家。
卵と鶏論争をしている。何度でも戦える。
サン・クラウン&サン・タイガ
『星ドラ』の星霊陽双獣襲来イベントで登場。サン・クラウンはピエロ、サン・タイガは虎のような容姿。
エグパンダ&チキダンチョー
『星ドラ』の星霊猛獣団イベントで登場。エグパンダはパンダ、チキダンチョーはサーカス団の団長のような容姿。
MCエッグラ&ロックチキーラ
『星ドラ』のご当地イベントで登場。MCエッグラはMC、ロックチキーラはロッカーのような容姿。
ゲマ
『V』に登場。光の教団の幹部。『星ドラ』ではゾンビ系。人の絶望を何より好む冷酷非道な性格の持ち主。
主人公を奴隷としたり、石化させたりした上、主人公の父を殺したり、主人公の母にとどめを刺そうとしたりした。このことから、ゲマは主人公の宿敵となっている。
ネクロマンサー
『V』に登場するザコ敵。SFC版ではゲマと同じ色だが、リメイク版以降は緑の肌に茶色いローブ。
ムンライト
『星ドラ』ガンドグビア大陸のボス。怪人系。
執行補佐魔術師
『星ドラ』シーズン2のボスの取り巻き。白いローブで薄紫の肌。
ミルドラース
『V』のラストボス。魔界の支配者。人型と魔物型の2戦行う。
ムドー
『VI』に登場。
『X』では2021年1月27日より魔法の迷宮ボスとして登場。
ムドー（幻）
正体はムドーの幻術によって悪夢を見せられているレイドック王の夢の中の姿。
ラーのかがみによって元に戻る。
ブースカ
『VI』に登場するザコ敵。青い肌。
デスタムーア
『VI』のラストボス。狭間の世界の支配者。3連戦で、最終形態（大魔王デスタムーア）は頭と両手の三つの部位に分かれている。
ダークドレアム
自らを「破壊と殺戮の神」と名乗る魔神で、サタンジェネラルの色違い。『VI』で初登場。作品によってはあくま系。
上記のデスタムーアを遥かに凌駕する力を持つ。
その他の作品では、他の敵より強く設定されていることが多い。
爆炎王ガイフレア
スキャンバトラーズ超6弾で登場。炎系モンスターの王であり黄色い鎧で赤い肌。
邪神ダビヤガ
『X』Ver.5.3のボス。紫の肌で、装飾が大きく異なる。
オルゴ・デミーラ
『VII』のラストボス。過去ではオレンジ色で2形態、現代では緑色で4形態戦う。現代の3 - 4形態はゾンビ系。
ほのおのせいれい
『VII』に登場。炎を司る。良心的で、主人公に力を貸す。
みずのせいれい
『VII』に登場。水を司る。良心的で、主人公に力を貸す。『DQMCH』の同名の精霊とは別人。
かぜのせいれい
『VII』に登場。かぜを司る。良心的で、主人公に力を貸す。星ドラでは肌が薄い緑色。『DQMCH』の同名の精霊とは別人。
だいちのせいれい
『VII』に登場。だいちを司る。良心的で、主人公に力を貸す。
神さま
この世界の万物を創造した全知全能の存在。
かつてオルゴ・デミーラと戦い、魔王の力の大半を奪うことに成功するも力及ばず敗北し、消滅してしまったと思われていたが、エンディング後に行ける謎の異世界において元気に修行していたらしい。かなりの強さを誇り、レベル90でも倒すのは困難。腕試しとして何度でも戦える。
サンタさま
『星ドラ』のクリスマスイベントに登場するサンタの格好をした神様。
あくがみさま
『DQMSL』で初登場。かみさまに似た姿をした偽りの神(悪魔系)。
ドルマゲス
『VIII』のボス。ラプソーンに操られた道化師。人型と魔物型の2戦行う。3DS版では強化版の追憶のドルマゲスが登場。
呪われしゼシカ
『VIII』のキャラクター。ラプソーンの杖を握ってしまったことで操られた姿。肌の色は青く変色し、血管が一部浮き出ている。
神鳥レティス
『VIII』のボス。ワシのような姿形をしている巨鳥。『DQMJ2』では黄色い色違いも登場している。
戦いで勝つと主人公に協力する。
魔犬レオパルド
『VIII』のボス。ラプソーンの魂に操られ魔物化した犬。3DS版では強化版の追憶のレオパルドが登場。
最期は犬の姿に戻り、その場に倒れて死亡した。
ジャハガロス
3DS版『VIII』のボス。ラプソーン配下の魔物。
エルラス
『星ドラ』シーズン2のボス。バルザス大陸の創造主で、黄色のトーガを身にまとい鹿のような角を生やしている。
エルラスゴースト
エルラス討伐後、サブクエストで戦うボス。紫色。
エルグラーク
『星ドラ』に登場。ゼイアンの部下で、身体の一部が結晶化しているエルラス。
マルチェロ
『VIII』のキャラクター。不幸な生い立ちの為、歪んだ性格を持っている。ラプソーンを復活させてしまい、その後行方不明になるが、3DS版では行方不明になった後、一度だけ主人公と共闘する。
主人公像
『VIII』のボス。
ヤンガス像
『VIII』のボス。
ゼシカ像
『VIII』のボス。
ククール像
『VIII』のボス。
暗黒神ラプソーン
『VIII』のラストボス。闇の世界の破壊神。暗黒魔城都市では小型だが、最終決戦時は巨大な真の姿で闘う。
竜神王
『VIII』の裏ボス。人間形態と竜形態の2戦行う。人間形態が「りゅうじんおう」、ドラゴン形態が「竜神王」となっていることが多い。
倒した後は正気に戻り、竜の試練がプレイできるようになる。
作品によってはドラゴン系。
魔神ジャダーマ
『IX』のボス。ダーマ神官が女神の果実の影響で魔物化した。
破壊神フォロボス
魔神ジャダーマの色違い。宝の地図のボスの一種で、全体的に黒い。
いにしえの魔神
魔神ジャダーマの色違い。配信クエストのボスで、金色。
ドアヌ
『星ドラ』シーズン2のボス。宇宙政府の上級執行官。緑と黒の体色で、細部が他の種類と異なる。
ジャドーヌ
『星ドラ』シーズン2のサブクエストの裏ボス。ドアヌの色違いで、銀色。
チョルルカ
『星ドラ』シーズン2のボス。宇宙政府の上級執行官。
ザイアック
『星ドラ』のギガバトルイベント「魔神獣と絶望の凶星」に登場。全体的に黒く。身体の一部が結晶化している。自らの生命を削って影を2体生み出す。
暗黒皇帝ガナサダイ（第1形態）
『IX』の大ボス。魔帝国ガナンの皇帝。青色の服。杖を持った人型のモンスター。
名をうばわれし王
『IX』配信クエストのボス。紫色の服。
ヤヤーレ将軍（第1形態）
『星ドラ』28章のボス。紺色の服。
暗黒皇帝ガナサダイ（第2形態）
『IX』に登場。肌色の体、青色の盾。竜の骨のような姿で槍と盾を持った魔物。
ヤヤーレ将軍（第2形態）
『星ドラ』29章のボス。紫色の体、紺色の盾。
堕天使エルギオス
『IX』のラストボス。元は人間を愛する上級天使だが、ガナン帝国に捕まり、長らく幽閉されていた為、闇に堕ちて魔物化してしまう。天使型の第1形態と悪魔型の第2形態。
最後は心優しい天使に戻り、ラテーナと共に星となった。
冥王ネルゲル
『X』Ver.1ラストボス。鎌を操り全てを無に帰さんとする死神。
恐怖の化身
『X』のVer.2.2ラストボス。マデサゴーラが生み出したネルゲルの影。
死の道化師
『X』のバトルロード格闘場のボスの一人。ネルゲルの色違い。
冥獣王ネルゲル
『X』Ver.1のラストボス。ネルゲルが大いなる闇の力で魔獣化したもの。
魔勇者アンルシア姫
『X』Ver.2.0に登場。マデサゴーラが生み出した偽りのアンルシア。モンスターとしての登場は「DQMSL」から。
最後は自分の思いと大魔王マデサゴーラについて語り、去っていった。
その後も時々登場する。
魔勇者アンルシア
『X』Ver.2.0のボス。上記のアンルシアが変身した姿。2形態（同じ姿の色違い）あり合計3連戦。
魔天の勇者
『X』のイベントに登場。紫のサンタドレスを着ている魔勇者アンルシア。
滅びの剣アンルシア
『X』クエスト破界編第4話のボス。滅びの手により素体にされた存在。
魔剣士テグラム
『X』の偽グランゼドーラ外伝クエスト最終話のボス。魔勇者アンルシアの魂に操られており、アンルシアの黒い色違い。
魔元帥ゼルドラド
『X』Ver.2.3の魔幻宮殿のボス。マデサゴーラにとっての忠臣。ゼルドラドの剣を召喚する。
狂信者ヤイル
『X』Ver.5.0のボス。ヴァレリアの側近ヤイルの真の姿。
剣魔の伝霊
『X』Ver.5.1サブクエスト「剣魔の背中」で刺さっている剣を調べた先剣の霊域で戦う剣魔の里の守護者。
アルヴァン
『X』王家の迷宮最下層のボス。1000年前のグランゼドーラ王国を守った勇者。不死の魔王を封印する際、禁忌の術で迷宮に封じ込められた。
倒された後は成仏するが、その後主人公が1000年前にタイムスリップし、不死の魔王ネロドスと戦うと生前のアルヴァンと共闘することになる。
トーマ王子
『X』Ver.2.4のボス。マデサゴーラに洗脳されたグランゼドーラの王子。
元はアンルシアの兄｡魔族との戦闘で命を落とす。その後マデサゴーラによって闇の勇者として蘇った。
マデサゴーラ撃破後はアンルシア､主人公に礼を言い、成仏した。
大魔王マデサゴーラ
『X』のVer.2.4ラストボス。アストルティアにおける魔族の王。
創造神マデサゴーラ
奈落の門からの光により異形の魔物へと変異したマデサゴーラの第2形態。
マデサゴーラ
「破界編」第5話のボス。滅びの手により、復活
竜将アンテロ
『X』Ver.3.0ボス。竜人。ランガーオと奈落の門で二度戦う。
幻妖の魔勇者&幻妖の黒公子
邪神の宮殿に登場するキャラクター。
幻妖の魔勇者
魔勇者アンルシアの幻影。
幻妖の黒公子
トーマ王子の幻影。
剣士ヒューザ
『X』ver.3.5前期中ボス。神官長ナダイアに操られていた。
操られている時以外は主人公の味方。
邪竜教祖オルストフ
『X』Ver3.5後期ボス。ナドラガ教団の総主教。杖を持つサソリのような魔物。最後はナドラカと共にナドラガンドを見守ることにした。
虚空の神ナドラガ
『X』Ver3.5ボス。ナドラガンドを守護する竜族の種族神。小柄で杖を持っている。
魔瘴魂ナドラグル
ナドラガの残した魔瘴に大いなる闇の根源の意志が宿ったもの。
影魔レイミリア
『X』バージョン4.0に登場。イルラビリンスの奥地、デスジャンクションのボス。周囲に球体を浮かべ、黒いドレスを着た女性の姿をしている。
ゾブリス将軍
『X』Ver.5.1のボス。バルディスタの女将軍で、幻術を操りネクロデアを滅ぼした。
悪神リナーシェ
『X』Ver.6.1のボス。ウェディの英雄が憎しみに飲まれた。
時獄のドミネウス
『X』Ver4.0ボス。ドミネウス王が時渡りの力で魔物化した。
魔人王ドミネウス
『X』Ver4.0ボス。さらに時渡りの力を得たドミネウス王。
翠将鬼ジェルザーク
『X』聖守護者の闘戦記のボスの一角。翡翠色の鎧を身にまとっている。
不死の魔王ネロドス
『X』Ver.4.1ボス。魔軍12将を率いて1000年前のグランゼドーラを襲撃した。
ネロドスシャドウ
『X』Ver.5.3ボス。モヒペンコがネロドスの彫像から生み出した幻影。
黒衣の剣士パドレ
『X』Ver.4.3ボス。ドミネウスの弟。キュロノスに操られている。
彼の洗脳を解く方法をルシェンダが探している。
時見の箱
『X』Ver.4.4のボス。時見の神殿にある祭壇に設置されていた箱。正体は『キュロノス』。
迷える勇者
グランゼドーラを襲撃した不死の魔王ネロドスに敗北し、しもべになったアルヴァン。
迷える盟友
迷える勇者に従いグランゼドーラ王国を壊滅させ、過去に救った国に出征したカミル。
狂える王子
戦禍の邪神に魅入られ獣同然になったギルガラン王子。
怒れる老匠
グルヤンラシュに憎しみを持ちウルベアを巨神兵で壊滅させたリウ老師。
堕ちた剣聖
キュロノスの洗脳をパドレの代わりに受け入れたファラス。
悪鬼なる王
古代ドワチャッカ大陸の地脈エネルギーを奪いきり、故郷エテーネ王国に帰郷できなかったクオード。
時元神キュロノス
『X』Ver.4.5のラストボス。強大な力を得て現代のアストルティアを滅ぼした。
レイジバルス
ゼクレス魔導国の王子アスバルが魔力暴走を起こしながら、召喚した巨人。
魔王ユシュカ
『X』Ver.5.0に登場するファラザードの魔王。メインストーリーのデモンマウンテンで戦うことになる。
闇の根源の幻影
『X』Ver5.0のストーリーの最後に戦うことになる。黒衣に身を纏い、馬に乗っている。
闇の根源の呪縛
『X』Ver.5.5前期のストーリーの最後に戦うことになる。金色の衣装を纏っている。
魔王ヴァレリア
バルディスタ城の魔王。Ver.5.2のストーリーで主人公が大魔王に即位する前に、王座の間で親書を渡した後戦う。
魔瘴魂グウィネーロ
Ver.5.2のストーリーのラストボス。主人公が魔界の大魔王になった直後、魔仙卿が呼び出しユシュカと共に相対する。無数の目と棘が生えた球体。
異界滅神ジャゴヌバ
Ver.5.5後期のラストボス。
絶対滅神ジャゴヌバ
ジャゴヌバの第二形態。
ラダ・ガート
Ver.6.0のメインストーリーで戦うこととなるオーガの英雄。
悪神ラダ・ガート
ラダ・ガートの第二形態。背中に4枚の黒い翼が生えた。
ハクオウ
Ver.6.1のメインストーリーで戦うこととなるエルフの英雄。
狂戦士レギオン
『X』の戦士クエストの中ボスでアガペイの所属した盗賊団リーダー。
闇の狂戦士
『X』戦士クエストラストボス。仮面を被った黒い戦士で、主人公の種族によって姿が変わる。
超天道士ヤーン
『X』の武闘家クエスト最終話ボス。
戦闘後は、主人公の強さを認め、自分は超天道士としてさらに修行に励むと宣言した。
セインズ&バルケス&ブリギッテ
『X』のバトルマスタークエストのバトリンピックの対戦相手。
セインズはバトリンピック以外でも戦い、逮捕することになる。
魔物商人デイラー&チャーマン&トレダ
『X』の魔物使いクエストのラストボス。
占術師マルグリット
『X』の占い師クエスト第4話ボス。
自らの心から生まれた闇蜘蛛マルギトに取り憑かれてしまったキャラクター。倒された後は、占い師としてやり直すための旅に出た。
魔導士キルギル
『X』のボスで、魔勇者を作り上げた張本人。外伝クエストの偽格闘場で最終決戦。
盗賊ラゴス
『X』カンダタクエスト第2話ボス。
復讐鬼ガガイ
『X』のランガーオ外伝クエストラストボス。闘技場で戦う。
災厄の王・真 災厄の王
『X』の神話編のボスで、最初の災厄の王は幻影。
ファラオ・カーメン
『X』のピラミッドの秘宝第8霊廟のボス。災厄の王の色違い。
太古の魔神
『X』Ver.5.1のボス。ゼクレスの魔王アスバルが母エルガドーラの持つミアラの宝杖で操られた姿。真・災厄の王の姿をしており、白い体色で身体が欠損していない。
災厄の王の幻影
『X』Ver.6.1のボス敵。黒い体色。
海賊トニー&ベニー
『X』のリーネクエストで宝を奪ったスクアーロ海賊団の戦闘員。
海賊スクアーロ
『X』のリーネクエスト第2話で戦うボス。スクアーロ海賊団船長。
ダークポイックリン
『X』のポイックリンクエストの第2話で戦う、正体はポイックリンファンの男の婚約者。
絶望の魔剣士
魔剣士クエストの最後に戦う。絶望に飲まれたディゼル。
首領プライド
オーグリード大陸で地下組織をまとめるオーガの男。爪による攻撃を多用する。
死霊王ギスマイヤー
『X』のデスマスタークエスト第5話で戦う、死霊の王国を築こうと企むウェディ。
デルカダール兵
『XI』に登場。デルカダール王国の兵士。3DS版の2Dモードではさまようよろいの色違い。
デルカダール重装兵
『XI』に登場。デルカダール王国の兵士。3DS版の2Dモードではよろいのきしの色違い。
リーズレット
『XI』のボス。クレイモラン地方にある古代図書館の禁書に封印されていた氷の魔女。クレイモラン王国全体を氷漬けにし、シャール女王を禁書に閉じ込めたり、シャールに化け主人公たちやグレイグを騙したりしていた。最後は力を使いきり、降参して捕えられそうになったがシャールに助けられる。その後はシャールの付き人になり、相談に乗っている。
ホメロス
『XI』のデルカダール王国の軍師。
グレイグとは良き友だが、次第に劣等感を感じることになり、そこをウルノーガに付け込まれた。
最後はグレイグとある言葉を交わし死亡した。
Switch版追加ストーリーでは彼の怨念が登場し、グレイグと一騎打ちする。
魔軍司令ホメロス
『XI』に登場。シルバーオーブの力で翼と尻尾を生やし魔物化したホメロス。
無明の魔神
『XI』ネルセンの試練のボス。暗色。
嘆きの戦士
『XI』に登場。ストーリーで登場する。
正体は主人公の父親のアーウィンの亡霊。戦闘後､バクーモスとの戦闘に勝つことで絶望の闇から救いだし、成仏させることができる。
魔道士ウルノーガ
『XI』に登場。2周目で戦う。ウルノーガの杖を呼び出す。
魔王ウルノーガ
命の大樹の力を取り込み魔物化したウルノーガ。『XI』の最終ボス。第1形態は大剣を持った魔人。第2形態は下半身の無い骸骨の姿。
失われし時の怨念
『XIS』に登場。時の破壊者討伐後に挑戦できる。金色の魔王ウルノーガ第2形態。
ウルノーガの杖
魔道士ウルノーガが普段使っている杖。
魔道士ウルノーガに呼び出され、本人とは別に行動する。
邪竜ウルナーガ
『XI』に登場。魔王ウルノーガが持っている魔王の剣が強大な魔力によって竜型の生命体に変化したもの。ウルノーガ第2形態とセットで現れる。
失われし時の災厄
『XIS』に登場。時の破壊者討伐後に挑戦できる。金色の邪竜ウルナーガ。
邪神ニズゼルファ
『XI』における真の最終ボス。左右の腕が別に行動する。
時の破壊者
3DS版『XI』追憶の神殿の最後に登場する隠しボス。外見は金色のニズゼルファ。
邪神の子
『XI』に登場。ニズゼルファが呼び出す黒いヨッチ族。
ガレムソン&ベロリンマン
『XI』に登場。仮面武闘会予選の対戦相手。
ビビアン&サイデリア
『XI』に登場。仮面武闘会決勝トーナメント初戦の対戦相手。
レディ・マッシブ&マスク・ザ・ハンサム
『XI』に登場。仮面武闘会準決勝の対戦相手。レディ・マッシブは主人公の仲間であるシルビアだが、本人は正体を隠したつもりでいる。
ロウ＆マルティナ
『XI』に登場。仮面武闘会で戦う。普段は主人公の仲間。
ロウ・影
訓練の際、ニマ大師の力を借りて作られたロウの分身。
呪われしマルティナ
マルティナがブギー特性のバニースーツで操られた姿。
ハンフリー
『XI』に登場。真面目すぎるが故に道を踏み外すが、最後は良心を取り戻し、主人公に協力する。
　ドテゴロ、モレオ、デニー
『XIS』に登場。元々は漁師だったが異変後は漁ができなくなり、生きるために盗賊団を率いた。しかしシルビアに諭され彼のナカマ入りをする。
ニマ大師
『XI』に登場。異変後にロウを鍛えるため、お尻たたき棒を二本持って戦う。構えによって物理、魔法攻撃と耐性を切り替える。

### 非ナンバリング作品
邪悪な箱
『トルネコ2』ラストボス。数々の災厄を生み出すドロドロに溶けた一つ眼の箱。試練の館ではザコ敵として登場する。
ヘルジャスティス
『トルネコ3』ラストボス。トルネコと対峙する時は鎧を纏っており、ポポロと対峙する時は仲間モンスターを洗脳する。
ジャスティス兄
ヘルジャスティスの兄。クリア後のダンジョンに生息しており、彼がいるフロアではBGMが変わる。
インへーラー
『少年ヤンガス』ラストボス。全2形態。
魔壺インへーラー
インへーラーの色違い。
オルテカ
『少年ヤンガス』の配合モンスターとして登場。
『III』勇者の父オルテガは、FC版のイベント戦闘では色違い（黒基調）のグラフィックで登場する。
作品によっては悪魔系。
ドーク
『DQM2』ラストボス。宝を集めている。
カカロン
『DQMCH』に登場。
幻魔四天王の一人。
バルバルー
『DQMCH』に登場。
幻魔四天王の一人。
クシャラミ
『DQMCH』に登場。
幻魔四天王の一人。
ドメディ
『DQMCH』に登場。
幻魔四天王の一人。
願いの化身
『星ドラ』に登場。ターバンを被った衣装違いのドメディ。
マガルギ
『DQMCH』ラストボス。
世界を見守る幻魔の女王だが、「ギスヴァーグ」に取り憑かれている。第一形態は敵専用だったがスーパーライトで使用可能となった。
第二形態は紫の翼を生やし、蛇の下半身を持つ。
ドーク
『DQM2』のラストボス。宝玉を持つ巨大な魔物。
ネオ・ドーク
『イルルカ』に登場。ドークがしんせいの宝珠により巨大化したもの。
ディミトリ
『星ドラ』35章のボス。宇宙政府の執行官。第1形態はドークの色違いで青色、第2形態はネオ・ドークの色違いで緑色の体となる。
スペディオ
『DQMJ』に登場。神獣の最初の姿で、白い子犬。
キングスペーディオ
『DQMJ』に登場。神獣スペディオが成長した姿。主人公に協力する。元は人間が嫌いだったが、主人公と旅をして人間はいいものだと知った。
デモンスペーディオ
『DQMJ』に登場。マ素を浴びて全身が黒くなったキングスペーディオ。
JOKER
『DQMJ』に登場。伝説の宝具を装備して青白くなったキングスペーディオ。主人公に協力する。
焔鎖の化身
『星ドラ』ギガバトルイベントの狭間の大穴に登場。赤色。
ガルハート
『DQMJ』に登場。神獣の第二の姿で、赤い雛鳥。
クインガルハート
『DQMJ』に登場。神獣ガルハートが成長した姿。『DQMJ3P』ではクイーンという名のノチョーラでラーの鏡で元の姿に戻りマデュラージャと戦うため主人公に協力する。
グラブゾン
『DQMJ』に登場。神獣の第三の姿で、小猿。
グラブソンジャック
『DQMJ』に登場。神獣グラブソンが成長した姿。『DQMJ3P』ではジャックという名のノチョーラでラーの鏡で元の姿に戻りマデュラージャと戦うため主人公に協力する。
ディアノーグ
『DQMJ』に登場。神獣の第四の姿で、青いトカゲ。
ディアノーグエース
『DQMJ』に登場。神獣ディアノーグが成長した姿。『DQMJ3P』ではエースという名のノチョーラでラーの鏡で元の姿に戻りマデュラージャと戦うため主人公に協力する。
ガルマッゾ
『DQMJ』に登場。カルマッソが大量のマ素に浸食され魔物化したもの。
ガルビルス
『DQMJ3』に登場。マ素に残っていたガルマッゾの悪意がマザーにより実体化したもの。
ガルマザード
『DQMJ3』に登場。ガルビルスがマザーと同化した。
カンダタおやぶん
『DQMJ2』に登場。身体は肌色。王冠を被り、キングアックスを持っている。
作品によっては悪魔系。
闘神レオソード
『DQMJ2』に登場。ライオンの獣人。主人公に協力する。
邪神レオソード
『DQMJ2』に登場。レオソードがオムド・ロレスとの戦いで心を蝕まれ暴走したもの。
倒すと自らの聖なる心と融合し、正気を取り戻し闘神レオソードとして完全復活を果たす。
少年レオソード
闘神レオソードの少年期の姿。
職業神レオダーマ
『星ドラ』に登場。上級職に転職するためのクエストで戦う。職業ごとに攻撃方法を変え、色は赤、青、白、緑の4色がおり、それぞれ弱点が違う。
職業邪神レオダーマ
『星ドラ』に登場。職業神レオダーマの上位種で、全身真っ黒。ランダムで選ばれた職業ごとに攻撃方法を変える。
オムド・ロレス
『DQMJ2』『DQMSL』に登場。天秤と歯車が組み合わさったような人工の機械兵器。
魔王オムド・レクス
『DQMSL』に登場。オムド・ロレスが禁断の魔扉の力で魔王となったもの。
邪獣ヒヒュルデ
『DQMJ2P』に登場。四つ目のサルの獣人。
ヒヒュドラード
『DQMJ2P』に登場。ヒヒュルデが吸い尽くした聖地の力で変身した姿。
凶魔獣メイザー
『テリワン3D』に登場。魔戦士メイザーが禁術で巨大な黒い竜のように変貌した。
魔戦神ゼメルギアス
『テリワン3D』に登場。凶魔獣メイザーがルギウスを食って変貌し、六本の腕を持つ人型の神となった。
狭間の闇の王
『イルルカ』に登場。手足が生えた銀色の蛇のような容姿。
名もなき闇の王
『イルルカ』に登場。狭間の闇の王が復活しようとする妄念により暴走・変異した。
闇の炎王マグマドス
『星ドラ』ダンジョンイベントに登場。赤い体色。
闇の風王トルネドス
上記と同じ。緑色の体色。
ヨッチーズ
『イルルカSP』に登場。クルッチと複数のヨッチ族で構成されている。
マジェス・ドレアム
『イルルカSP』に登場。全体が灰色で腕が4本、赤い剣を4つ持つダークドレアムの進化形。
ダースガルマ
『DQMJ3』に登場。ダークマスターの思念がスターシードの力で蘇ったもの。戦闘中、3段階変形する。
ダグジャガルマ
『DQMJ3』に登場。ダースガルマが変身したもの。10ターン以内に倒さないとマスターアップで全滅させられる。
ウィンデオ
『DQMJ3P』に登場。風の力を秘めた子トラ。
皇帝ウィンディオ
『DQMJ3P』に登場。風の力を秘めたトラの神獣。ウィンデオが成長した姿。マデュラージャと戦うため主人公に協力する。
JESTER
『DQMJ3P』に登場。宝具を装備した青白い皇帝ウィンディオ。神獣界を治める力の王でJOKERの兄。主人公に協力する。
フレイシャ
『DQMJ3P』に登場。炎の力を秘めた子フクロウの神獣。
女帝フレイシャ
『DQMJ3P』に登場。炎の力を秘めたフクロウの神獣。フレイシャが成長した姿。マデュラージャと戦うため主人公に協力する。
ガオガイヤ
『DQMJ3P』に登場。大地の力を秘めた子グマの神獣。
義帝ガオガイヤ
『DQMJ3P』に登場。大地の力を秘めたクマの神獣。ガオガイヤが成長した姿。マデュラージャと戦うため主人公に協力する。
アックル
『DQMJ3P』に登場。水の力を秘めた子ガメの神獣。
戦帝アックル
『DQMJ3P』に登場。水の力を秘めたカメの神獣。アックルが成長した姿。マデュラージャと戦うため主人公に協力する。
WORLD
『DQMJ3P』に登場。JOKERとJESTERが融合した究極の神獣。主人公に協力する。二足歩行の青白い狼ような姿。ストーリーではマデュラージャに操られていたアロマたちの幽霊を救うためこの姿になり、破魔天光という技でアロマたちを浄化させた。そのあと、この姿を長く保っていられず、2匹とも元の姿に戻った。
大魔王マデュラージャ
『DQMJ3P』に登場。神獣と対立していた魔物たちの王。
魔界神マデュラーシャ
『DQMJ3P』に登場。主人公と戦い続けたマデュラージャが変貌した。
マスター・ラドゥガ
『モンパレ』に登場。娘を守るために闇の王の家庭教師になる。
2度目の戦いの後、闇の王に取り込まれた。闇の王戦では、闇の衣をとるきっかけを作り、主人公に協力する。
闇の王
『モンパレ』に登場。魔の世界を統べる王。白い肌の黒衣の少年。
正体は、先代の闇の王が新たな器に宿ったもの。主人公との戦闘後は闇の王は転生したと思われていたが、魂が欠けていたためできなくなっていた。主人公の働きで七つの系統の心を使用することで完全に蘇り、その後は友好関係を保っている。
闇の王ヴラート
『モンパレ』に登場。Ver.1のストーリーのラストボス。
闇の王の器
闇の王の魂が宿っていない肉体だけのヴラート。
影の君
『モンパレ』Ver.2に登場。影の世界の神で、全身真っ黒い長髪の青年。
兄弟である光と黄昏の君を守見のヨアンナに消滅させられ、邪悪の風にそそのかされて守見への復讐を誓う。
戦闘では額に邪悪の風の紋章が刻まれ、赤紫色のオーラを放っている。武器は剣。
邪悪の風バムルヤード
『モンパレ』Ver.2のラストボス。影の君に憑依した邪悪の風が変身したもので、腹部に二つの穴が空いている悪魔。
ドスラーデス
『星ドラ』に登場。宇宙政府が決まりに反した星を滅ぼすために遣わした魔星王。顔と両手の三部位に分かれている。
シンドスラーデス
『星ドラ』シーズン1の最終ボス。青色のローブ。
ウラドスラーデス
『星ドラ』の35章サブクエストボス。赤いローブ。
ジゴ・ドスラーデス
『星ドラ』古代の厄災と蘇る不死鳥ラーミアに登場。灰色のローブに青いマント。
ラデュラゲ
『星ドラ』の32章のボス。宇宙政府の執行官。紫色。
リザラビ
『星ドラ』の32章のサブクエストボス。黒色。
ルジュラド
『星ドラ』ギガバトルイベントの狭間の大穴に登場。青色。
機皇神ゼイアン
『星ドラ』のギガバトルイベント「魔神獣と絶望の凶星」に登場。水色の結晶の身体を持つ巨人で、宇宙の彼方より飛来し、全宇宙を消滅させようとしている。
魔星神ゼイアン
機皇神ゼイアンの体内に住んでいるゼイアンの本体。青い鎧をまとった人型。星神の武器を複数使いこなし、シールドビットで身を守る。
魔星神イライザ
『星ドラ』のギガバトルイベント「星盤の迷宮」に登場。赤い鎧を身にまとっており、ゼイアンと比べると女性的な容姿をしている。
コッツ
『星ドラ』シーズン2で戦うボス。義勇軍のコッツが邪心のオーブで魔物化した姿。上半身は女性の人型だが、下半身は悪魔のような禍々しい形をしている。
ジゴ・コッツ
『星ドラ』古代の厄災と蘇る不死鳥ラーミアに登場。灰色の体色。
イヴァール
『星ドラ』イベントの魔神獣の一匹
賢神コスタス
『星ドラ』シーズン3ストーリーに登場。古の七賢神の1人で話が長くなるのを嫌っている。力を示す際の姿はヘルクラウダーの色違い。
賢神シオバス
賢神サマリスとは夫婦の関係で、夫婦喧嘩をしている所に主人公一行が関わる。
大将軍マサドラゴラ
『星ドラ』シーズン3ストーリーに登場。
魔将軍マサドラゴラ
マサドラゴラの真の姿。全体的に刺々しい外見。
マサドラゴラの怨霊
ベナティの怨霊と共闘する。
大将軍ベナティ
『星ドラ』シーズン3ストーリーに登場。
ベナティの怨霊
マサドラゴラの怨霊と共闘する。
光邪神ガルダ・リオン
『星ドラ』イベントの魔王の記憶と光の邪神で登場するボス。
オン・ゾ・エーグ
『スラもり2』に登場。
魔王ザラーム
『DQMH2』に登場。
やみのせんし
『ビルダーズ』に登場。身体は肌色。王冠を被り、マントは赤いベルベットで縁が白い毛皮。ロトの剣と盾、おうじょのあいを持っている。
正体は、『I』の主人公で、体力が少なくなると逃げてしまう。
作品によっては悪魔系。
ギンギーラ
『トレジャーズ』に登場。空賊団を率いる骸骨のような姿をした男で、本作のラストボス。戦闘途中、護宝獣の像に乗り移る。

### 他作品からの出演
ダイ
漫画、アニメ『ダイの大冒険』に登場したオリジナルキャラクター。
『星ドラ』『DQMSL』に登場し、後者ではモンスター扱い。
大魔王バーン
元は漫画、アニメ『ダイの大冒険』に登場したオリジナルキャラクター。
『星ドラ』『DQMJ3P』『モンパレ』『DQMSL』に登場。
老バーン
バーンが永遠に近い寿命を得るため肉体を2つに分け、魔力と知性を残した姿。
真・大魔王バーン
凍れる時間の秘法を掛けてミストバーンに預けていた「若さと力」の肉体と合体した、バーンの真の姿。
ミストバーン
漫画、アニメ『ダイの大冒険』に登場したオリジナルキャラクター。
『星ドラ』『DQMJ3P』に登場。
キルバーン
漫画、アニメ『ダイの大冒険』に登場したオリジナルキャラクター。
『星ドラ』『DQMJ3P』に登場。
フレイザード
漫画、アニメ『ダイの大冒険』に登場したオリジナルキャラクター。
『星ドラ』『DQMSL』に登場。
ザボエラ
漫画、アニメ『ダイの大冒険』に登場したオリジナルキャラクター。
『星ドラ』『DQMSL』に登場。
ブロック
漫画、アニメ『ダイの大冒険』に登場したオリジナルキャラクター。
『星ドラ』に登場。
フェンブレン
漫画、アニメ『ダイの大冒険』に登場したオリジナルキャラクター。
『星ドラ』に登場。
シグマ
漫画、アニメ『ダイの大冒険』に登場したオリジナルキャラクター。
『星ドラ』に登場。
アルビナス
漫画、アニメ『ダイの大冒険』に登場したオリジナルキャラクター。
『星ドラ』に登場。
ヴェルザー
漫画、アニメ『ダイの大冒険』に登場したオリジナルキャラクター。
『星ドラ』『DQMSL』に登場。
破邪の淵竜
『星ドラ』の破邪の洞窟250階に生息するヴェルザーに似た姿の竜。
鬼岩城
漫画、アニメ『ダイの大冒険』に登場した魔王軍の動く居城。
『星ドラ』に登場。
異魔神
漫画、映画『ドラゴンクエスト列伝 ロトの紋章』に登場したオリジナルキャラクター。
『星ドラ』『DQMSL』に登場。
冥王ゴルゴナ
漫画、映画『ドラゴンクエスト列伝 ロトの紋章』に登場したオリジナルキャラクター。
『星ドラ』『DQMSL』に登場。
獣王グノン
漫画、映画『ドラゴンクエスト列伝 ロトの紋章』に登場したオリジナルキャラクター。
『星ドラ』『DQMSL』に登場。
ゴジラ
ゴジラシリーズから登場した怪獣。『星ドラ』のみんなで大決戦!「ゴジラ大決戦 大怪獣総進撃編」に登場。
モスラ
ゴジラシリーズから登場した怪獣。『星ドラ』のみんなで大決戦!「ゴジラ大決戦 大怪獣総進撃編」に登場。
キングギドラ
ゴジラシリーズから登場した怪獣。『星ドラ』のみんなで大決戦!「ゴジラ大決戦 大怪獣総進撃編」に登場。
メカゴジラ
ゴジラシリーズから登場した怪獣。『星ドラ』のみんなで大決戦!「ゴジラ大決戦 大怪獣総進撃編」に登場。
ファイヤーラドン
ゴジラシリーズから登場した怪獣。『星ドラ』のみんなで大決戦!「ゴジラ大決戦 大怪獣総進撃編」に登場。
ビオランテ
ゴジラシリーズから登場した怪獣。『星ドラ』のみんなで大決戦!「ゴジラ大決戦 大怪獣総進撃編」に登場。